# St. Georg (Pfaffenwiesbach)

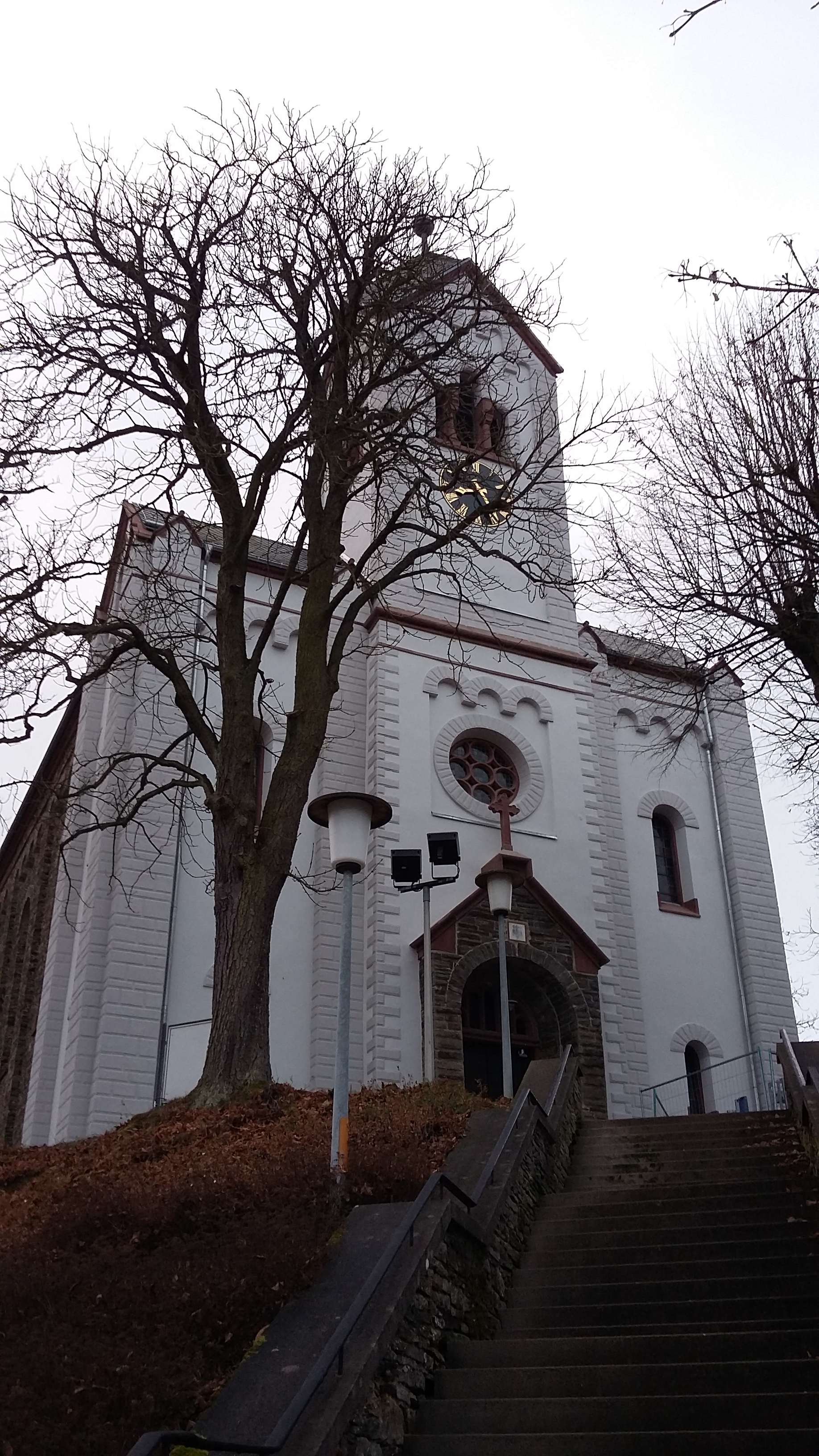
Außenansicht der Pfaffenwiesbacher Georgskirche nach der Sanierung des Westwerks (2016)

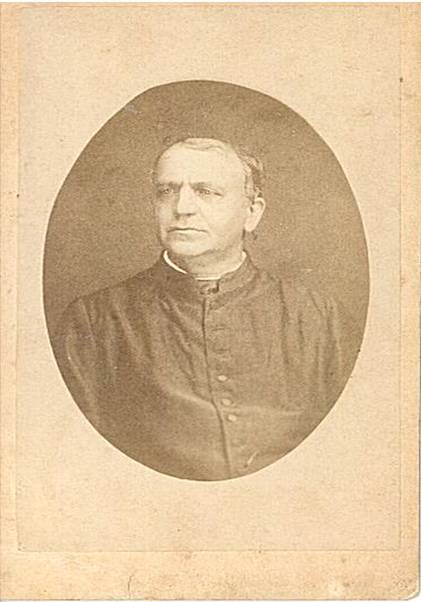
Simon Bohn, Pfarrer in Pfaffenwiesbach 1851-1869, Erbauer der Kirche

Die Sankt-Georgs-Kirche Pfaffenwiesbach ist die Kirche des hessischen Kirchorts Pfaffenwiesbach, zu dem die Wehrheimer Ortsteile Pfaffenwiesbach und (seit 1976) Friedrichsthal gehören.
Der Kirchort Pfaffenwiesbach ist einer der 11 Kirchorte in der am 1. Januar 2014 neu errichteten kath. Pfarrei „St. Franziskus und Klara – Usinger Land“ mit Sitz in Neu-Anspach. Er gehört damit weiterhin zum Bezirk Hochtaunus im Bistum Limburg. Nachdem er bis 1987 selbständig gewesen war (und einen eigenen Pfarrer vor Ort hatte), wurde er 1988 dem Kirchengemeindenverbund Pfaffenwiesbach – Friedrichsthal – Kransberg – Wernborn, dann dem Pastoralen Raum Neu-Anspach, dann dem Pastoralen Raum Usinger Land und zum 1. Januar 2012 schließlich dem Pastoralen Raum Usinger Land/Schmitten zugeordnet.
Mit der Pfarrei-Neugründung hat nicht nur die Kirchengemeinde Pfaffenwiesbach (mit Friedrichsthal) ihren Pfarreistatus, sondern die Georgskirche auch ihren Status als „Pfarrkirche“ verloren und ist heute eine der 10 Filialkirchen der neuen Pfarrei „St. Franziskus und Klara Usinger Land“. Kirchenpatrone sind der Hl. Georg und (nachweisbar) seit 1711 die Hl. Barbara. Beide gehören zu den Vierzehn Nothelfern und sind christliche Märtyrer des 4. Jahrhunderts.

## Das Dorf Pfaffenwiesbach und seine Kirche

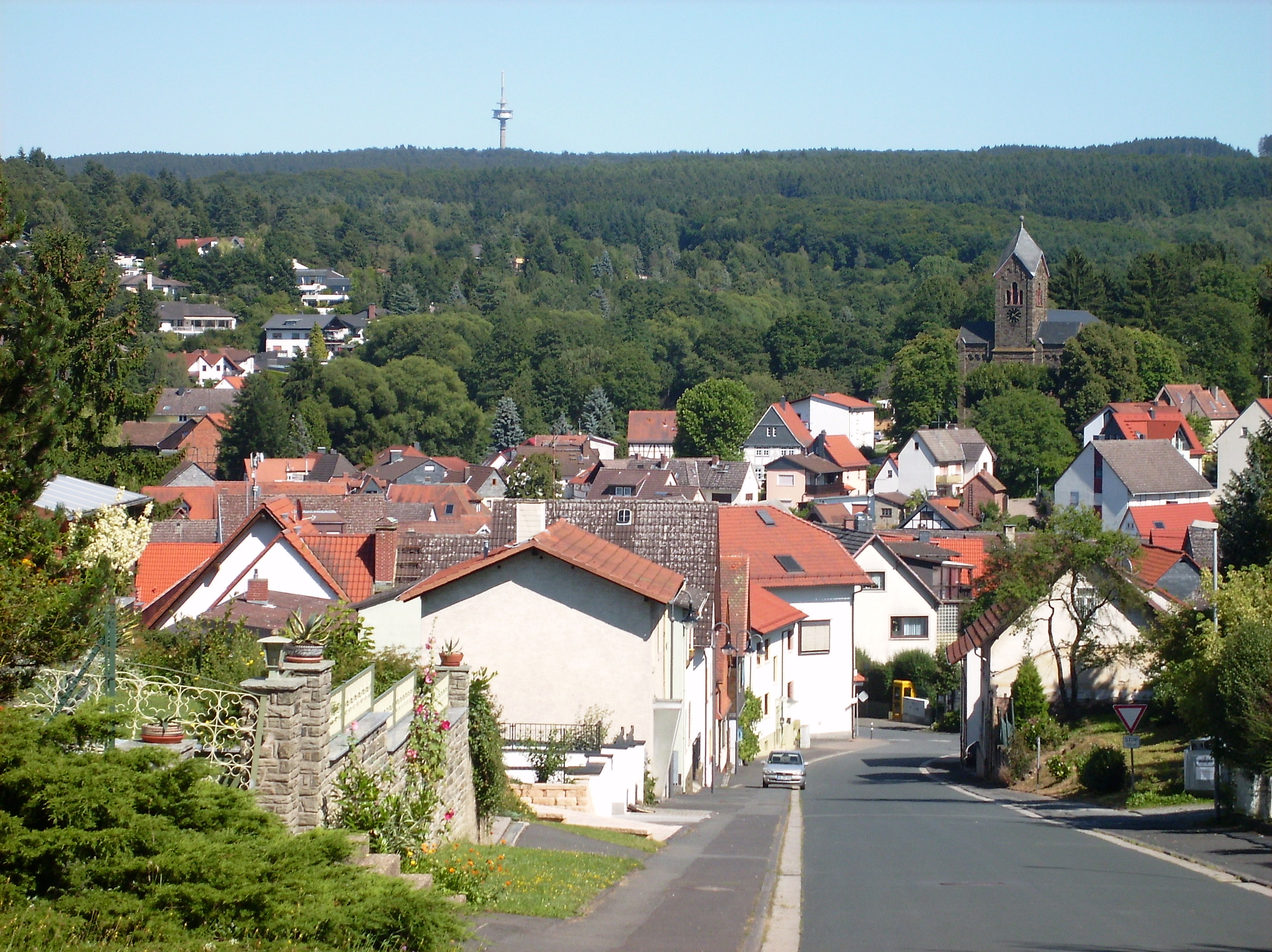
Blick auf die Georgskirche vom Usinger Weg aus (2012)

Die Anfänge des Dorfes Pfaffenwiesbach liegen weitgehend im Dunkeln. Alte Besiedlungsspuren weisen jedoch darauf hin, dass der Landstrich schon in vorchristlicher Zeit besiedelt war. Nach der im 9./10. Jh. vermuteten Ortsgründung als Rodungssiedlung in der Nähe eines ergiebigen Bachs oder an einem Bachübergang im Zusammenhang mit einem alten Verkehrswegenetz soll der Ort Wisenbach bereits um 1040 zum Comitat Malstatt im Gau Wettereiba (Wetterau) gehört haben, von dem im Jahr 1043 zumindest teilweise gräfliche Rechte an die Reichsabtei Fulda fallen. Wahrscheinlich infolge des Investiturstreits sowie des gleichzeitigen Aufstieges des Bistums Würzburg zum Territorialfürstentum dürfte im Lauf des 11./12. Jhs. eine „Basilika in Wisenbach“ einschließlich der dazugehörigen Besitzungen an das Benediktinerkloster Schlüchtern gefallen sein. 1167 wird dieses östlichstes Villikationszentrum (Verwaltungssitz) des Klosters dann erstmals in einer Urkunde erwähnt.
Im Zuge einer politischen, wirtschaftlichen und auch kirchlichen Neuordnung in der Wetterau fällt zwischen 1216 und 1221 dann der Flecken Wisenbach sukzessiv an die Herren von Cranchesberg (1216–1221). In der Folgezeit wird durch Präfixe im Ortsnamen genau zwischen kirchlichem (z. B. Pfaffinwiesbach) und weltlichem Besitz (z. B. Erwitzenbach) unterschieden. 1297 fällt ein sog. Vronehof an die Abtei Seligenstadt. Der Deutsche Orden, der wohl im 14. Jh. über (heute nicht mehr genau nachvollziehbare) Umwege das Patronat über die Pfarrei erhält und dieses bis ins 16. Jh. hinein innehat, hat seit ca. 1300 Besitzungen in Pfaffenwiesbach erworben.
Vom 14. bis hinein in die 1. Hälfte des 20. Jh. teilen Dorf und Kirche dann das Geschick der später so genannten „Herrschaft Kransberg“. Verbindungen zur Wetterau bleiben jedoch noch kirchlich bis 1609 (Eingliederung in das Landkapitel Königstein), politisch bis 1654 (Herrschaftsantritt der Herren von Walpott in Bassenheim in der „Herrschaft Kransberg“) und wirtschaftlich (in Form einer Waldnutzungsgemeinschaft in der Mörler Mark) bis 1743 bestehen. Nachdem der weltliche Besitz von den Cranchesbergern im Laufe des 14. Jhs. schrittweise (1316–1356) zum Zwecke einer Besitzabrundung an die Falkensteiner gegangen und nach deren Aussterben zunächst 1419 an die Eppsteiner, dann 1433 an die Linie Eppstein-Münzenberg und schließlich schrittweise (1478–1521) an die Linie Eppstein-Königstein gegangen ist, erbt Graf Ludwig von Stolberg 1535 mit der Herrschaft Kransberg auch den Ort Pfaffenwiesbach. Dieser führt im Jahr 1541 auch in Pfaffenwiesbach die Reformation nach der Confessio Augustana ein und löst in dieser Zeit auch schrittweise den Deutschen Orden als Inhaber der Patronatsrechte für die Pfaffenwiesbacher Kirche ab.
Nachdem 1581 der Besitz an Kurmainz gelangt war, erfolgte 1606 unter großer Anstrengung und gegen z. T. heftige Widerstände (vgl. die Geschichte über den „störrischen“ Schultheißen und Gastwirt Nicolaus Beck!) die Rekatholisierung der Pfarrei, die sich allerdings noch bis 1614 hinzieht. Im Dreißigjährigen Krieg wechselte die Pfarrei mit dem Kriegseintritt der Schweden und der vorübergehenden Wiedergewinnung der Herrschaft durch die Stolberger (ab 1632) zumindest noch einmal nominell zur lutherischen Konfession. Nach dem Krieg jedoch begann mit Herrschaftsantritt der Herren von Walpott in Bassenheim (1654), die das Kransberger Gebiet per Zessionsurkunde von Kurmainz übernahmen, ein wirtschaftlicher, sozialer und kirchlicher Aufschwung, der vor allem eine Festigung der katholischen Konfession mit sich brachte: Als neue Patrone der Pfarrei präsentierten die Bassenheimer Grafen z. B. fortan den in Mainz zuständigen Stellen die Geistlichen (so 1681: Joannes Westhoven).
Infolge des Reichsdeputationshauptschlusses im Jahr 1803 fiel die Bassenheimische Standesherrschaft Kransberg an das neu errichtete Herzogtum Nassau bzw. Nassau-Usingen, wovon auch das Patronats- und Zehntrecht der Pfarrei betroffen waren. Schließlich wurde alles im Jahr 1866 (1867) der Provinz Hessen-Nassau zugesprochen; Pfaffenwiesbach gehört ab dieser Zeit abwechselnd dem Obertaunuskreis (1866, 1932) bzw. dem Landkreis Usingen (1886, 1933) an.
Den Zweiten Weltkrieg überstanden Ort wie Kirche einigermaßen unbeschadet. 1971 schloss sich Pfaffenwiesbach der Zivilgemeinde Wehrheim an und wurde eines ihrer vier Ortsteile; ein Jahr später erfolgte die Zuordnung zum Regierungsbezirk Darmstadt bzw. zum Hochtaunuskreis.

## Geschichte der Kirche

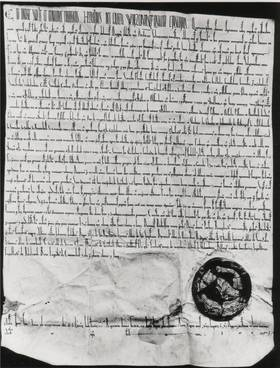
Urkunde mit der Ersterwähnung der „Basilika in Wisenbach“ (1167)

1167 wird in einer Besitzfestschreibung des Bischofs Herold von Würzburg für das Benediktinerkloster Schlüchtern erstmals eine „Basilika in Wisenbach“ (basilicam in wisenbach) erwähnt, bei der es sich wahrscheinlich um eine Landkirche oder eine Kapelle auf dem Gelände eines Gutshofes gehandelt haben dürfte. Bis ins 16. Jh. hinein verlieren sich dann die Nachrichten über eine Kirche vor Ort im Dunkel der Geschichte – bis auf den spärlichen Hinweis aus der Kransberger Chronik C. Walthers, dass es in Pfaffenwiesbach bereits vor der Einführung der Reformation (1541) eine Kirche mit zwei Altären gegeben habe. Ein (allerdings nur vermuteter) spätgotischer Neubau der Kirche, von dem auch der noch erhaltene Taufstein stammen könnte, ist aus politischen, wirtschaftlichen, kirchlichen und lokalhistorischen Gründen allenfalls für die Wende vom 15./16. Jh. (also noch vor der Reformation) anzunehmen. Möglich ist nämlich, dass auch der Ort Pfaffenwiesbach mit seiner alten Kirche bei den Auseinandersetzungen in der Mainzer Stiftsfehde (1459/63), der auch einige kleinere Siedlungen um Ober-Mörlen herum (wie z. B. Hüfftersheim) zum Opfer fielen, in Mitleidenschaft gezogen und darum ein Kirchenneubau nötig wurde.
Nach der Rekatholisierung des Ortes unter Kurmainzer Herrschaft (1606–1614), nach den Verwüstungen während des Dreißigjährigen Krieges (Schwedenherrschaft 1632 ff.) und nach dem Herrschaftsantritt der Herren von Walpott in Bassenheim in der Herrschaft Kransberg erfährt das kirchliche Leben vor Ort wieder einen großen Aufschwung; die katholische Konfession festigt sich. 1682 setzt man die Usinger Gräfin Catharina de Clatton auf ihren persönlichen Wunsch hin in der Pfaffenwiesbacher Kirche zwischen Taufstein und Marienaltar unter einer gekennzeichneten Grabplatte bei. Schließlich wird am 2. und 3. Oktober 1711 die wohl nach den Verheerungen des Krieges vollends wiederhergestellte und noch zusätzlich um einen Chorturm im Osten erweiterte Vorgängerkirche samt Barockaltären, Glocken und dem um diese alte Georgskirche herumliegenden Friedhof durch den Mainzer Weihbischof Johann Edmund Gedult von Jungenfeld neu geweiht.

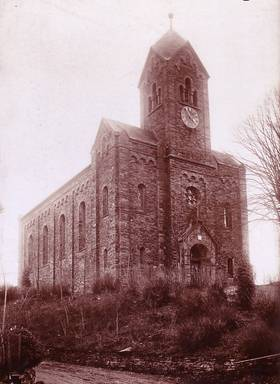
Außenansicht der Georgskirche von Westen (um 1910)

Wegen Platzmangels und der Baufälligkeit der alten Kirche – unter anderem hatten sich die Emporen bedenklich gesenkt – begannen ab 1845 die Vorarbeiten für einen Kirchenneubau, die dann Pfarrer Simon Bohn, 1851 bis 1868 Pfarrer in Pfaffenwiesbach, „unter unsäglichen Mühen“ vorantreibt. Nach der Verlegung des Friedhofs an den jetzigen Platz im Jahr 1855 kann endlich im Jahr 1859 mit dem Bau der heutigen neuromanischen Kirche nach Plänen des Höchster Architekten Musset unter großem Einsatz der Pfaffenwiesbacher Gemeindemitglieder, die Grauschiefer in der naheliegenden Steinkaut für den Kirchbau brechen, begonnen werden. Baumeister ist Christian Schmidt aus Usingen. Die Grundsteinlegung war am Georgstag (23. April) 1860, feierliche Kirchweihe am 15. Mai 1862. Die Kosten für den Kirchneubau wurden durch Sonderholzfällungen, Sammlungen, Kollekten, Stiftungen und die Aufnahme von Darlehen aufgebracht. Glocken, Orgel und der barocke Hochaltar aus der alten Kirche wurden zum Teil überarbeitet und dann übernommen. Zeitweise ist die Pfaffenwiesbacher St. Georgs-„Basilika“ (so benannt wegen ihres neuromanischen Baustils) die größte katholische Kirche im Usinger Land und auch Sitz des katholischen Dekans.
Wegen mangelhafter Grundmauerisolierung musste die Kirche bereits 24 Jahre nach der Einweihung saniert werden, wodurch sich die Gemeinde stark verschuldete. Die Finanzierung erfolgte durch das Zusammenbetteln von „milden Gaben“ in ganz Deutschland. Nach Amerika ausgewanderte Pfaffenwiesbacher Familien unterstützen ihre Heimatpfarrkirche mit Donationen (wie z. B. durch die Stiftung der neugotischen Seitenaltäre 1889 und 1914 bzw. der Elektrifizierung der Kirche im Jahr 1920) – ebenso wie der eine oder andere Pfarrer (z. B. die Stiftung des neugotischen Hochaltares 1891 durch Pfarrer C. Breuers, seine Schwester und einige Freunde aus deren Heimatstadt Hüls). Nach dem Einbau einer neuen Orgel (1911/12) durch den Limburger Orgelbauer C. Horn und der Errichtung des Josefsaltars (1914) war zu Beginn des 20. Jahrhunderts die gesamte Kircheneinrichtung nach dem Geschmack der Zeit erneuert. In den Jahren 1938–1943 fanden einige Renovierungen innen und außen an der Kirche statt. Am Karsamstag 1945 riss beim Beschuss des Dorfes durch die Amerikanische Armee eine Granate ein großes Loch in den Kirchturm.

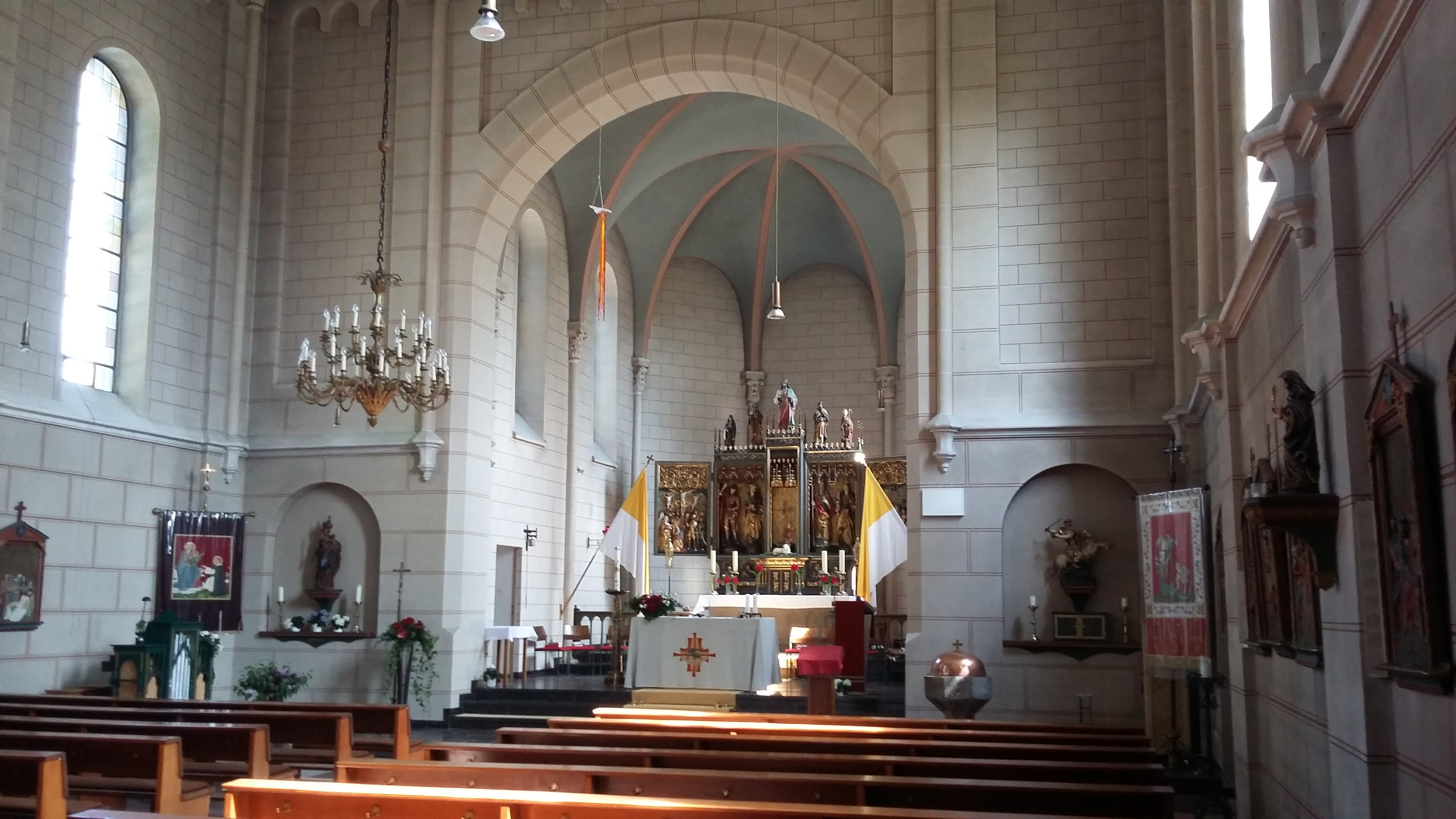
Innenansicht der Kirche Richtung Osten (Pfingsten 2018)

Zwischen 1954 und 1961 wurde die Kirche innen und außen gründlich renoviert, der Innenraum farbig gestrichen, die elektrischen Leitungen neu gelegt und eine Heizung eingebaut. Im Bestreben, einen „modernen Sakralraum“ zu gestalten, wurde im Zuge der Arbeiten ein Großteil der neugotischen Einrichtung entfernt. 1962 war mit Anschaffung einer neuen Weihnachtskrippe die Renovierung abgeschlossen.
Nach dem Zweiten Vatikanum wurde der Chorraum der neuen Liturgie angepasst. Ab 1983 erfolgte schrittweise (und soweit noch möglich) die Wiederherstellung der alten Inneneinrichtung der Kirche, auch der Innenraum wurde 1987 wieder in Anlehnung an die Entstehungszeit ausgemalt (nur der Sternenhimmel im Chor sowie die farbigen Muster in Tür- und Fensterbögen sowie im Chorbogen wurden nicht mehr realisiert).
Immer neue Renovierungen innen und außen (zuletzt die teilweise Decken- und Dachgebälksanierung über dem südlichen Langhaus [2013/14] und die dringend notwendig gewordene Fassaden- bzw. Außensanierung des Kirchengebäudes durch Verputz [2015-2020]) sorgten für den Erhalt der Kirche. Insbesondere der weiße Putz veränderte das Aussehen der Kirche, die bisher eine Bruchsteinfassade hatte, deutlich. Die bisherige Tonschiefer-Fassade war zu 80 % auf der westlichen und zu 50 % an der restlichen Fassade geschädigt. Eine Sanierung mit Sichtsteinen hätte 4,5 Millionen Euro gekostet, die vorgenommene Putzlösung nur ein Viertel davon.

## Kirchengebäude

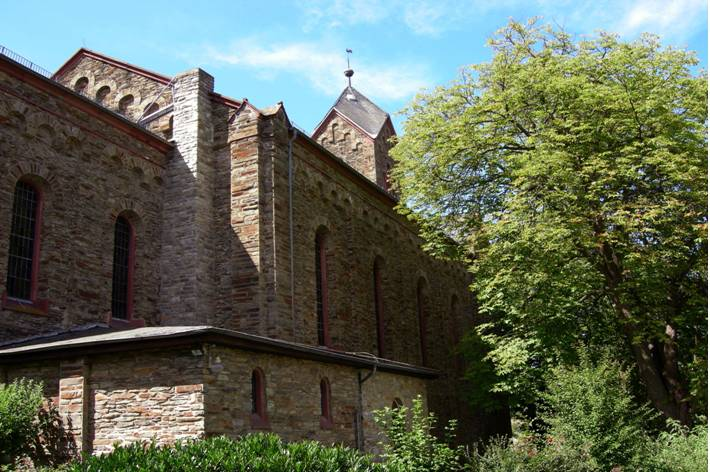
Außenansicht der Georgskirche von Südosten (2012)

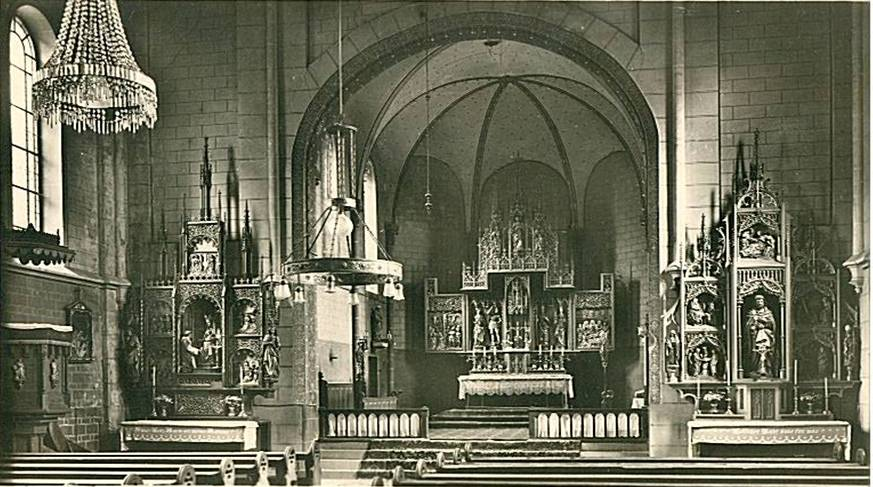
Innenansicht der Georgskirche vor der Modernisierung (1952)

Der neuromanischen Hallenkirche aus grobem Bruchsteinmauerwerk (heimischer Grauschiefer) ist ein zweistöckiger Westbau vorgestellt, aus dem der Glockenturm mit dreifenstrigen Schallarkaden und einem rheinischen Rhombendach aufsteigt. Gerade im Bereich des Westwerks werden die Wandflächen durch Pilaster abgeschlossen, die aus besonders behauenen Steinen (sog. „Bossensteinen“) bestehen; diese sind gestaltprägend für das gesamte Gebäude. Die äußeren Fensterrahmen und Gesimse bestehen aus Miltenberger Sandstein. Auf der Nordseite des Schiffes unserer Kirche befindet sich am dritten Pilaster (d. h. zwischen drittem und viertem Fenster, 6 m vom Sakristeianbau entfernt) ungefähr in 1,35 m Höhe ein 57 cm langer und 20 cm hoher und 14 cm tiefer Spolienstein (d. h. ein Gewölbestein) aus Basalt, der noch Spuren rötlicher Farbgebung zeigt und wahrscheinlich aus der Vorgängerkirche stammt; die jüngste Außenrenovierung der Kirche (2015 bis 2021) ließ leider mit dem (sehr bröckeligen) Bruchsteinmauerwerk auch diesen Spolienstein hinter einem Verputz verschwinden („sichtbar“, weil farblich abgesetzt, blieben nur noch die „Bossensteine“ und der Sandstein).
Die Uhr an der Westseite des Turmes stammt aus dem Jahr 1985; das Zifferblatt allerdings wurde im Zusammenhang mit der Außenrenovierung der Kirche im Jahr 2016 erneuert (das alte wurde versteigert und hängt nun im Wohnzimmer einer Pfaffenwiesbacher Familie); auch Kreuz und Wetterhahn auf dem Turm wurden 2016 erneuert. Über dem Hauptportal im Westen mit einem Sandsteinkreuz (eine Stiftung des damaligen Herzogs von Nassau-Usingen) befindet sich eine Rosette. Das vierjochige Langhaus wird im Osten durch den fensterlosen Chor mit 3/8-Abschluss geschlossen, im Nordosten ist die Sakristei, der man auch nach der Außensanierung noch ihre drei unterschiedlichen Bauphasen (1958 nach Norden und 1973/74 nach Westen hin erweitert) ansehen kann. Im Langhaus, das durch Lisenen gegliedert wird, öffnen sich 4 große Rundbogenfenster, im Chorraum jeweils nochmals 2.
Kreuzrippengewölbe finden sich nur in der Vorhalle bzw. im Chor, dessen blaue Fassung den Himmel symbolisieren soll. Die Andachtskapelle hat ein Tonnengewölbe, das übrige Gebäude ist in Fachwerk-Technik flach gedeckt.

## Innenausstattung

### Neugotischer Hochaltar
Der neugotische, fünfteilige Flügelaltar ist ein Werk des Niederlahnsteiner Holzschnitzers Caspar Weis, stammt aus dem Jahr 1891 und war eine Stiftung des Pfaffenwiesbacher Pfarrers Clemens Breuers und seiner Schwester Maria, deren Namenspatrone (Maria Magdalena und Papst Klemens I.) sich auch als große Standfiguren neben den beiden Kirchenpatronen (St. Georg und St. Barbara) in dem Altarretabel wiederfinden. Nach einer in den Jahren 1958/59 erfolgten „Modernisierung“, die aber im Grunde den Altar als Gesamtkunstwerk zerstörte, wurde 1985 aus den verbliebenen Resten (Altarkreuz, Retabel, Seitenflügel) und durch Neuanfertigungen ein neuer Altar neugotischen Stils zusammengestellt. 1997 stellte man als Ersatz für die einstige kunstvolle, 1985 nicht rekonstruierte Bekrönung zunächst drei Figuren wieder auf den Altar (Herz Jesu, Petrus mit dem Himmelsschlüssel [links] und Paulus [rechts]), wobei die beiden Apostelfürsten noch die Originalfiguren des alten Altares sind. 2014 wurden dann noch zwei weitere Figuren – ebenfalls Werke von Caspar Weis (hier allerdings Überbleibsel des alten Josefsaltares (1913) – ergänzt (Hl. Theresia von Lisieux und Hl. Martin von Tours). Die beiden Altarflügel zeigen zwei Szenen der Leidensgeschichte Jesu: links die Kreuzigung und rechts die Grablegung. Unten an der Predella mit dem tempelartig gestalteten Tabernakel in der Mitte finden sich vier Büsten der Evangelisten, die allerdings ursprünglich zur Altarbekrönung gehört haben. Das Kreuzesstühlchen im Mittelturm schuf E. Sommer (2000); über dem originalen Alztarkreuz im Mittelturm sind Reste der alten Altarbekrönung verbaut worden. Im geschlossenen Zustand zeigt der Altar links die Hl. Klara von Assisi und rechts den Hl. Thomas von Aquin in Halbplastiken.

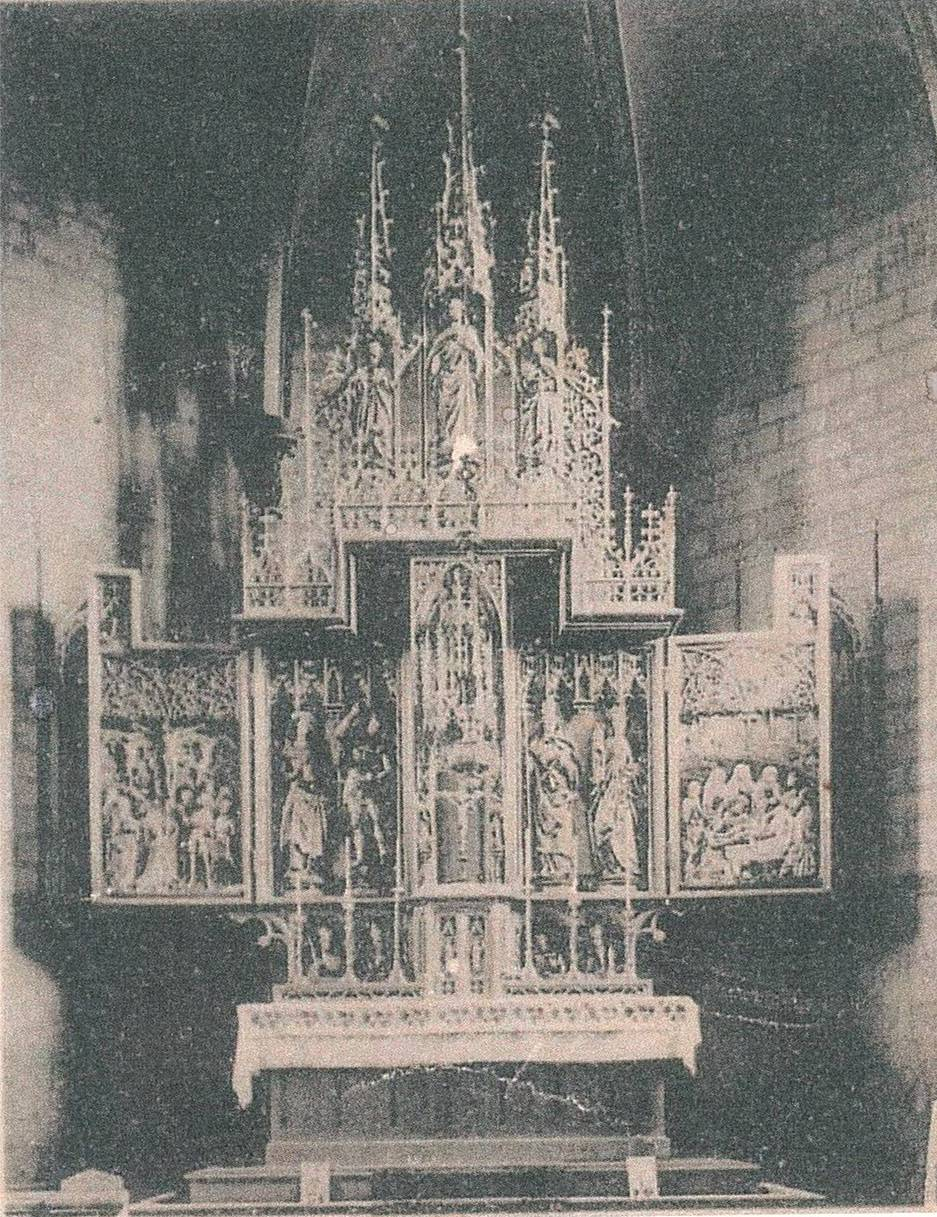
Früheste Ansicht des Hochaltares (um 1930) mit davorhängender Ewig-Licht-Ampel
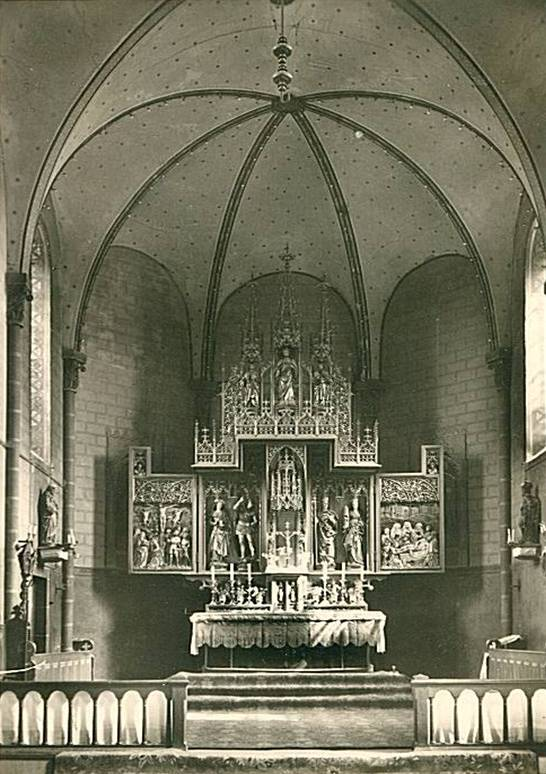
Ansicht des Hochaltares kurz vor der Modernisierung (1952)
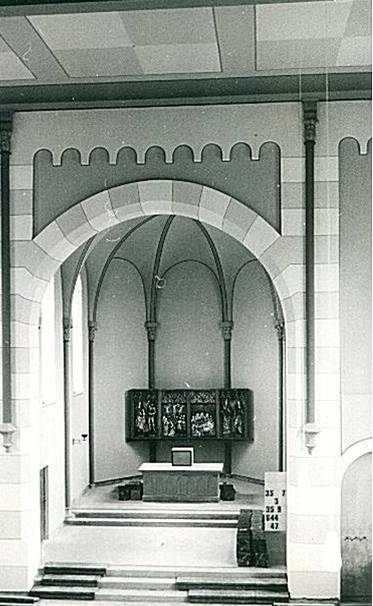
Modernisierter Hochaltar der Georgskirche (ca. 1959)
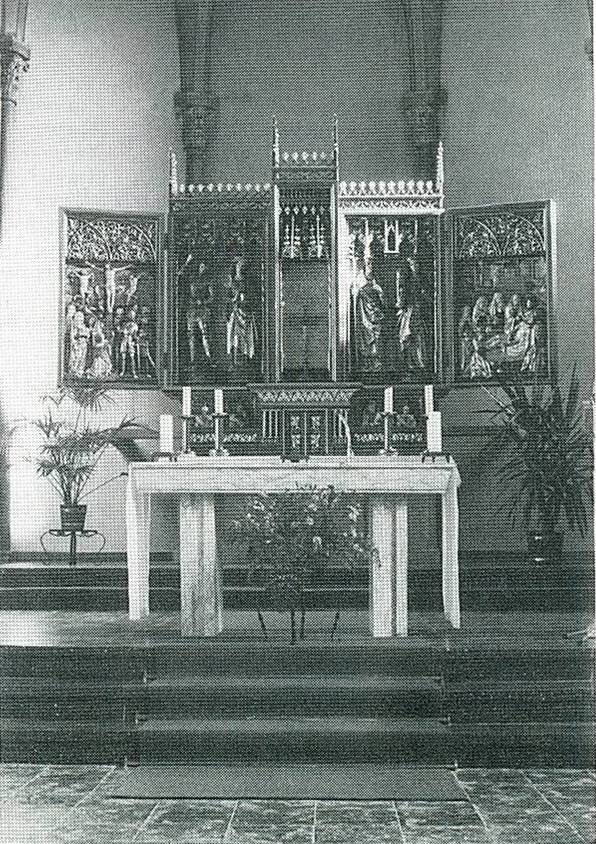
Neuerrichteter Hochaltar (1985) – geöffneter Zustand
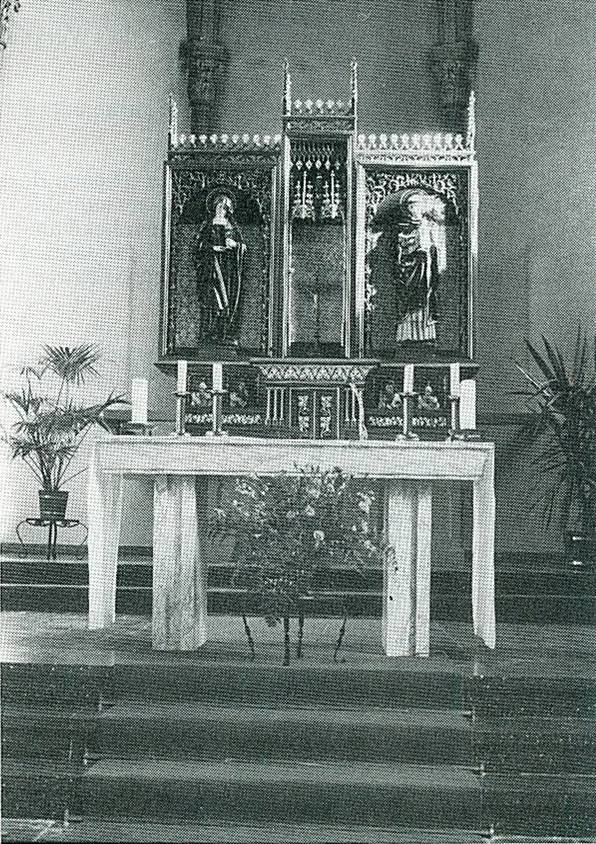
Neuerrichteter Hochaltar  (1985) – geschlossener Zustand
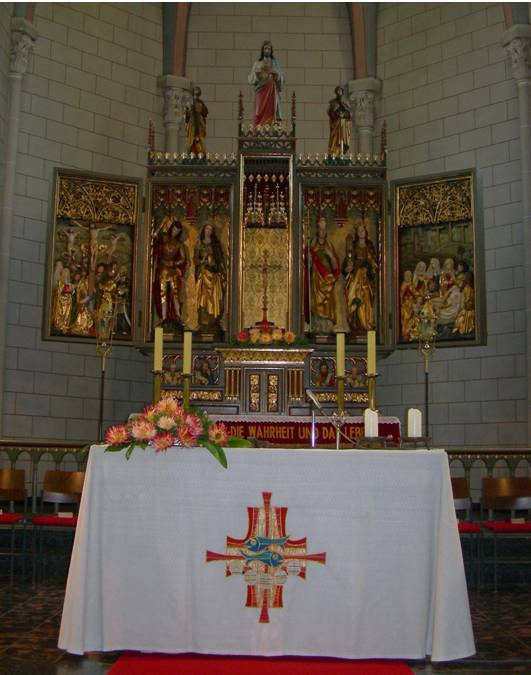
Hochaltar mit neuer Altarbekrönung (2012) – geöffneter Zustand
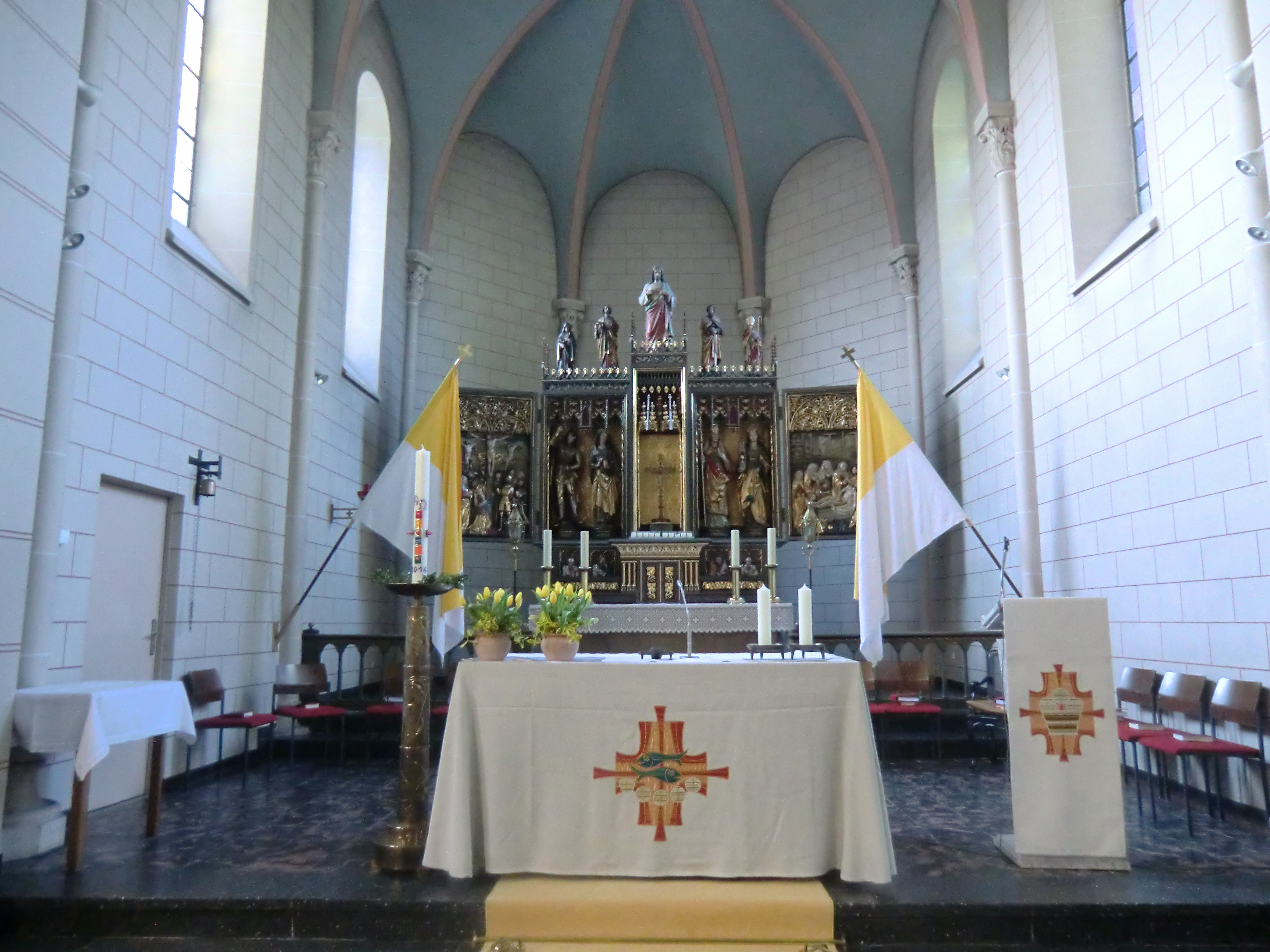
Hochaltar mit vollendeter Altarbekrönung (2014) – geöffneter Zustand
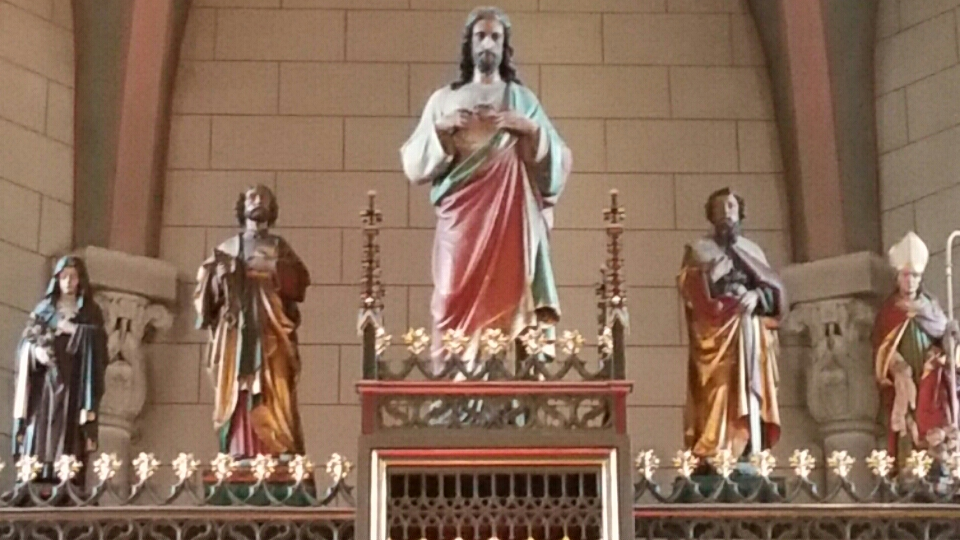
Hochaltarbekrönung Kirche Pfaffenwiesbach (2018)
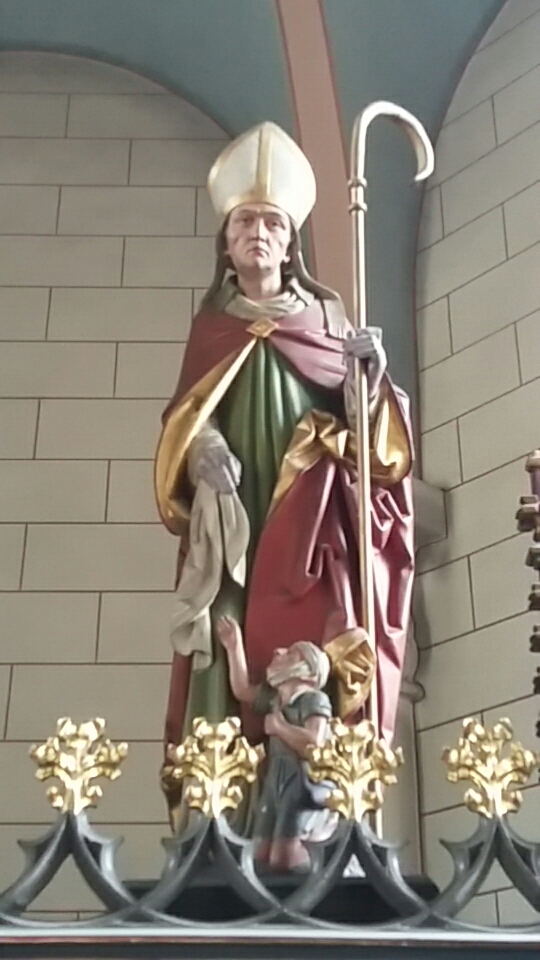
St. Martin von Tours im Bischofsornat mit dem Bettler (Caspar Weis, 1914)
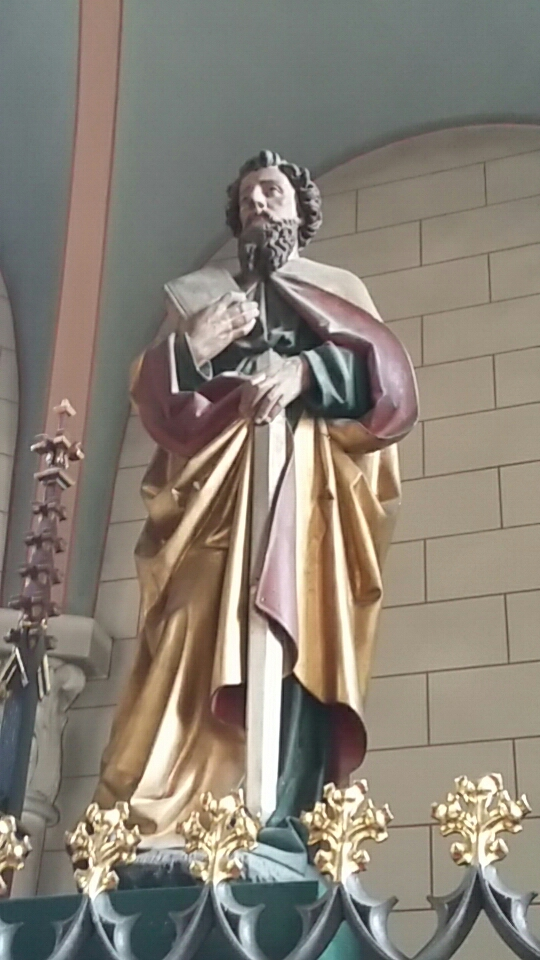
Apostel Paulus mit Buch und Schwert (Caspar Weis, 1891)
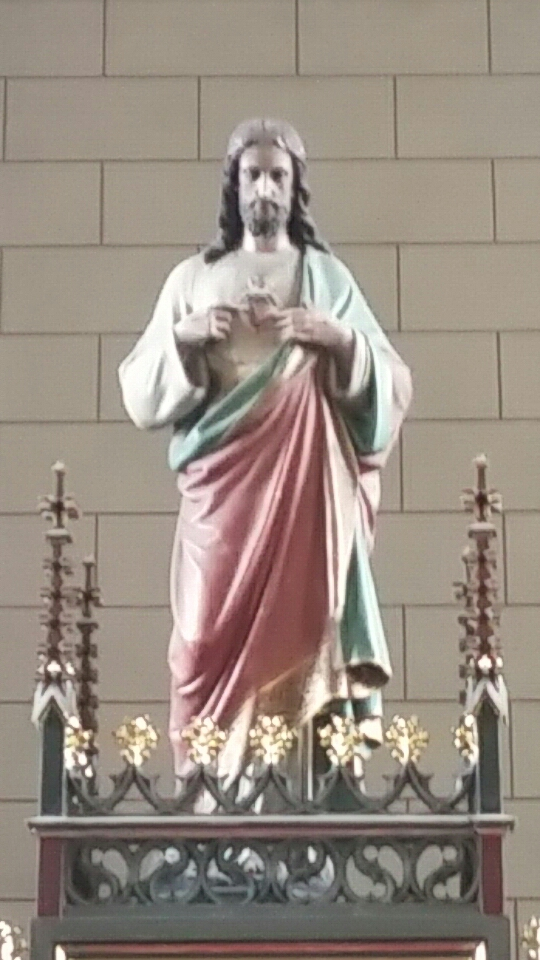
Herz-Jesu-Statue in der Altarbekrönung (J.J. Wolz, 1900, Gips)
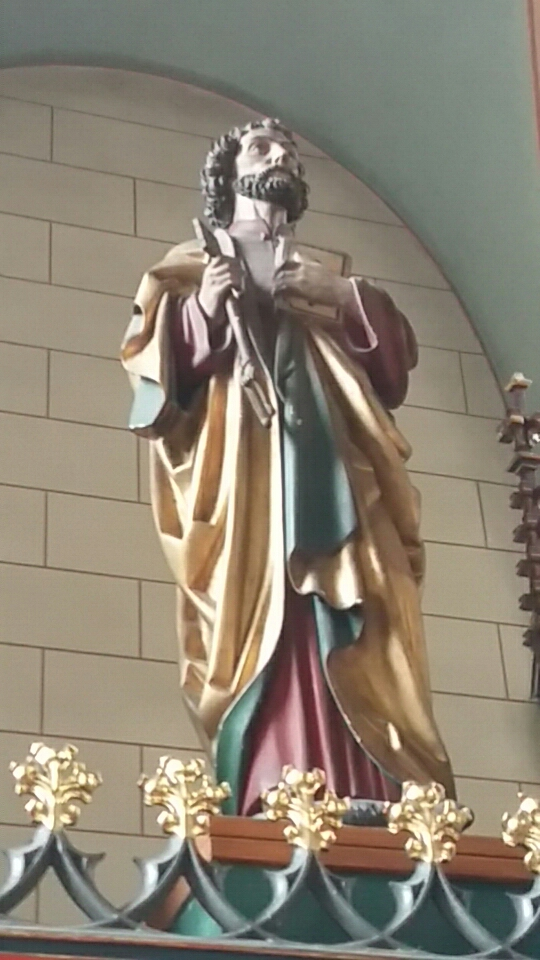
Apostel Petrus mit Schlüssel und Buch (Caspar Weis, 1891)
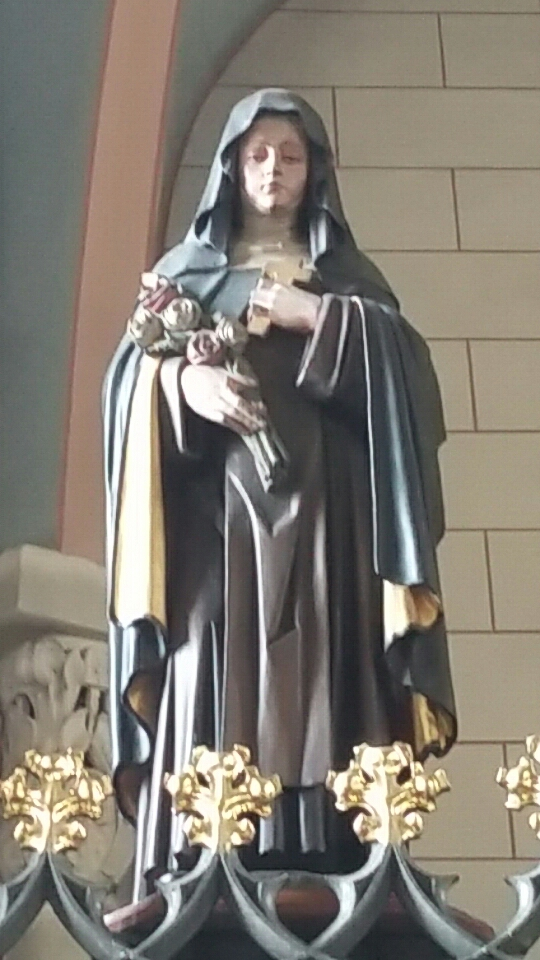
St. Theresia von Lisieux (Caspar Weis, 1914)
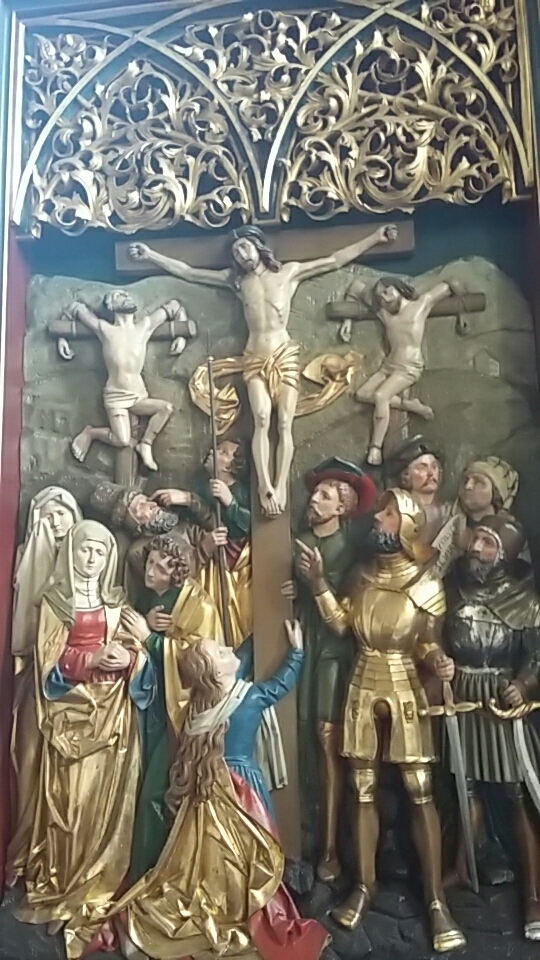
Kreuzigungsrelief linker Altarflügel (Caspar Weis, 1891)
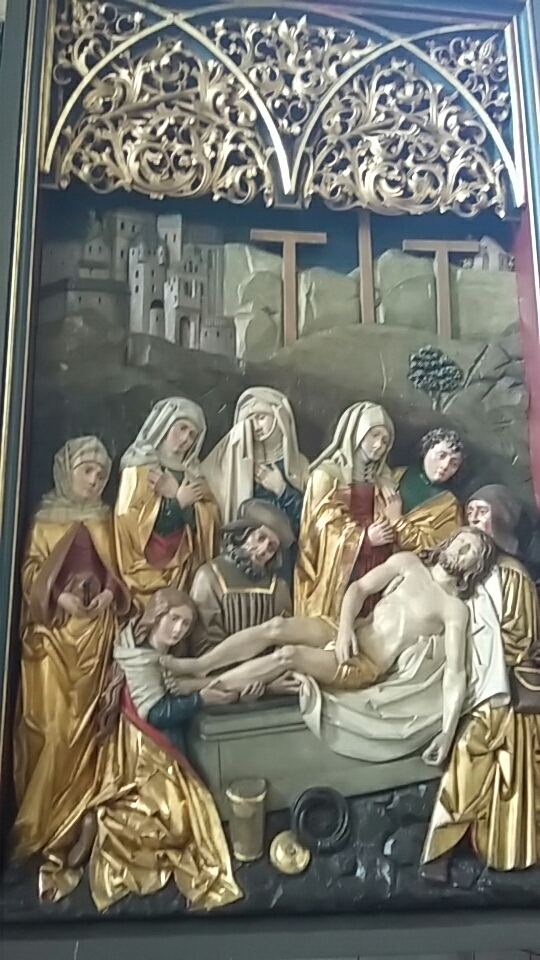
Grablegungsrelief rechter Altarflügel (Caspar Weis, 1891)
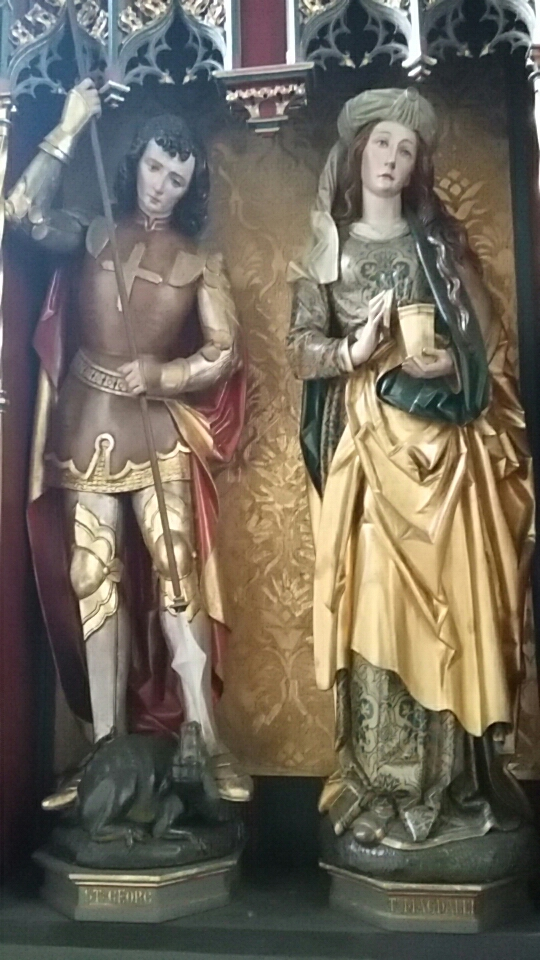
St. Georg und Maria Magdalena in dem linken Hochaltarretabel (Caspar Weis, 1891)
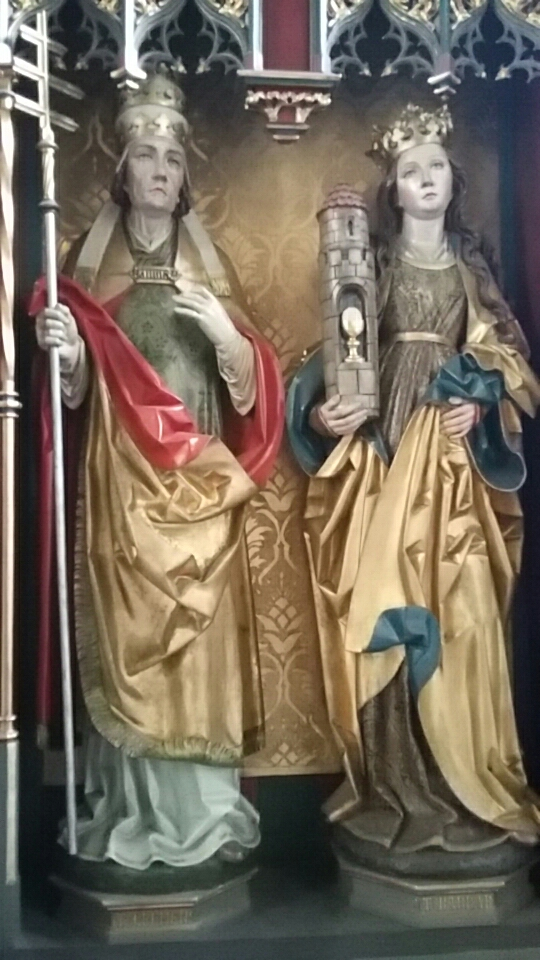
St. Klemens I. und St. Barbara in dem rechten Hochaltarretabel (Caspar Weis, 1891)
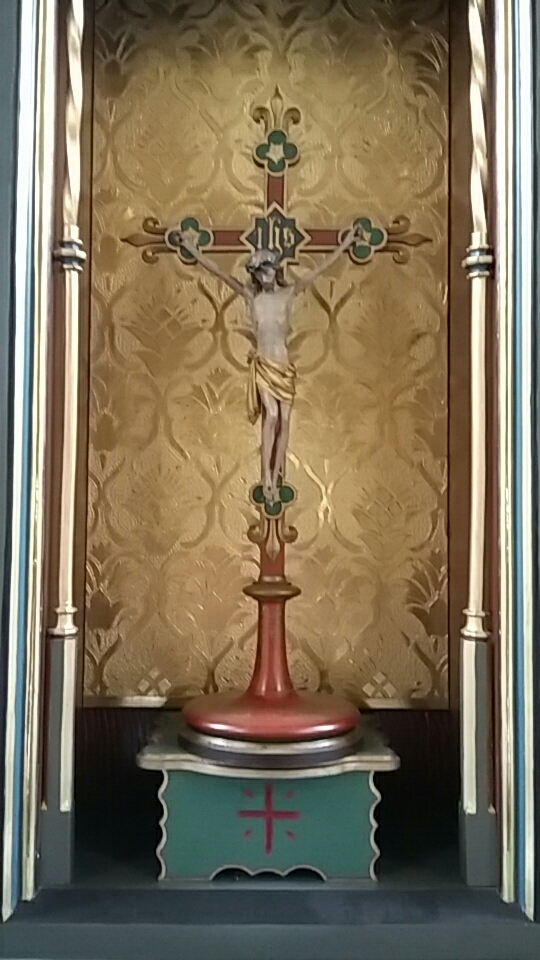
Altarkreuz im Mittelturm (Caspar Weis, 1891)
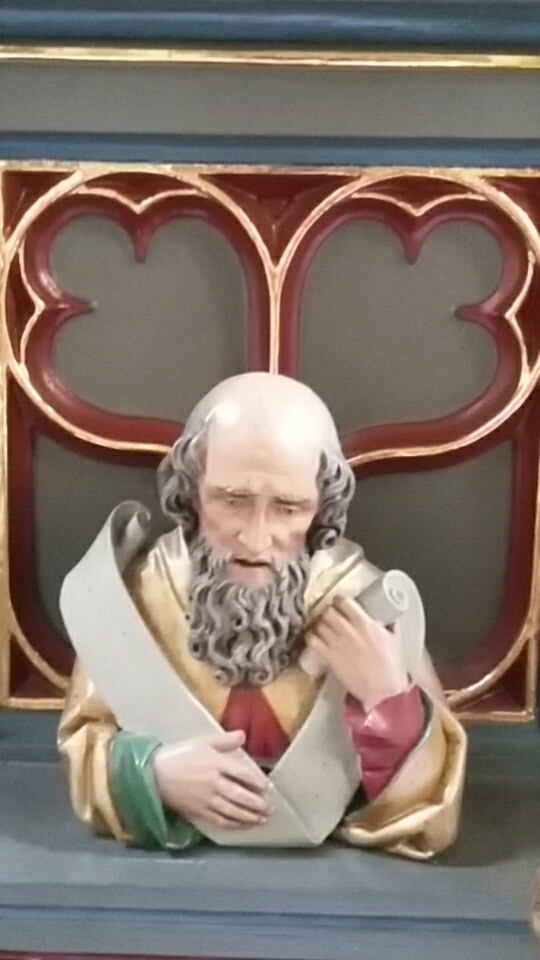
Büste des Evangelisten Matthäus links außen an der Predella (Caspar Weis, 1891); die Büste des Evangelisten Johannes (rechts außen) ist baugleich
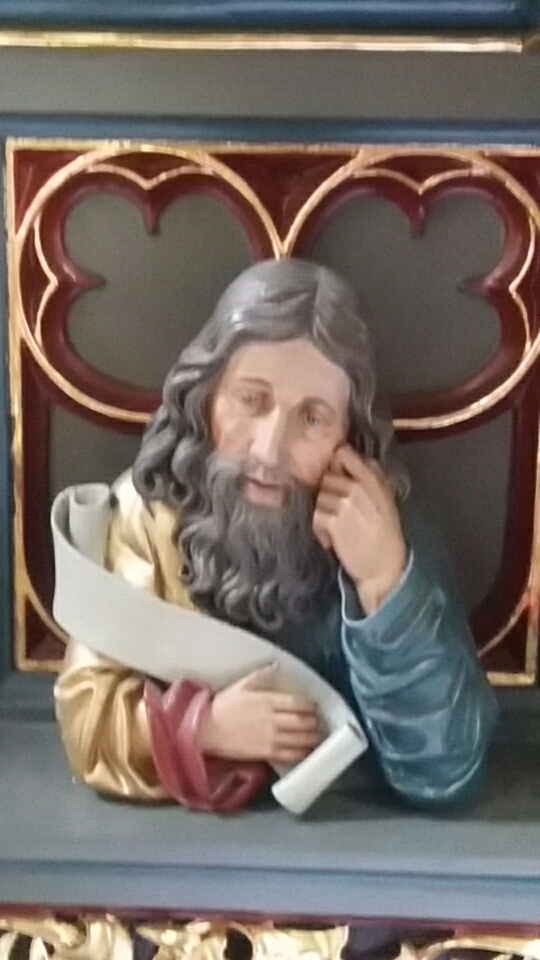
Büste des Evangelisten Matthäus links innen an der Predella (Caspar Weis, 1891)
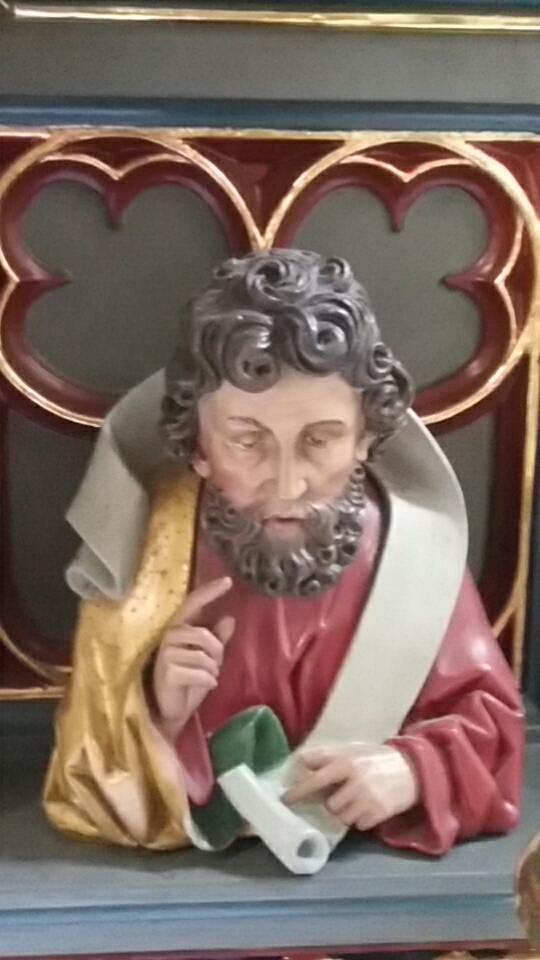
Büste des Evangelisten Lukas rechts innen an der Predella (Caspar Weis, 1891)
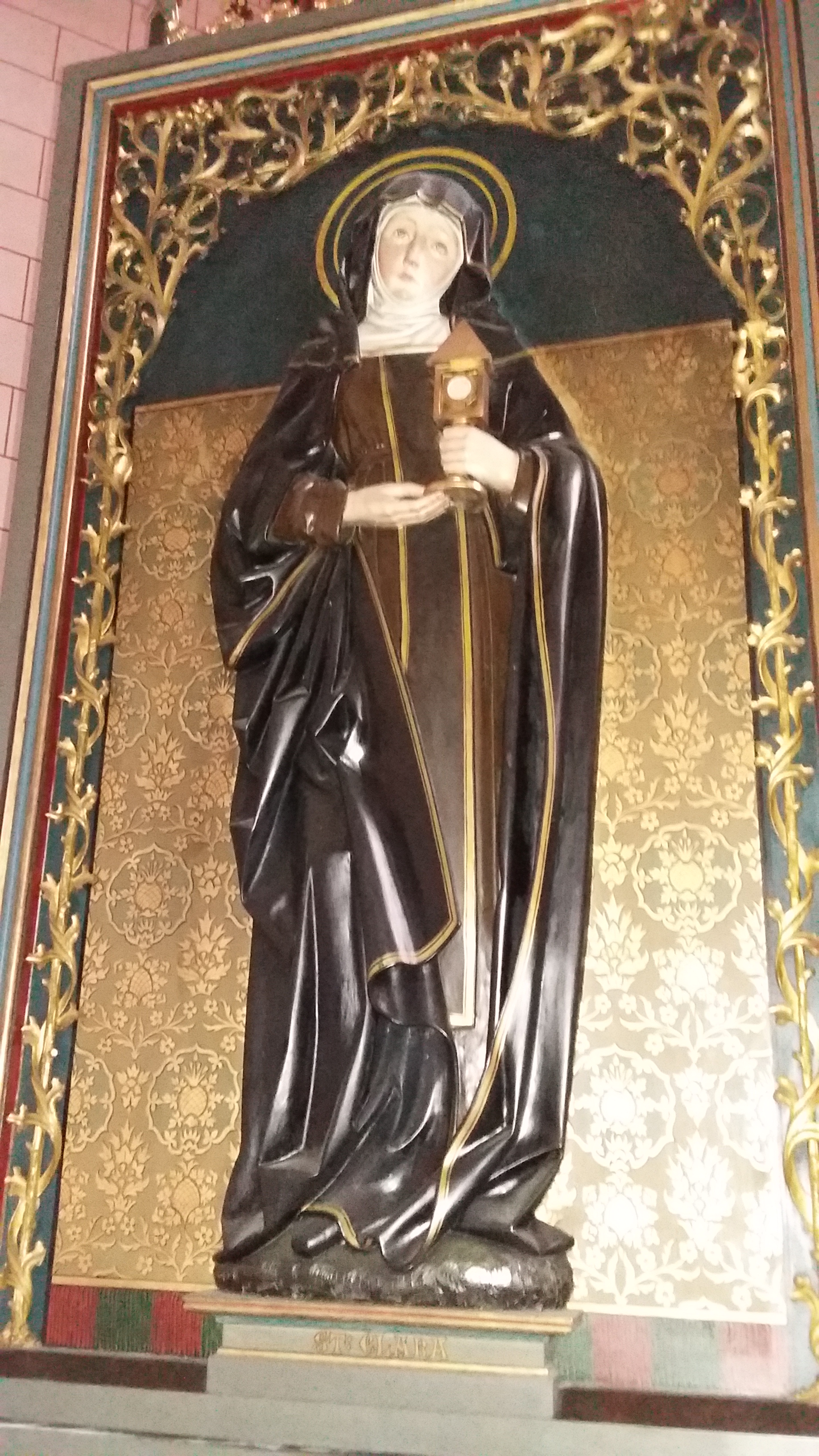
St. Klara von Assisi mit Monstranz, Halbplastik (Caspar Weis, 1891)
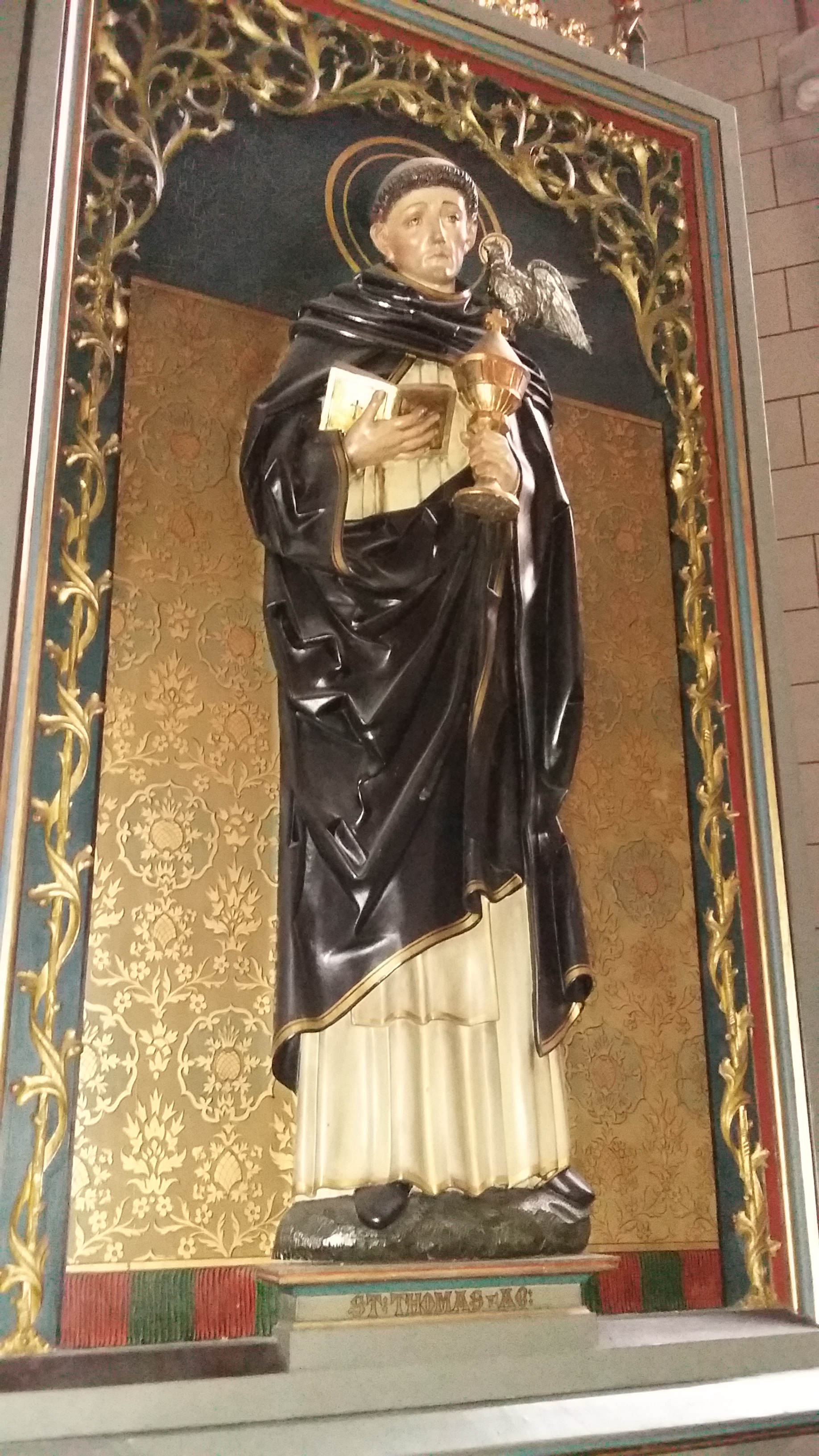
St. Thomas von Aquin mit Buch, Ziborium und dem Hl. Geist in Gestalt einer Taube (Caspar Weis 1891)
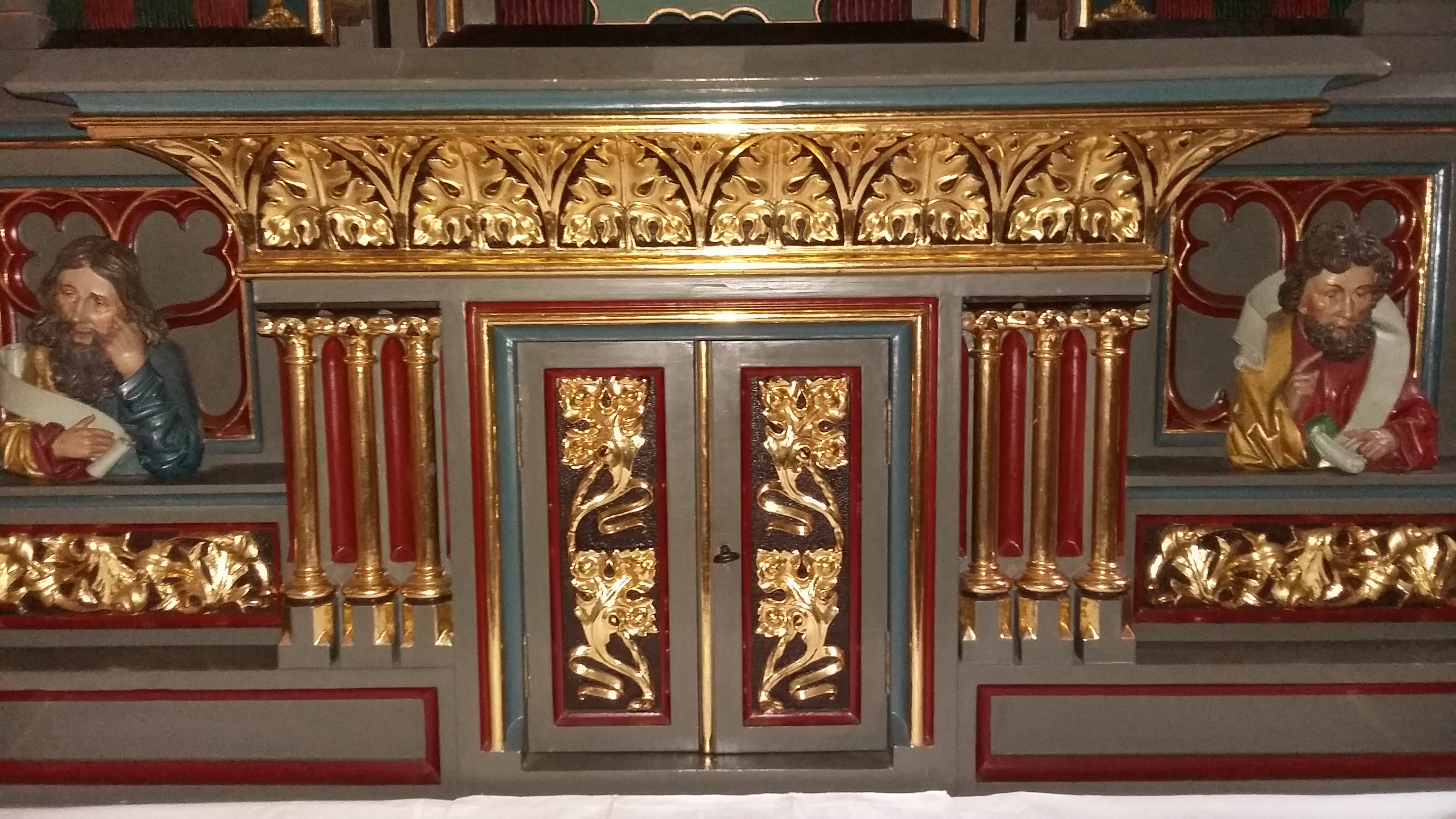
Tempelartig gestalteter Tabernakel (Neuanfertigung 1985)

### Weitere Ausstattungsstücke
Nachdem fast die gesamte neugotische Ausstattung der Kirche den Modernisierungsbestrebungen 1958/59 zum Opfer gefallen war, wurde ab 1983 damit begonnen, die Kirche wieder so weit wie möglich mit originalen Ausstattungsstücken einzurichten. Dabei sind besonders zu nennen:
- ein spätgotischer, kelchförmiger, achteckiger Taufstein aus Sandstein, früher in der Taufkapelle, seit 1995 vor dem Patronatsaltar aufgestellt, mit Steinmetzarbeiten (u. a. Dreipassbögen) an Fuß und Konus; die Kupferabdeckung stammt von H. Lauth (1963);
- die barocke Reiterstatue des Hl. Georg, der den Drachen tötet, restauriert 1973 und 2002; die Statue bildet seit 2003 das Zentrum des Patronatsaltars;
- die Kreuzwegstationen, geschaffen durch den Kronberger Bildhauer und Vergolder Georg Monken in den Jahren 1880–85 (nach Auslagerung in den Jahren 1982 [P. Müller] sowie 2001 und 2014 [E. Sommer] restauriert);
- eine Statue der Hl. Caecilia (Patronin der Kirchenmusik) in der Brüstung der Orgelempore (gespendet 2013);
- die beiden Statuen der Pfarreipatrone St. Franziskus und St. Klara an den Wänden des Langhauses (gespendet 2013);
- die Andachtskapelle, eingerichtet 2000–2001 in der ehemaligen Taufkapelle (für Gebet und Besichtigung täglich 6.30 – 20.30 Uhr geöffnet) u. a. mit einer Pietá von C. Weis (1919);
- das Missionskreuz von C. Weis aus dem Jahr 1893 unter der Orgelempore (hing vorher auf der gegenüberliegenden Seite);
- der Beichtstuhl (H. Sattler, 1943, 2002 restauriert) unter der Orgelempore.

Im Jubiläumsjahr 2012 (bis Juni 2014) war in der Vorhalle der Kirche über der Glas-Schwingtür die große Fotografie eines Ölgemäldes angebracht, das den Hl. Georg als Drachentöter in einer Fantasielandschaft zeigt; das originale, für den damaligen Pfarrsaal in der ehem. Pfarrscheune geschaffene Ölgemälde von J. Sommer (1932) existiert nicht mehr.

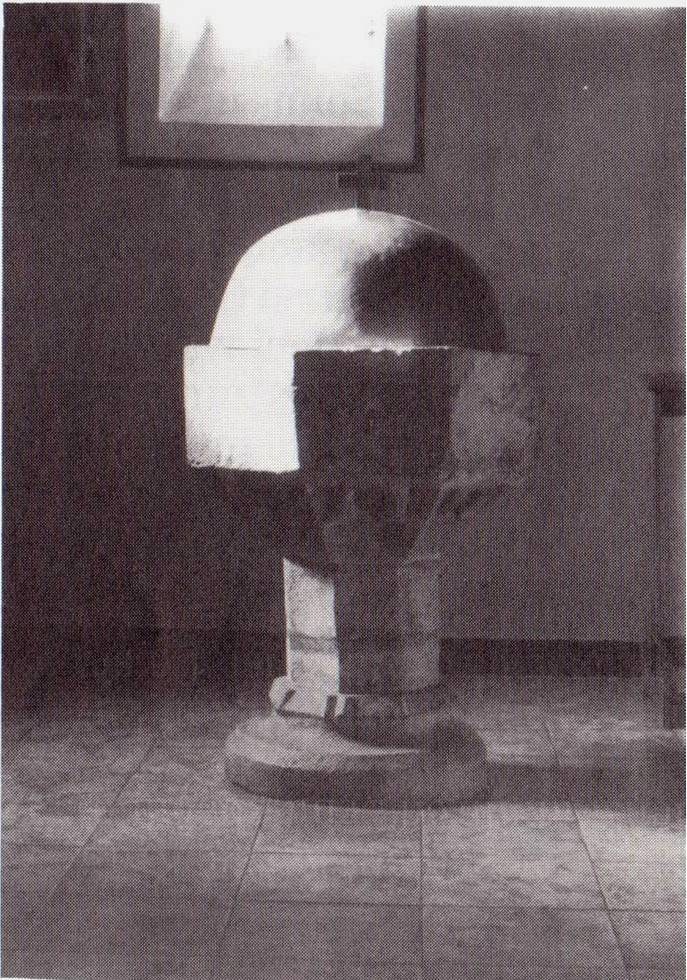
Spätgotischer Taufstein in Pfaffenwiesbach (in der ehem. Tauf-, jetzt Andachtskapelle)
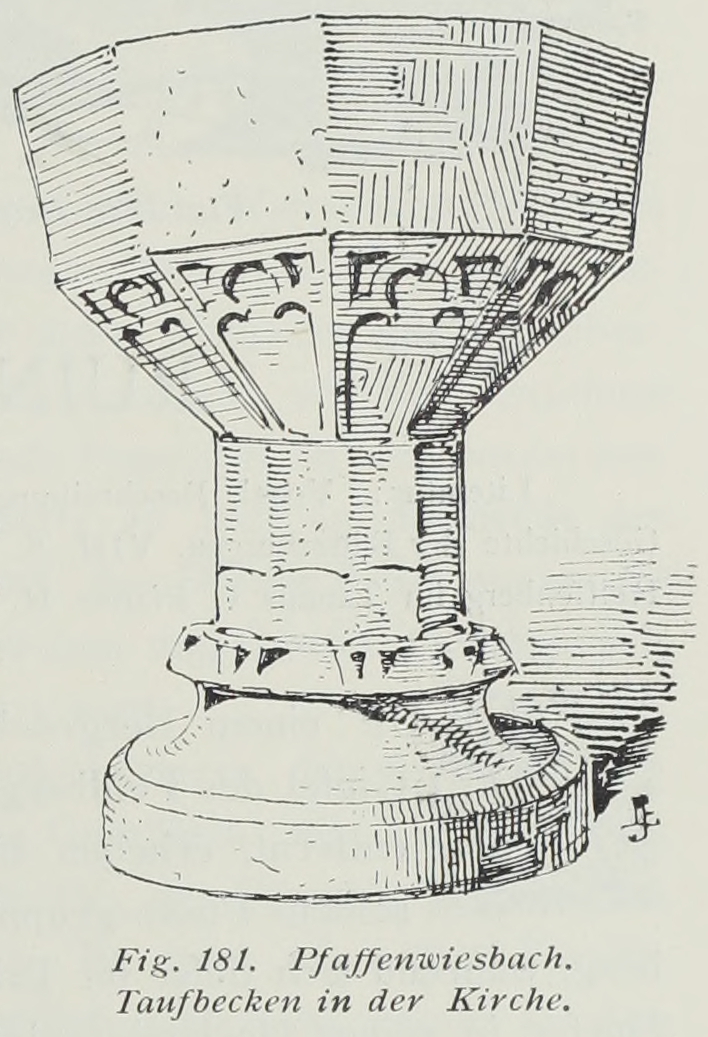
Spätgotisches Taufbecken (Luthmerskizze 1905)
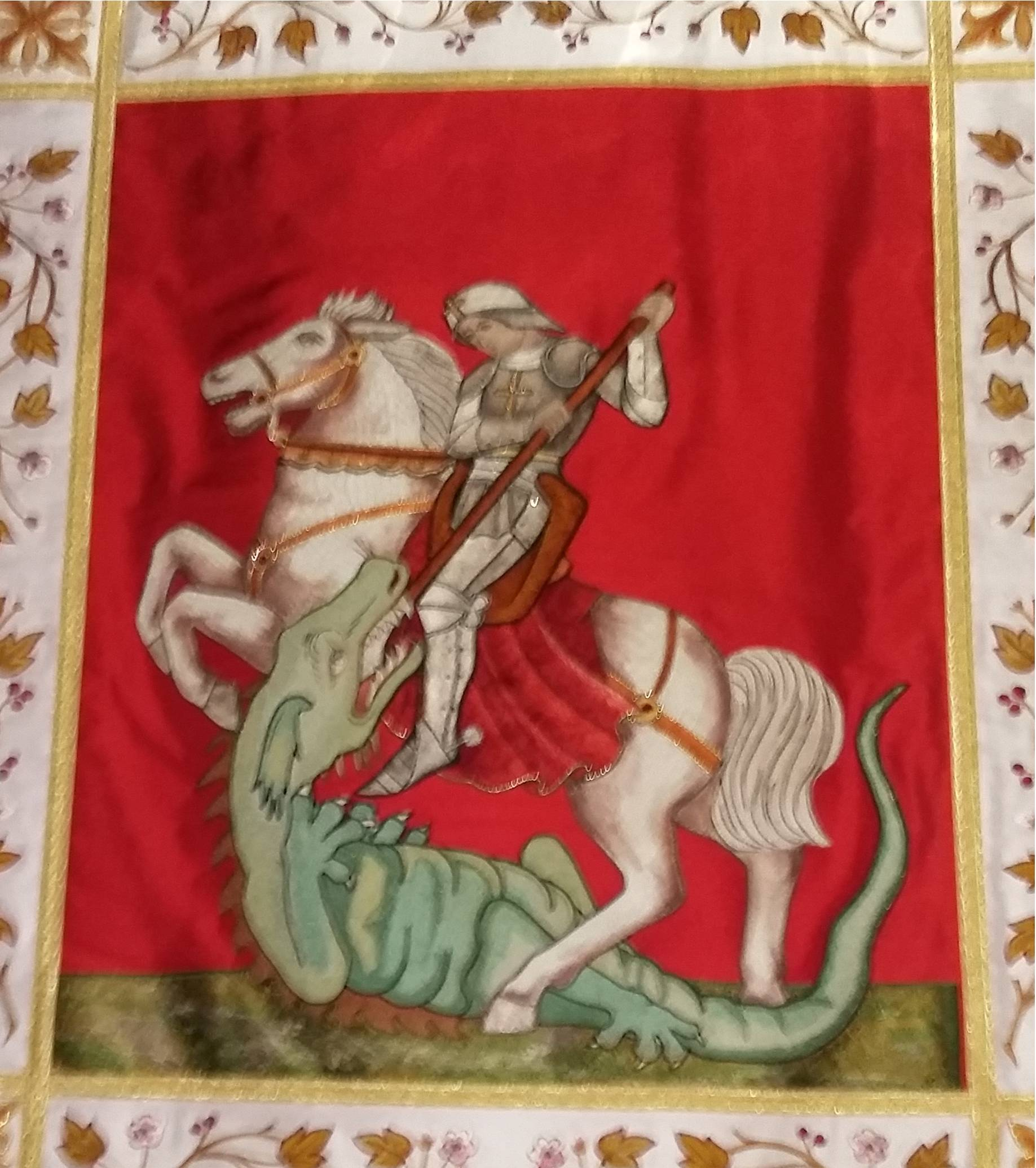
Patronatsfahne St. Jürg, der Drachentöter (Benediktinerinnen, Niederlahnstein, 1918)
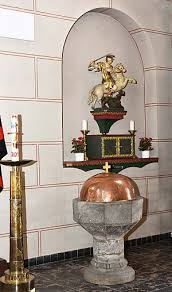
Georgsaltar Pfaffenwiesbach mit barocker Reiterstatue und spätgotischem Taufstein
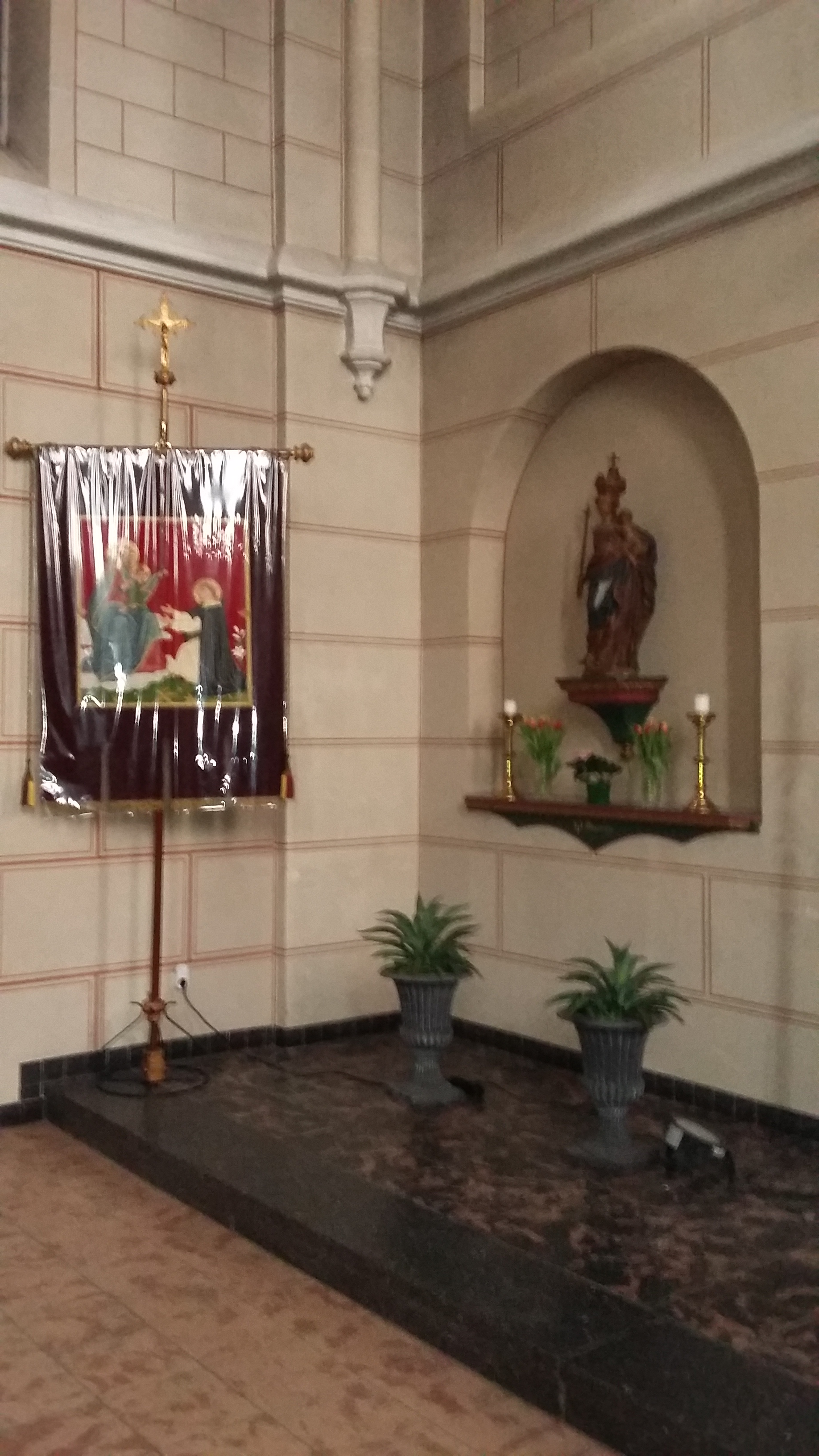
Marienaltar Pfaffenwiesbach mit neobarocker Marienstatue und Rosenkranzfahne
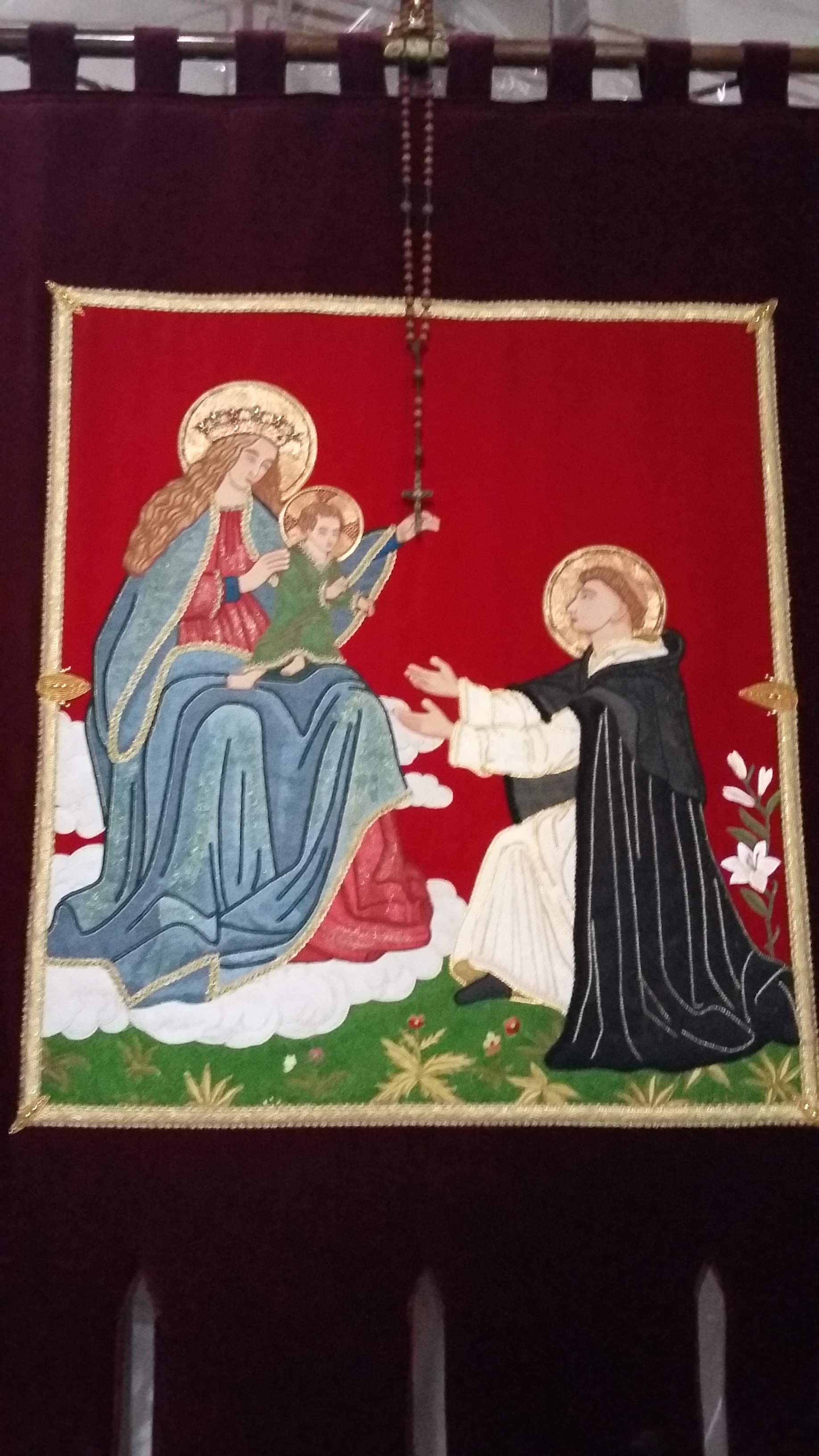
Marienfahne: Maria übergibt dem Hl. Dominikus einen Rosenkranz (1906)
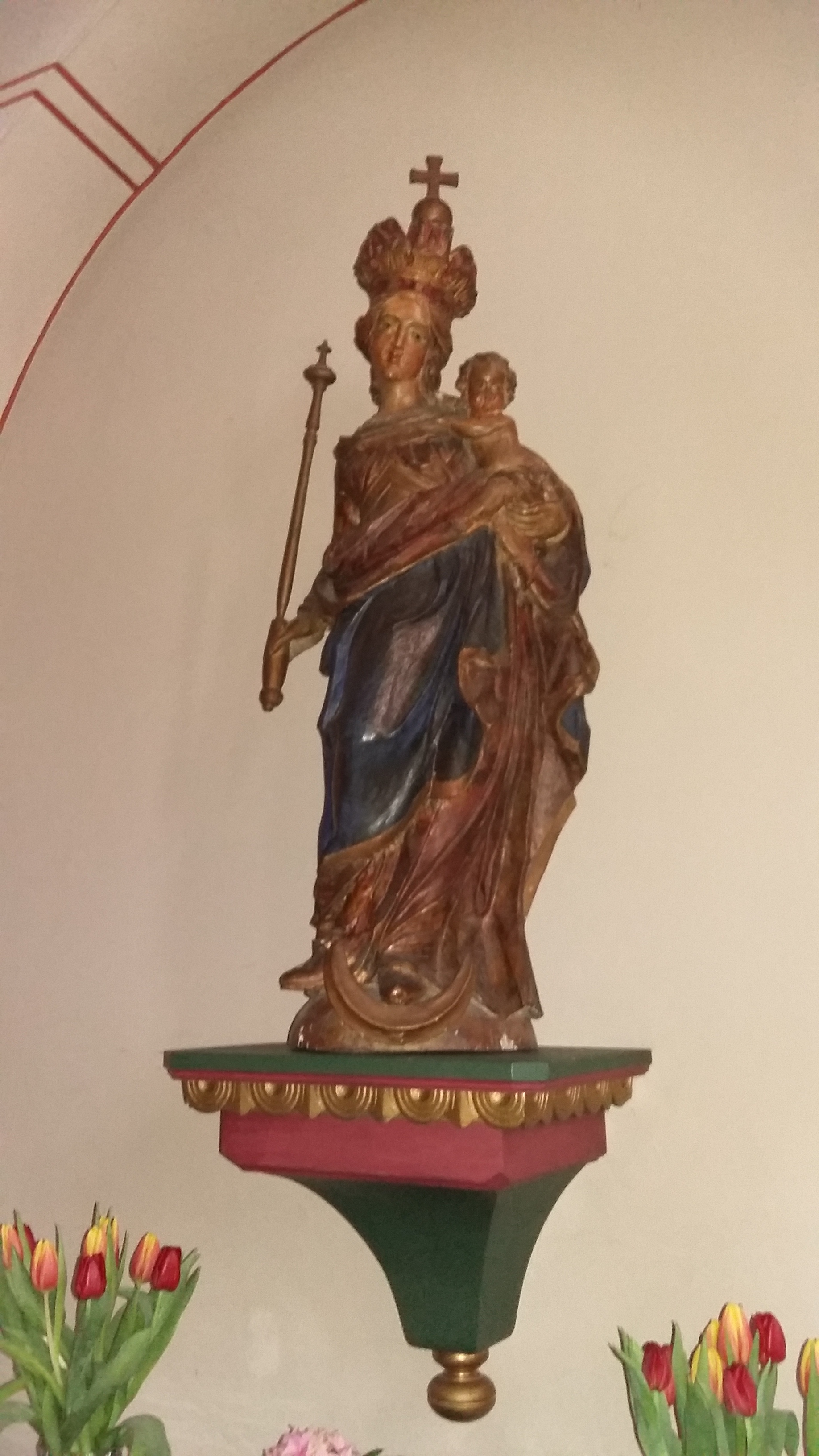
Maria Himmelskönigin (Regina coeli), neobarock (Bildhauer Everts, Münster, 1869)
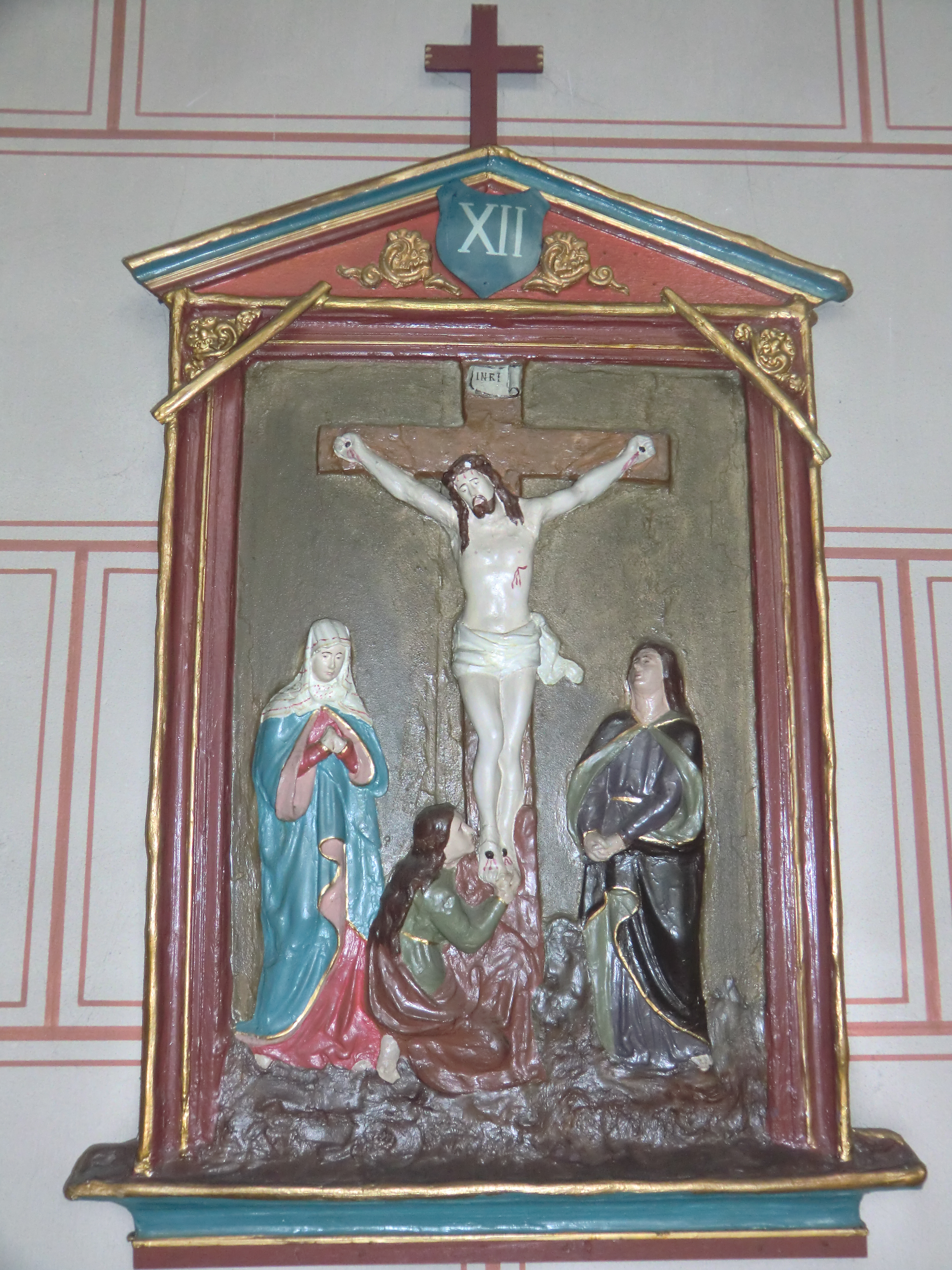
12. Kreuzwegstation – Kreuzigung (G. Monken, Kronberg, 1880–85)
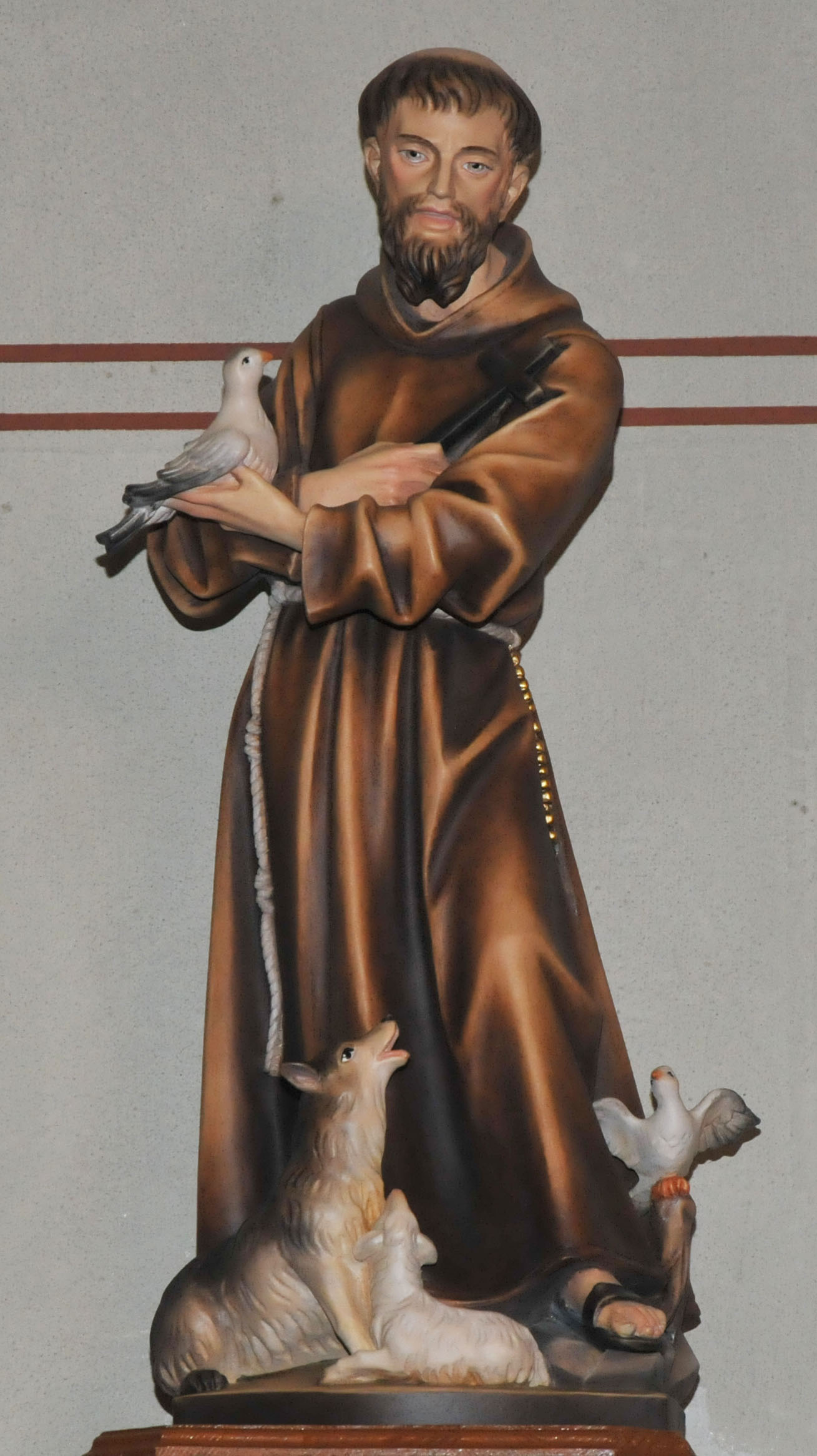
St. Franziskus, den Tieren predigend (Heiligenfiguren2004, Tirschenreuth, 2013)
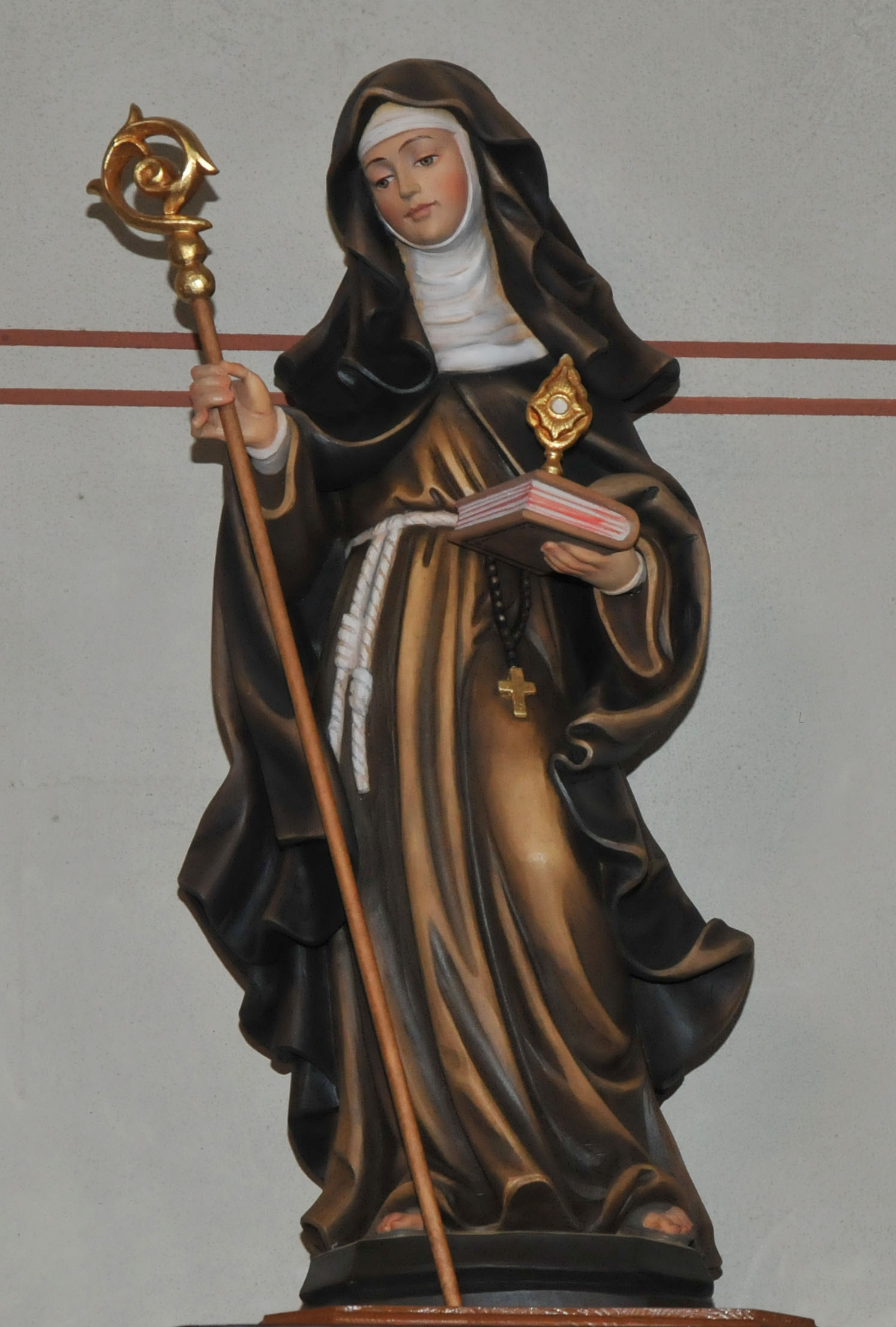
St. Klara mit Äbtissinnenstab, Monstranz und Buch (Fa. Schreibmayr, München, 2013)
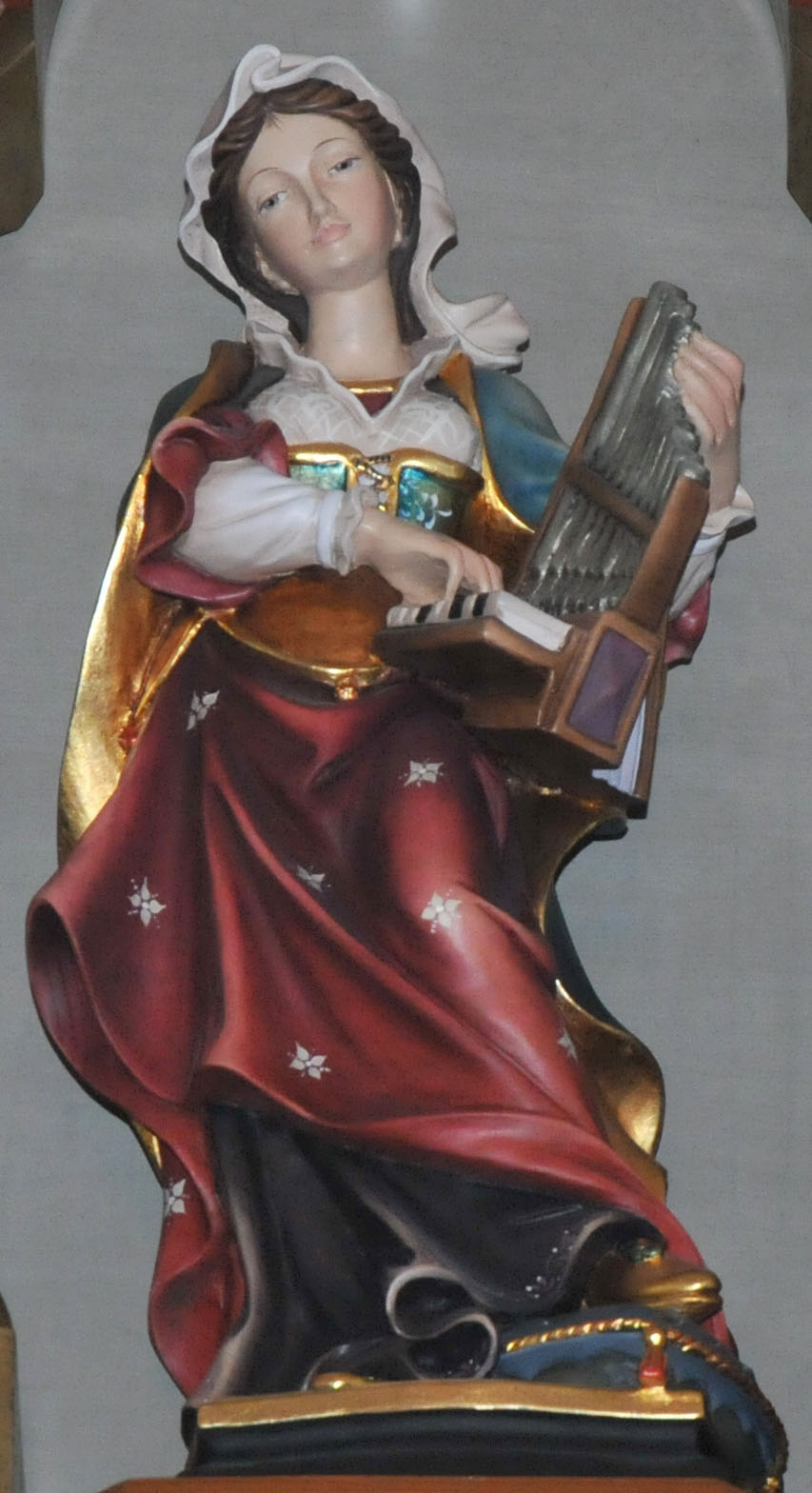
St. Cäcilia, ein Orgelpositiv spielend (Heiligenfiguren2004, Tirschenreuth, 2013)
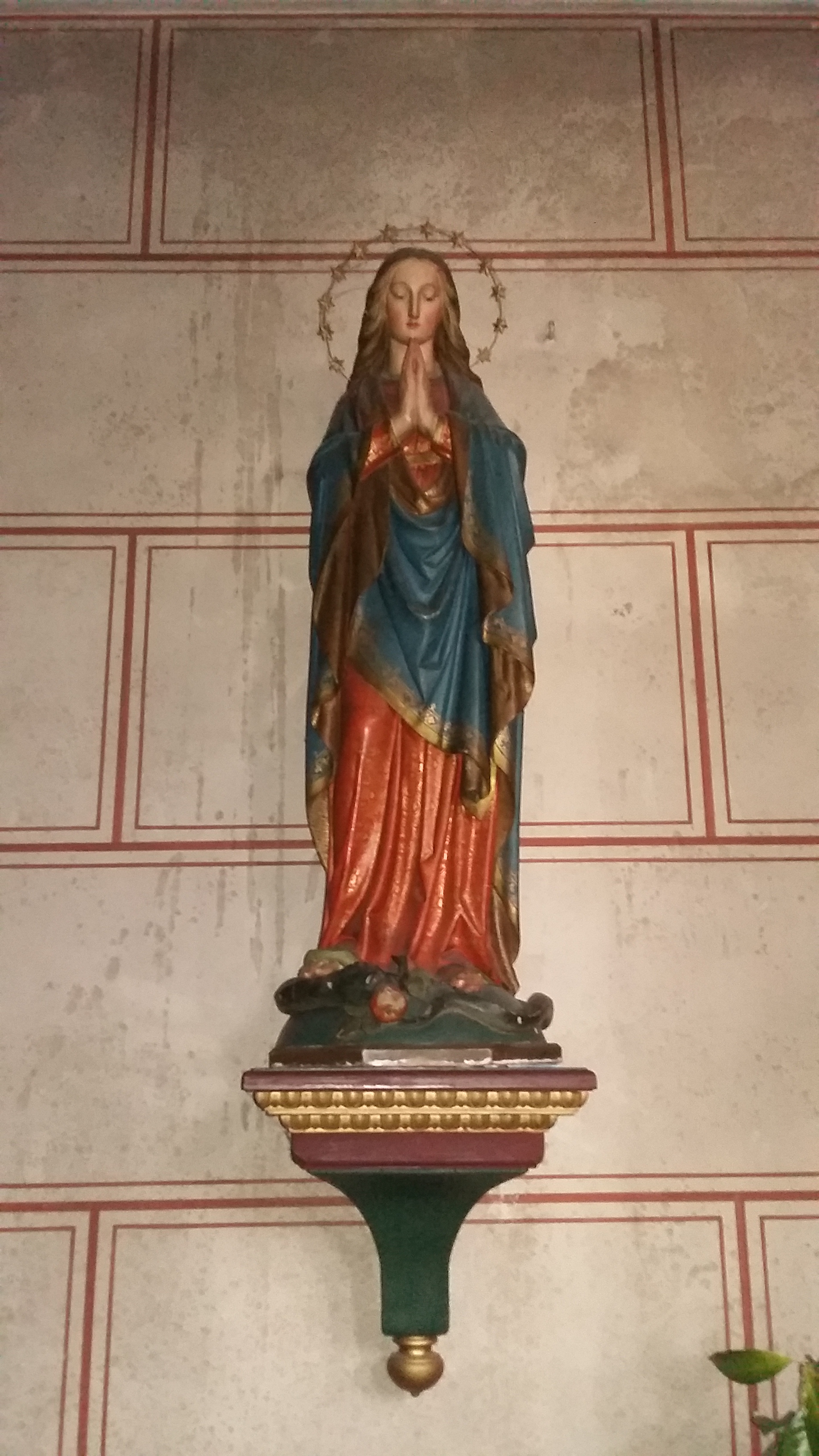
Maria, die Begnadete und zur Mutter des Erlösers Erwählte („Unbefleckte Empfängnis“), Holz (Künstler unbekannt, 19. Jh.)
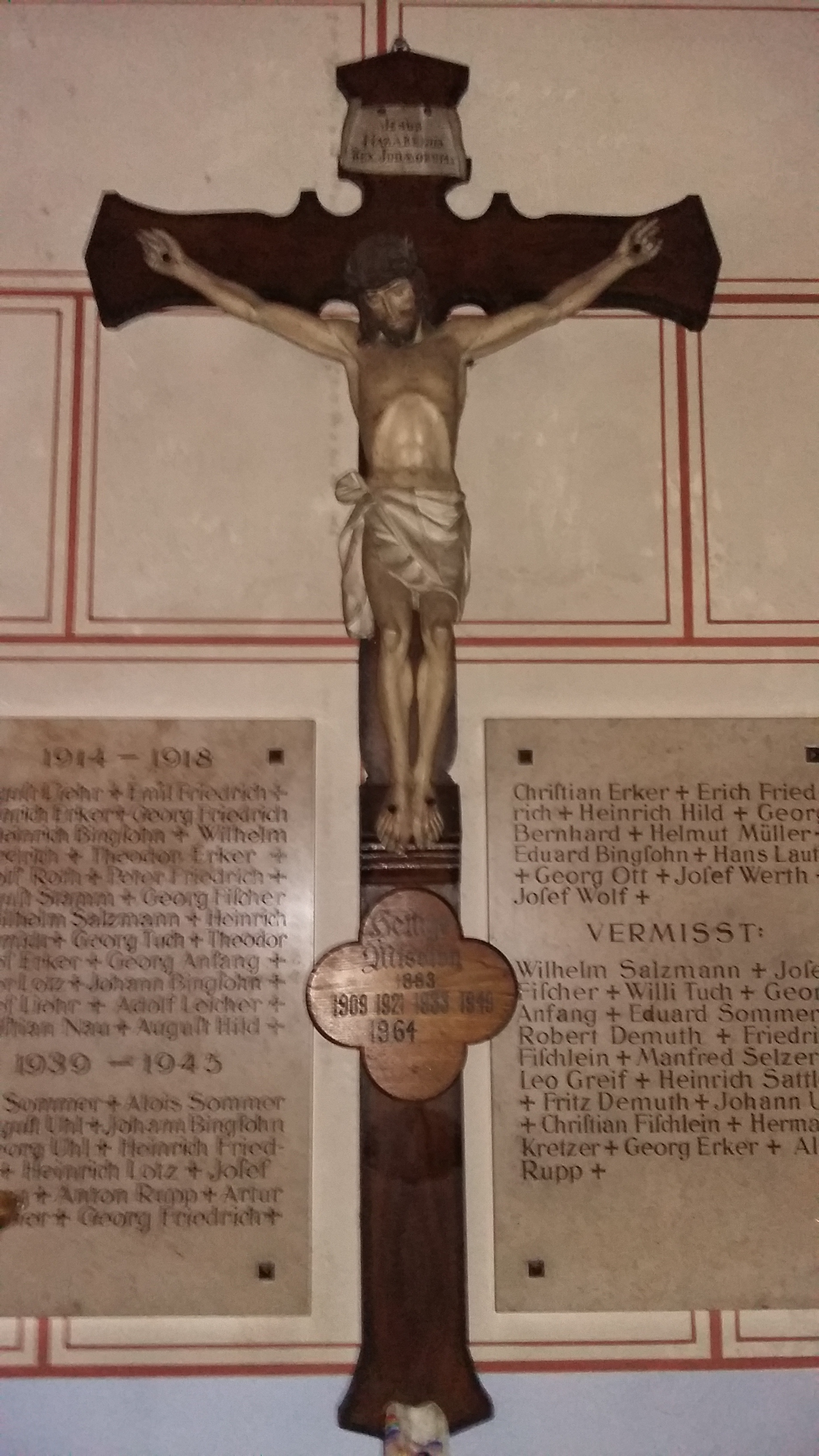
Missionskreuz (Caspar Weis, 1893) unter der Orgelempore
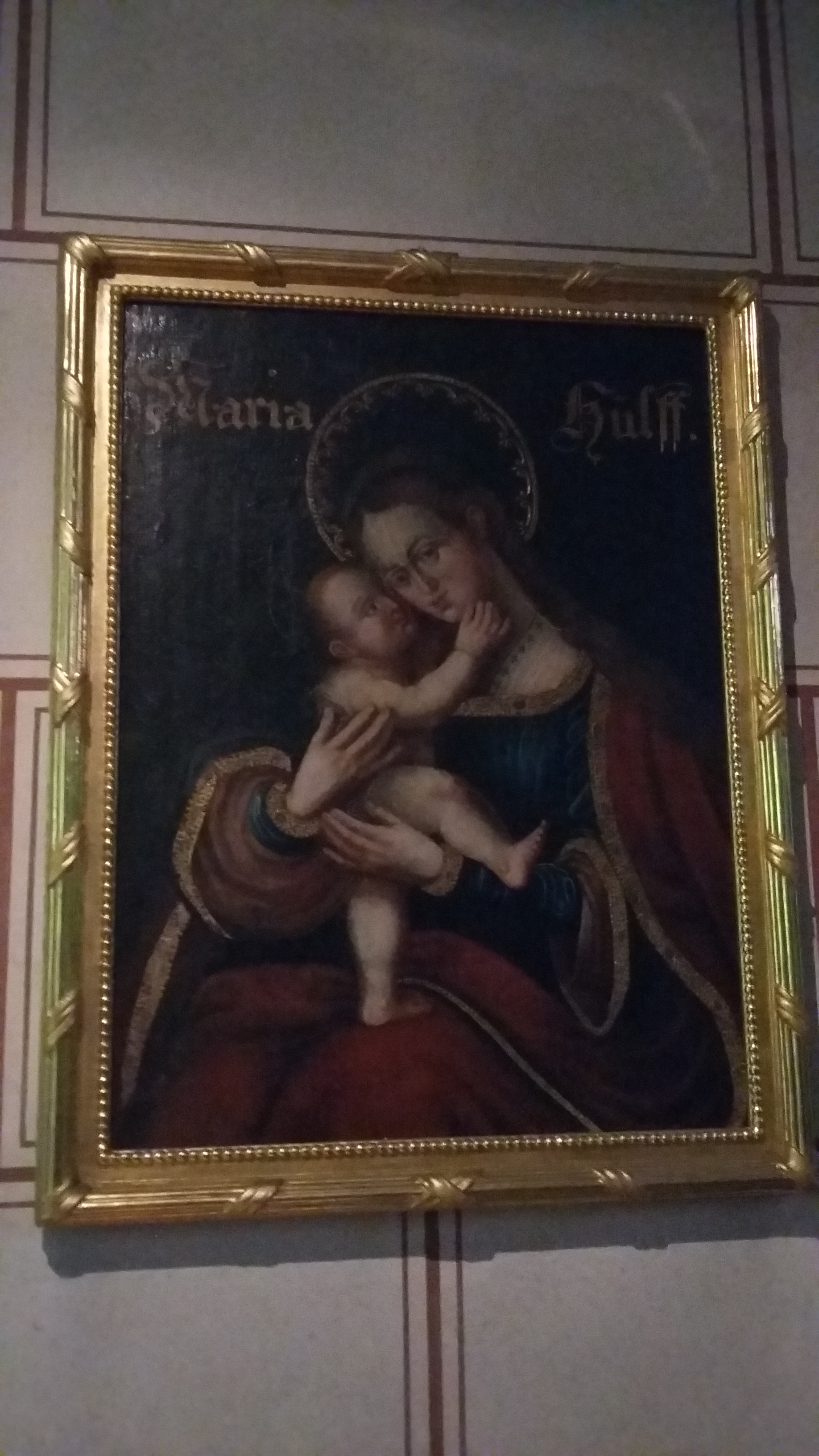
Maria Hülff-Bild (Alter unbekannt, barock?) unter der Orgelempore
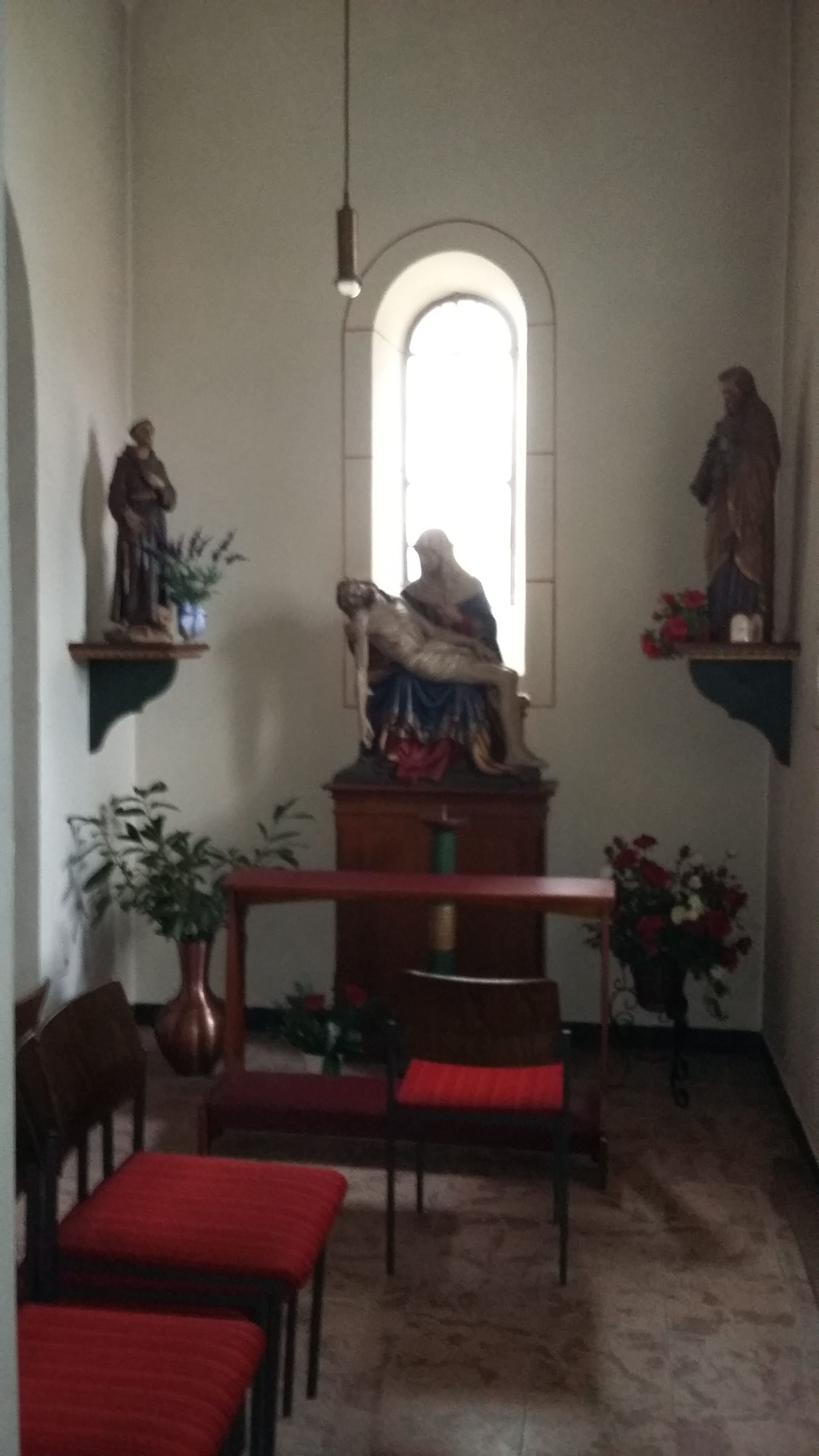
Andachtskapelle mit einer Pietá (Caspar Weis, 1919) sowie Statuen des Hl. Franziskus (links) und des Hl. Josef (rechts)
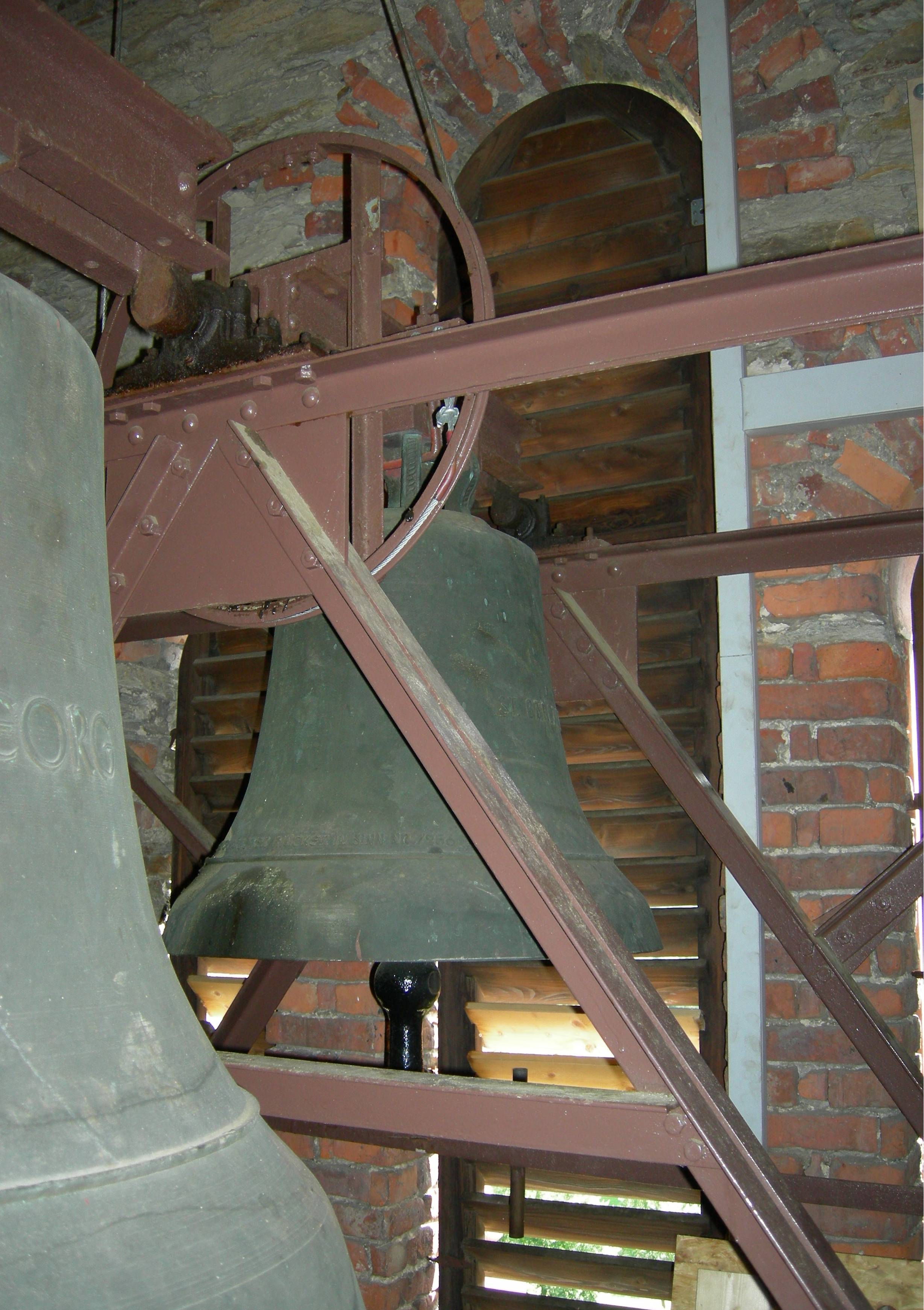
Georgsglocke und Barbaraglocke (Fa. Rincker, Sinn, 1950) im Glockenstuhl

### Orgeln

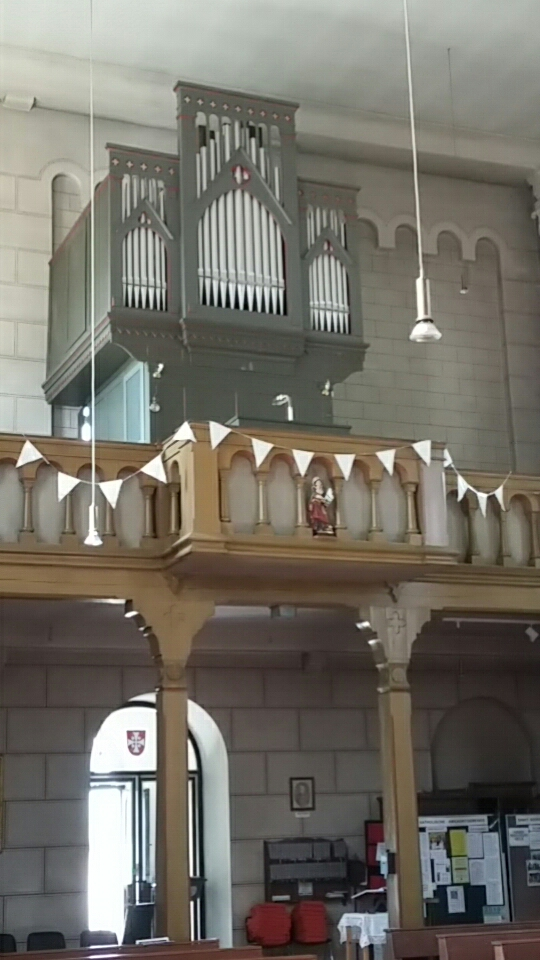
Die Orgel mit rekonstruiertem Prospekt (2018)

1862 wurde zunächst das im Jahr 1816 zum ersten Mal erwähnte, von einem unbekannten Orgelbauer errichtete und vermutlich zur Zeit der Säkularisation aus einem Kloster in die Pfaffenwiesbacher Kirche übertragene Instrument (I/6) durch den Orgelbauer Gustav Raßmann aus Möttau generalüberholt, um ein Pedal(register) erweitert und in der zuvor neu erbauten Georgskirche aufgestellt. Da das Instrument jedoch vielfältige Mängel aufwies, wurde 1910/11 eine neue Orgel angeschafft, die der Limburger Orgelbauer Carl Horn als sein Opus 52 erstellte und im Januar 1912 in der Kirche errichtete. Bei dem Instrument, das noch heute in weiten Teilen existiert, handelt es sich um ein Orgelwerk in ursprünglich deutsch-romantischer Disposition (II/P/15 [20]) und mit röhrenpneumatischer Traktur (Kegelladensystem), wobei 13 Holzpfeifen („Subbass 16′“: C–c) und die Windanlage der alten Orgel übernommen wurden (die Windanlage stand früher im sog. „Balghaus“ – einem Nebenraum, wo sich noch heute der Treppenaufgang zum Speicher befindet). 1923 wurde die Orgel bei einem Einbruch in die Kirche schwer beschädigt und zum Teil ausgeraubt. Seit 1929 ersetzt eine elektrische Windmaschine die Kalkanten. Nach 1960 veränderte man (dem Zeitgeschmack entsprechend) den Prospekt durch aus heutiger Sicht völlig unverantwortliches „Zurechtsägen“. 1969–71 wurde das Instrument generalüberholt, mit einer neuen Windanlage (vier Schwimmerbälgen) ausgestattet und das Klangbild durch die Rückung und den Austausch von Registern aufgehellt; nur neun von 15 Registern blieben original erhalten. Trotz aller Maßnahmen blieb die Orgel weiterhin störanfällig und verursachte große Kosten; ein 1985 geplanter Abbruch des Instruments wurde jedoch durch den Widerstand von Gemeindemitgliedern verhindert. Nachdem die Orgel 1993 gründlich überarbeitet worden war, hat ihre Störanfälligkeit deutlich abgenommen. Bei der Orgelrenovierung in den Jahren 2012–2020, die fast nur durch Spenden/Sponsoring erfolgte, wurde das Instrument technisch instand gesetzt und um zwei sog. „Auxiliarregister“ (Tremulant, Zimbelstern mit sechs Glöckchen) erweitert; durch die Rekonstruktion von sechs Registern gewann man das ursprüngliche spätromantische Klangbild zurück; die gleichzeitige Erweiterung des Pedals um ein Register sorgt für mehr Gravität und die des II. Manuals um vier Register sowie zwei Zusatzkoppeln dafür, dass das Instrument (auch) jene Strahlkraft behält, die ihm durch den Klangumbau in den Jahren 1969–71 zugewachsen war. Aus finanziellen Gründen erfolgte die Renovierung in mehreren Bauabschnitten: Der erste wurde im Januar 2012 durchgeführt, der zweite am 16. April 2014 abgeschlossen (das Instrument erklang erstmals – nach seiner vorübergehenden Stilllegung wegen der Kirchen-Innensanierung seit Juni 2013 – wieder am Ostersonntag 2014 im Hochamt in neuem Glanz und erhielt im Festgottesdienst zum 152. Kirchweihgedächtnis am 17. Mai 2014 seine „Interimsweihe“); am 17. Mai 2018 wurde mit dem Wiederaufbau des demolierten Prospektes der dritte Bauabschnitt abgeschlossen; schließlich konnte das Instrument im Coronajahr 2020 klanglich auf den Ursprungszustand zurückgeführt, gleichzeitig um fünf klingende Register erweitert und schließlich am 4. September 2020 neu geweiht werden; abschließend fand Anfang Januar 2023 noch eine Überarbeitung der alten Registerstaffelei statt. Die Renovierungsmaßnahmen wurden nicht allein aus historischem Interesse durchgeführt (die Orgel ist auch eine der letzten noch vorhandenen größeren Orgeln des Orgelbauers Carl Horn), sondern ist auch in der wiedergewonnenen Wertschätzung des ursprünglichen Klangkonzeptes bzw. des Systems begründet. Seither gehört es als „Carl-Horn-Gedächtnis-Orgel“ zu den Denkmalsorgeln in der Region, stellt zugleich das größte erhaltene spätromantische Instrument im Usinger Land dar und begeistert Jung und Alt durch Klangreichtum und -fülle, die nicht nur die Liturgie zum Lobe Gottes ungemein bereichert, sondern auch ideal ist für Konzert, Unterricht und Kammermusik. Die bewegte Geschichte des Instruments lässt sich auch an der Gesamtzahl der Pfeifen ablesen: Ursprünglich waren es 889, nach 1969–71 dann 1009, bis 2020 966 und seit 2020 1305. Im November 2024 wurden dann noch die Keilbälgchen im Spieltisch und unter der Windlade des II. Manuals erneuert.

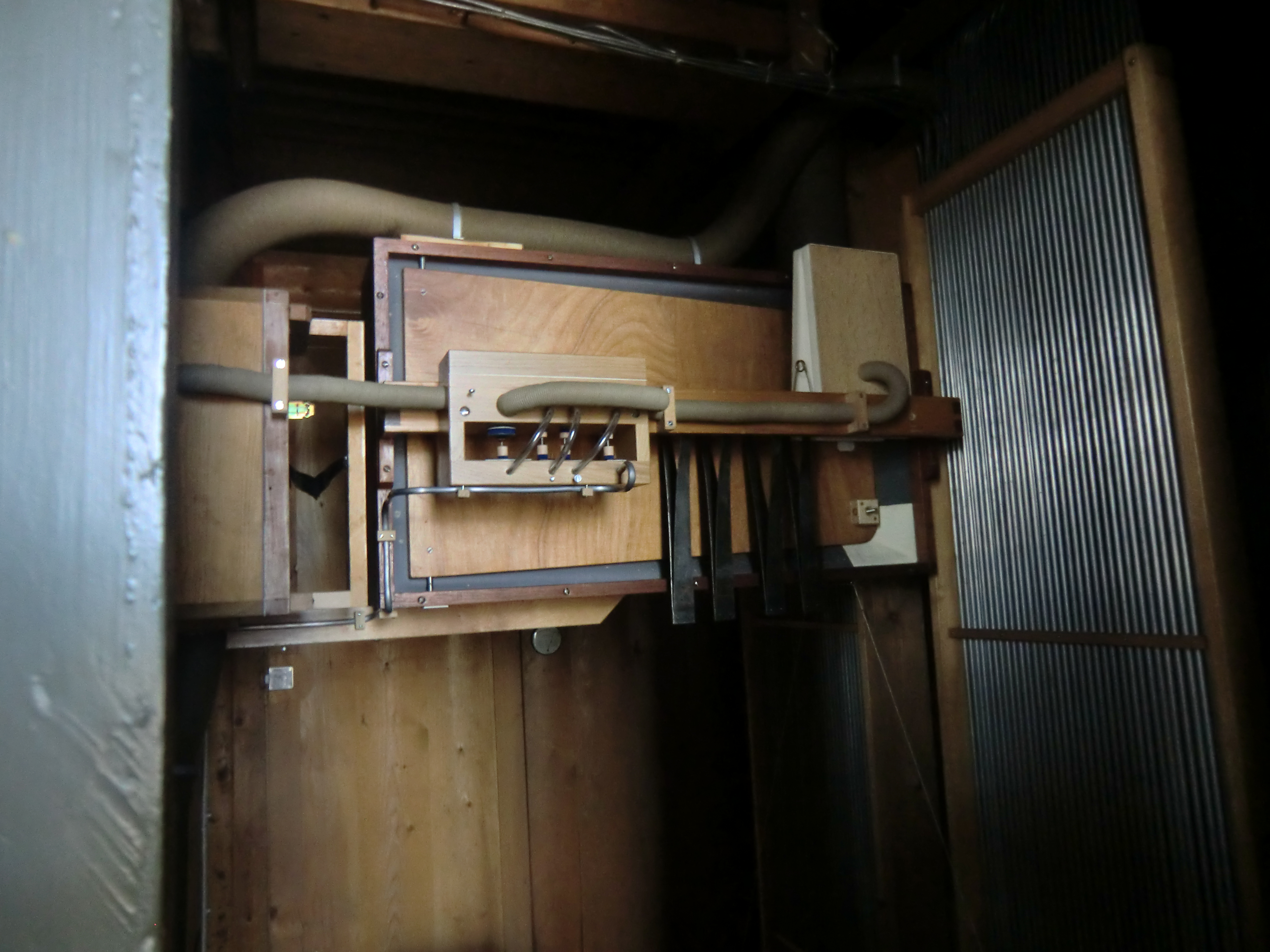
Drucktremulant für das I.Man. (2012)
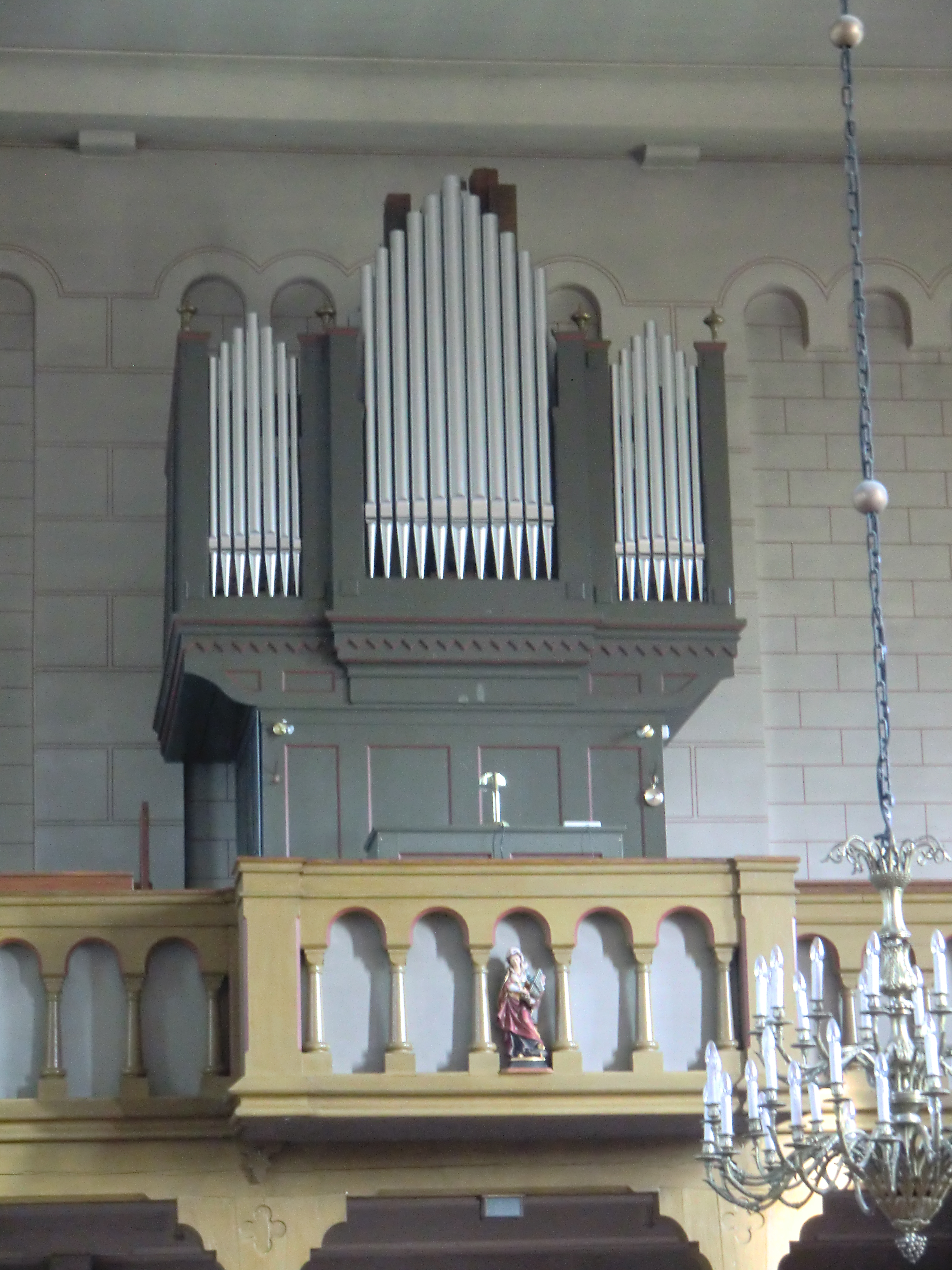
Prospektansicht der Orgel nach dem zweiten Umbauschritt (2014)
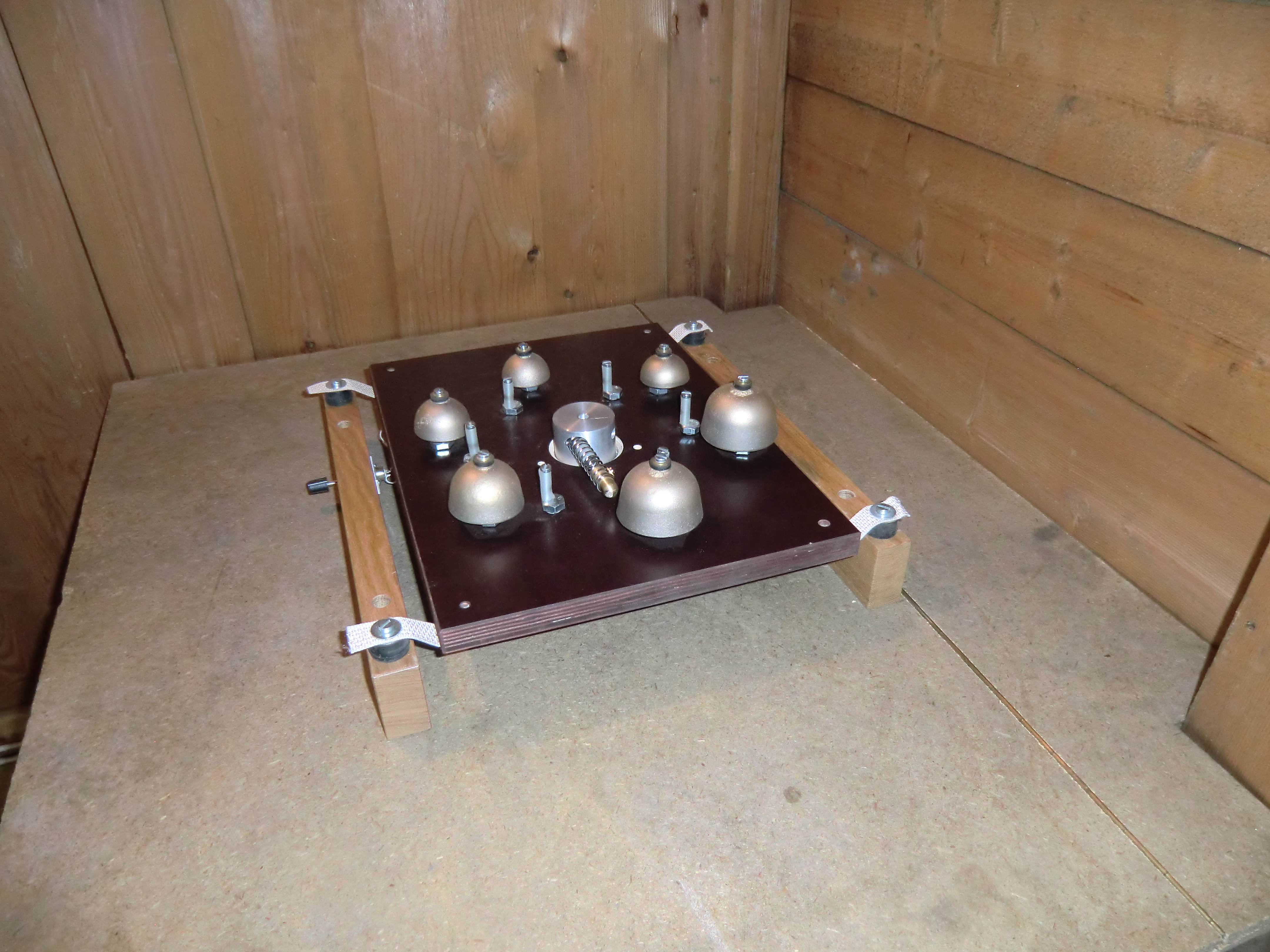
Der Zimbelstern im Orgeluntergehäuse (2014)
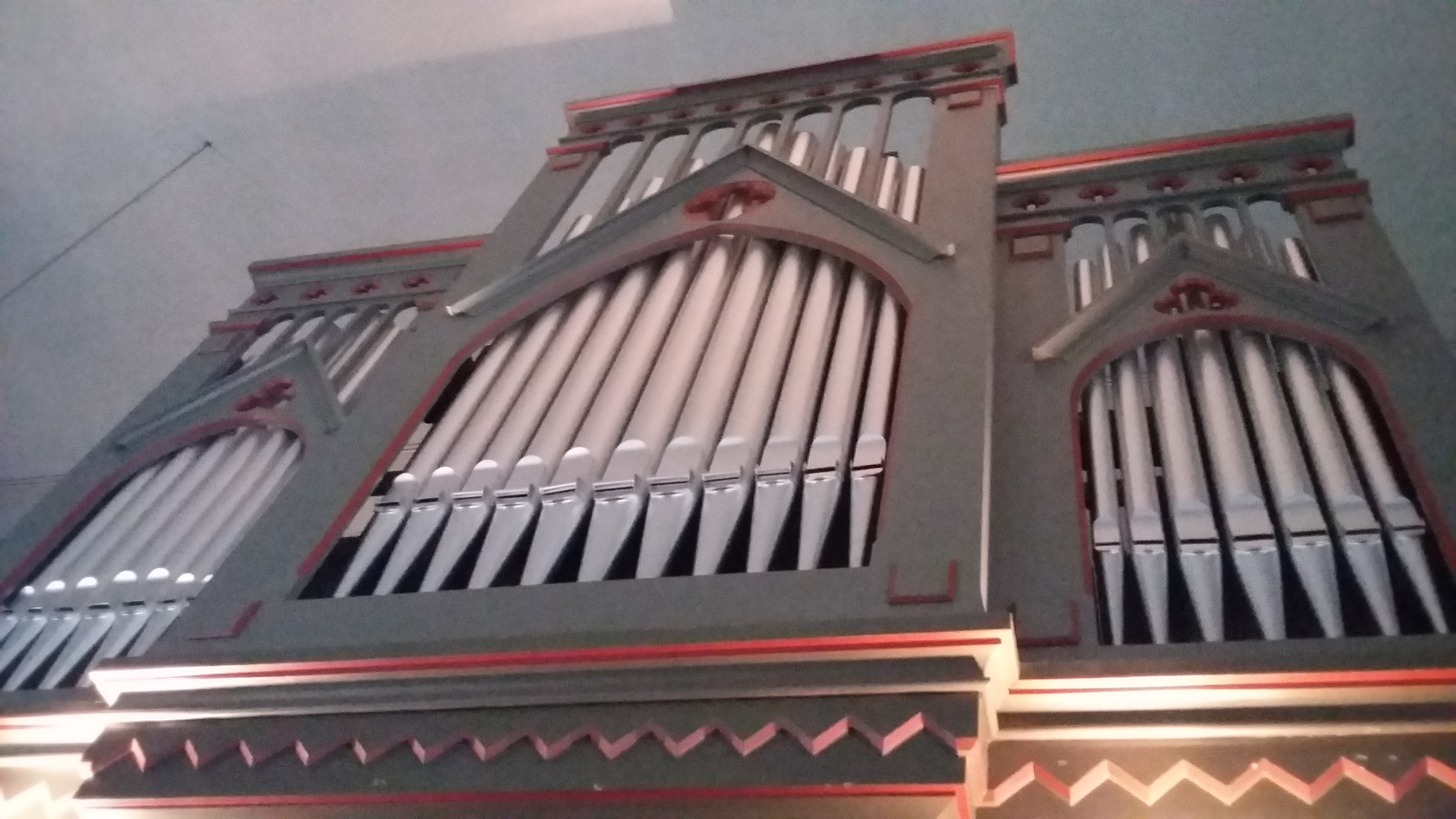
Der Orgelprospekt nach der Rekonstruktion (2018)
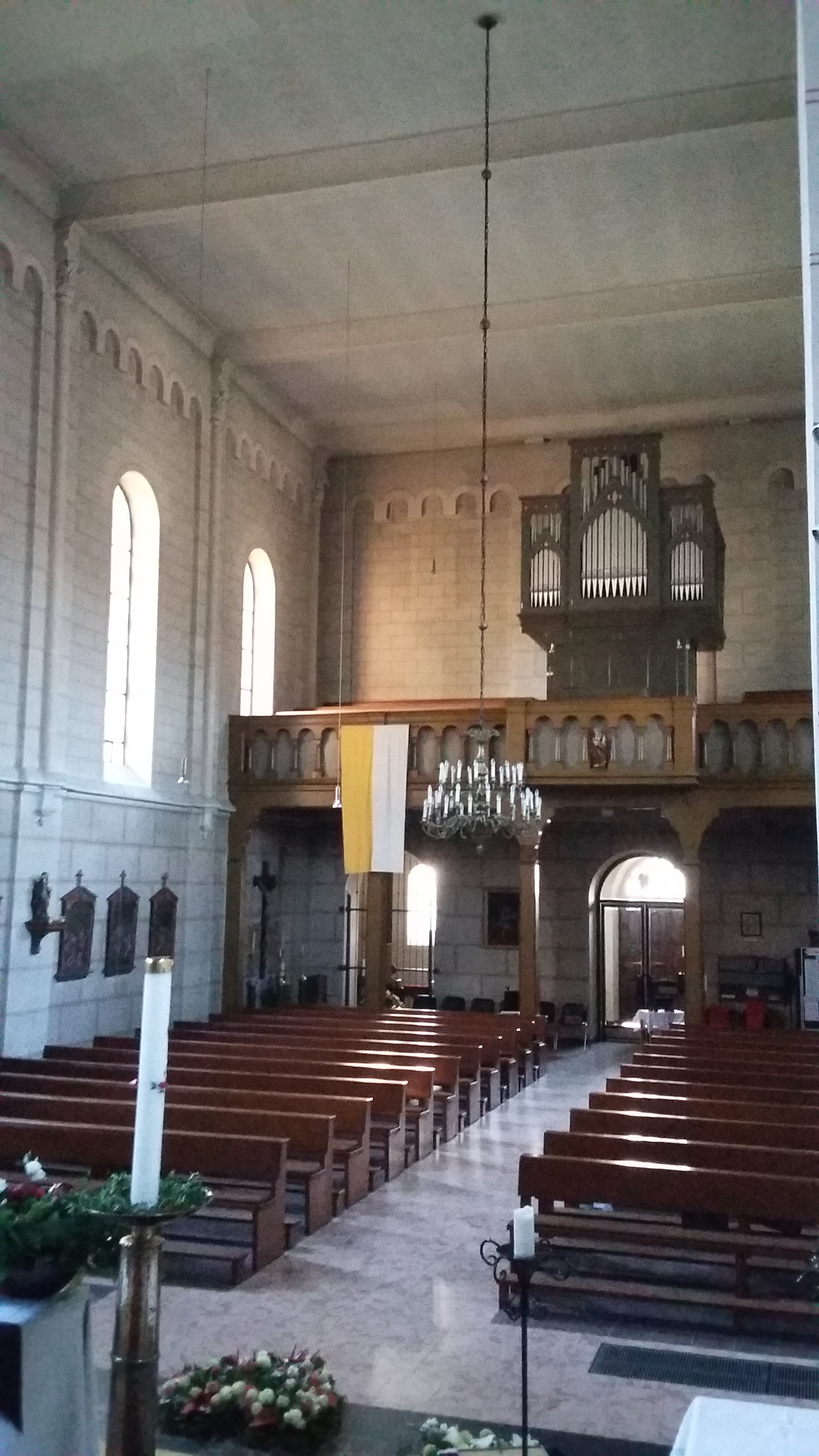
Fernansicht der Orgel (2018)
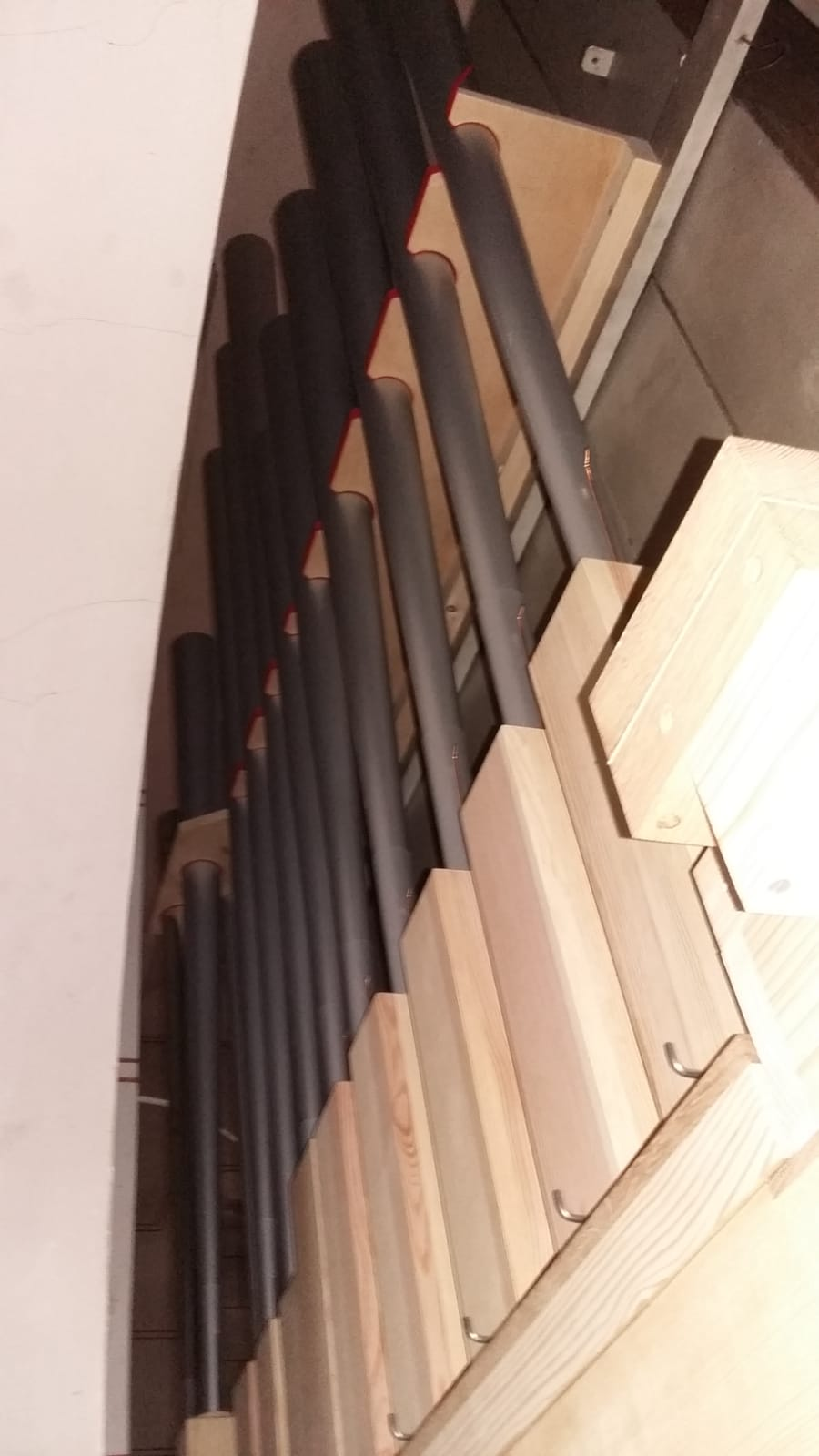
Neuer Posaunenbass (2020)
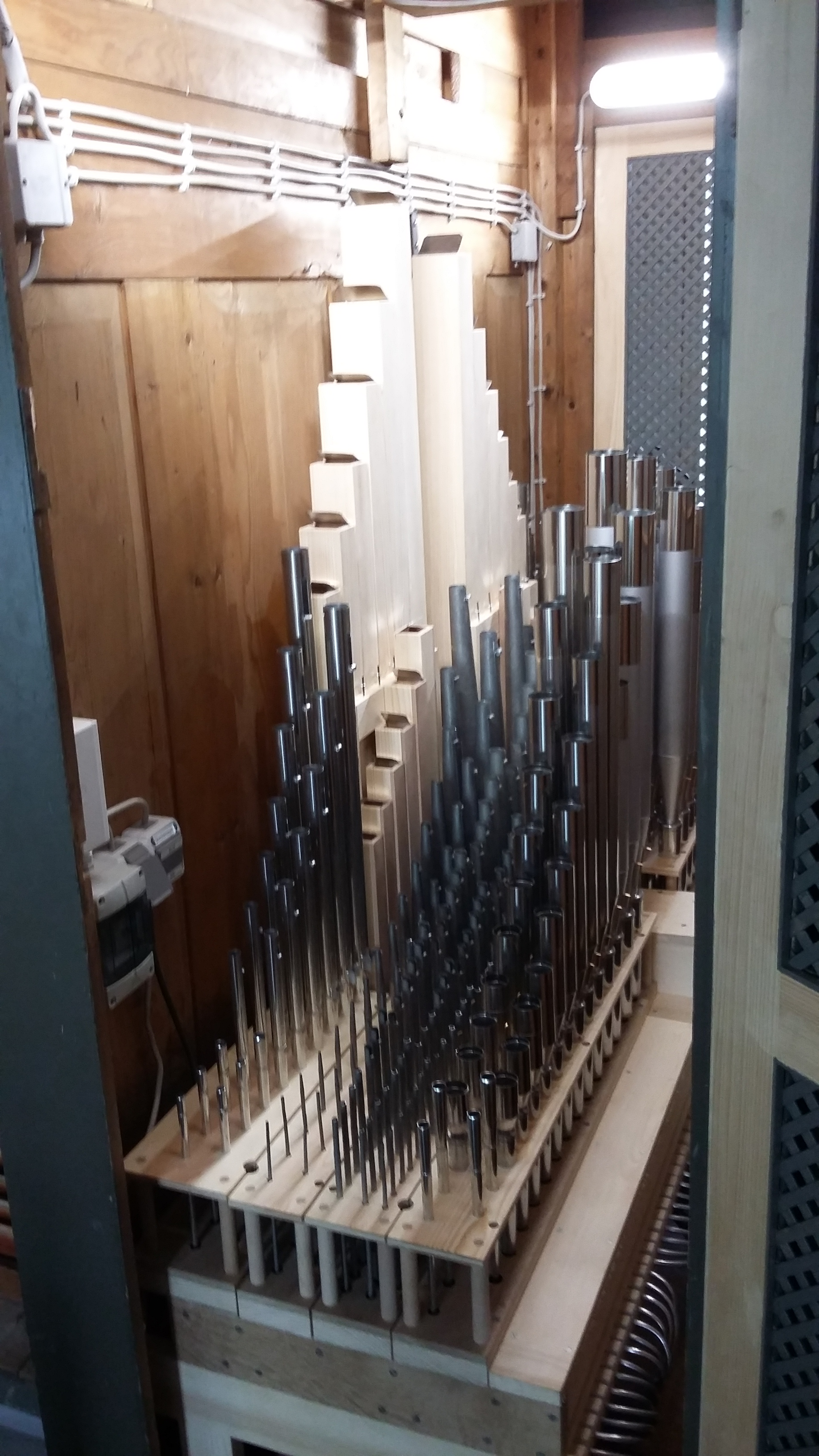
Neues Unterwerk (2020)
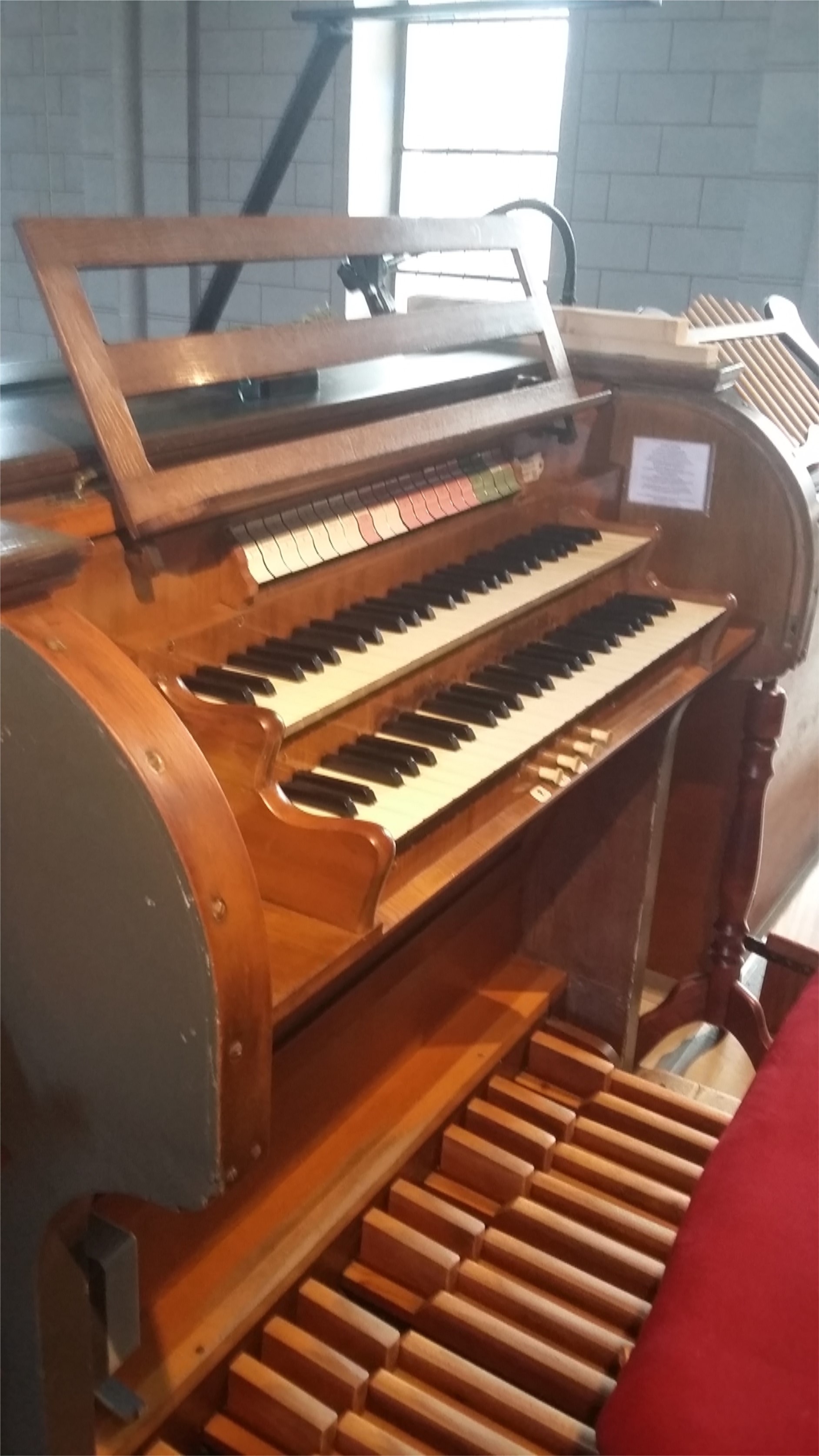
Spieltisch (2023)
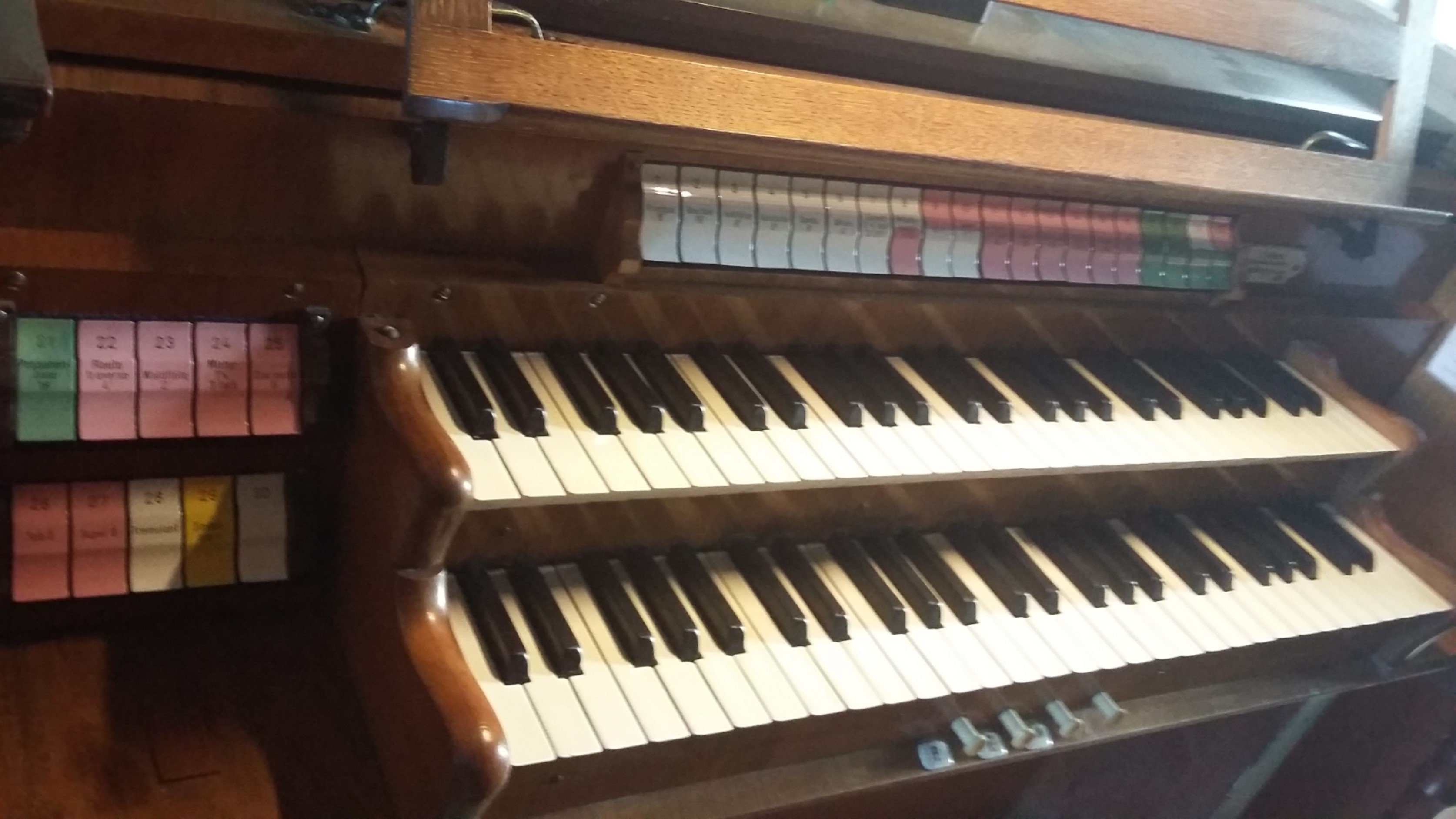
Spieltisch mit neuer linksseitiger Registerstaffelei (2023)

| I Manual C–f3 |                |            |
| Bourdon       | 16′            |            |
| Principal     | 8′             |            |
| Hohlflöte     | 8′             |            |
| Quintatön     | 8′             | [ Anm. 1 ] |
| Gamba         | 8′             | [ Anm. 2 ] |
| Oktave        | 4′             |            |
| Mixtur III–IV | 1 ⁄3′ + 1 3⁄5′ | [ Anm. 3 ] |
| Tremulant     |                | [ Anm. 4 ] |

| II Manual C–f3 (Ausbau bis c4) |       |            |
| Geigenprincipal                | 8′    | [ Anm. 5 ] |
| Gedeckt                        | 8′    |            |
| Aeoline                        | 8′    |            |
| Vox coelestis (ab c°)          | 8′    |            |
| Rohrflöte                      | 4′    | [ Anm. 6 ] |
| Mixtur II                      | 2 ⁄3′ | [ Anm. 7 ] |

| Pedal C–d1 |     |            |
| Subbass    | 16′ | [ Anm. 8 ] |
| Violonbass | 8′  |            |

- Koppeln:
  - Normalkoppeln: II/I, I/P, II/P
  - Melodiekoppel: I/II
  - Superoktavkoppel: II/I
- Nebenregister: Zimbelstern VI (2014)
- Spielhilfen: 3 feste Kombinationen (p, f, Tutti), Auslöser

Anmerkungen
1. ↑  C–H 2012 neu, c–f3 1911.
2. ↑  C–H 1911, c–f3 2014.
3. ↑  bis 2012 IV, rep. bei c, c1 und c2; 2012–14 III, 2014–2018: III–IV, ab c1 mit 1 3⁄5′; Register von G. Hardt/Möttau.
4. ↑  2012 neu.
5. ↑  C–h 2014 neu, c1–c4 1911.
6. ↑  1969–71, Register von G. Hardt/Möttau.
7. ↑  1911, 2012/2014 ergänzt, derzeit eigentlich „Rauschpfeife“, keine Rep.
8. ↑  1862 (C–c von G. Rassmann/Möttau), 1911 (ab cis).

| I Manual C–f3 |       |            |
| Principal     | 8′    |            |
| Bourdon       | 16′   |            |
| Hohlflöte     | 8′    |            |
| Quintatön     | 8′    | [ Anm. 1 ] |
| Gamba         | 8′    | [ Anm. 2 ] |
| Oktave        | 4′    |            |
| Cornett II–IV | 2 ⁄3′ | [ Anm. 3 ] |
| Tremulant     |       | [ Anm. 4 ] |

| II Manual C–f3 (Ausbau bis c4) |       |             |
| Geigenprincipal                | 8′    | [ Anm. 5 ]  |
| Gedeckt                        | 8′    |             |
| Salicional                     | 8′    | [ Anm. 6 ]  |
| Dolce                          | 8′    | [ Anm. 7 ]  |
| Aeoline                        | 8′    |             |
| Vox coelestis (ab c°)          | 8′    |             |
| Flauto traverso                | 4′    | [ Anm. 8 ]  |
| Waldflöte                      | 2′    | [ Anm. 9 ]  |
| Mixtur III                     | 1 ⁄3′ | [ Anm. 9 ]  |
| Clarinette                     | 8′    | [ Anm. 10 ] |

| Pedal C–d1   |     |             |
| Subbass      | 16′ | [ Anm. 11 ] |
| Violonbass   | 8′  |             |
| Posaunenbass | 16′ | [ Anm. 12 ] |

- Koppeln:
  - Normalkoppeln: II/I, I/P, II/P
  - Melodiekoppel: I/II
  - Superoktavkoppel: II/I
  - Suboktavkoppel: II/II
  - Superoktavkoppel: II/II
- Nebenregister: Zimbelstern VI (2014)
- Spielhilfen: 3 feste Kombinationen (p, f, Tutti), Auslöser

Anmerkungen
1. ↑  C–H 2012 neu, c–f3 1911.
2. ↑  C–H 1911, c–f3 2014.
3. ↑  1911, 2012/2014/2020 ergänzt und erweitert, keine Rep.
4. ↑  2012 neu.
5. ↑  C–h 2014 rekonstruiert, c1–c4 1911.
6. ↑  Rekonstruktion 2020; C,Cis,E,F,Fis,G,A,B 1911.
7. ↑  Zunächst vakant; Rekonstruktion 2020; C,Cis,D, E,F,Fis,G,Gis,A 1911.
8. ↑  Vorher Rohrflöte 4′; Nachbau 2020; auf Zusatzlade zum II. Man.
9. 1 2  1969–71, Register von G. Hardt/Möttau; auf Zusatzlade zum II. Man.
10. ↑  Zunächst vakant; Nachbau 2020; auf Zusatzlade zum II. Man.; C-H mit halber Länge.
11. ↑  1862 (C–c von G. Rassmann/Möttau), 1911 (ab cis).
12. ↑  Neubau 2020; auf Zusatzlade hinter der Orgel; C-H mit halber Länge.

Neben dieser Orgel gibt es in der Vesperkapelle der Kirche („Oase“) noch eine fahrbare, elektronische Truhenorgel, deren Spielwerk-Gehäuse in den Jahren 2000–2002 und 2015 in Eigenarbeit durch den ortsansässigen Kirchenmusiker und in Anlehnung an den Prospekt der großen Orgel hergestellt wurde. Das ursprüngliche elektronische Spielwerk (2001) mit monophonem Bass wurde Anfang April 2015 durch ein neues mit 23 Registern, verteilt auf zwei Manuale und Pedal, zwei Registerbänken (mitteldeutsch-barock und französisch-romantisch) sowie den Auxiliarregistern „Cymbalum“ (Chimes) und „Campanellae“ (4 Glöckchen) ersetzt und stellt so eine klangliche Ergänzung zur deutsch-romantisch disponierten Pfeifenorgel dar; die Orgelweihe fand am 16. Mai 2015 statt. Von Juli bis Ende September 2017 wurde auch diese Orgel noch einmal erweitert (Lautsprecherturm, 11-töniges Röhrenglockenspiel, fahrbares Podest); dabei hat man die o. g. Auxiliarregister umgruppiert und den Prospekt des Spielwerk-Gehäuses noch einmal mehr dem 2018 renovierten Prospekt der alten Orgel angepasst. In der Oster-OASE am 6. April 2018 konnte endlich auch das hinter den Prospektpfeifen befindliche, elftönige Glockenspiel, dessen Funktionsweise v. a. aufgrund beengter Platzverhältnisse bisher stark beeinträchtigt war, feierlich in Betrieb genommen werden. Seit 2019 erweitert ein Expander die Klangvielfalt des Instruments. Im Sommer 2020 wurde die mittlerweile hinter dem Hochaltar positionierte  Klangabstrahlungsanlage der Orgel (Lautsprecherturm) umgebaut und durch zwei weitere Lautsprechertürme ergänzt; letzte Zubauten dort erfolgten im Sommer 2021. Die „OASEnorgel“ (auch Chor- oder Marienorgel genannt) kommt bei kleineren Gottesdiensten, bei Konzerten (solistisch oder kammermusikalisch) und (seit 2024) als „Winterkirchen-Orgel“ (dann im kath. Gemeindehaus) zum Einsatz.

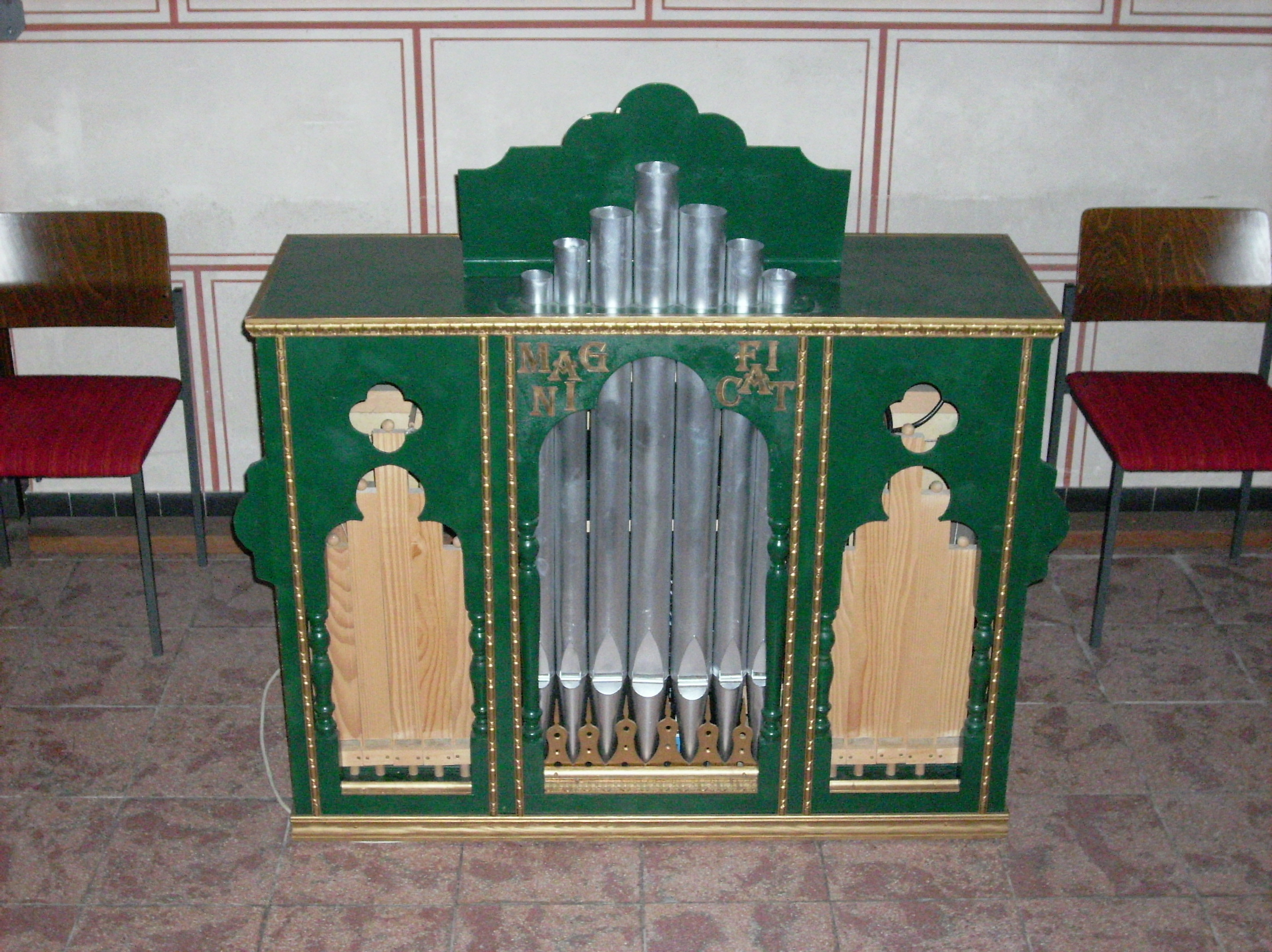
OASEnorgel im Jahr 2013 – Frontalansicht
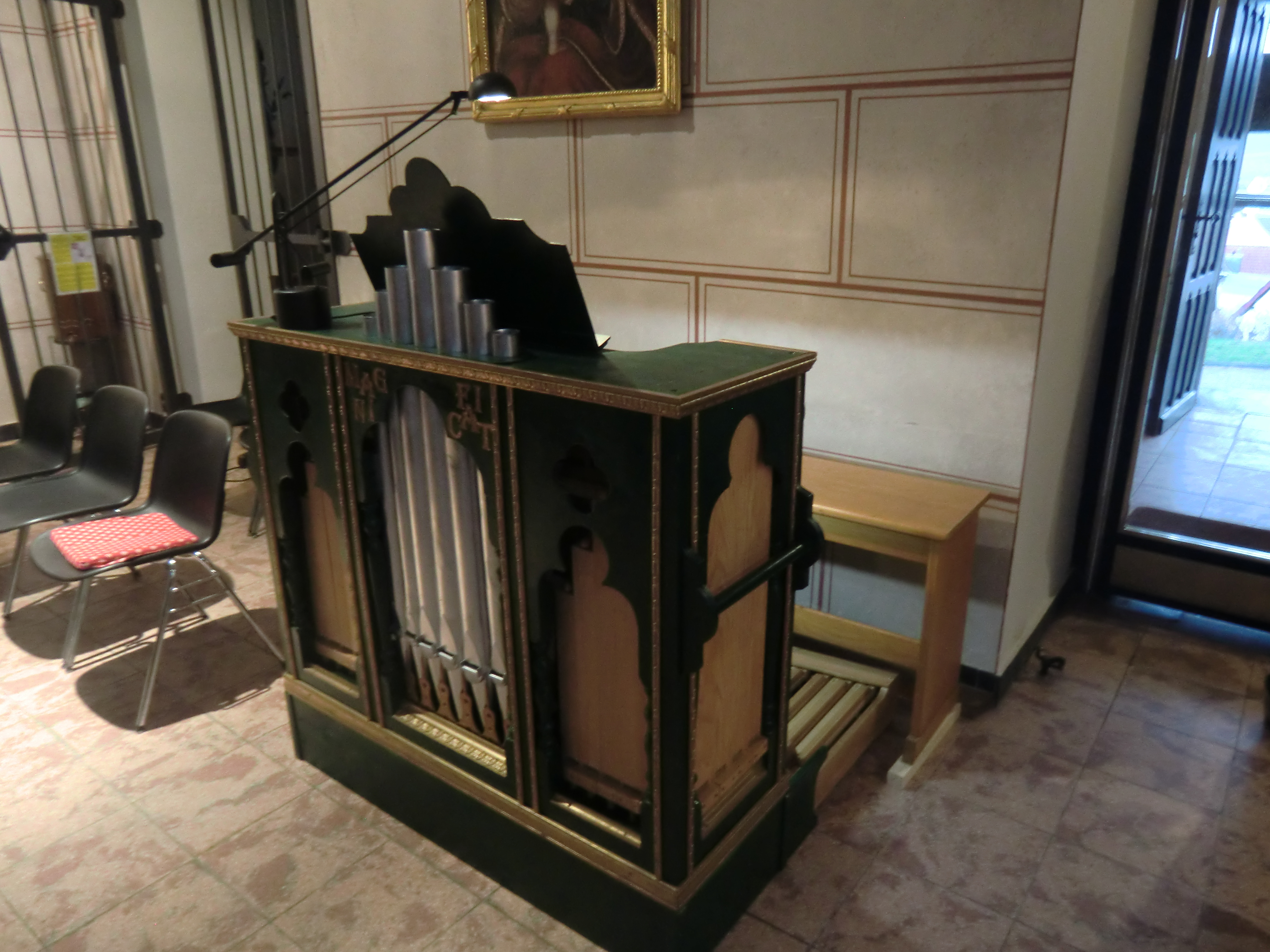
OASEnorgel im Jahr 2015 – Vorderansicht
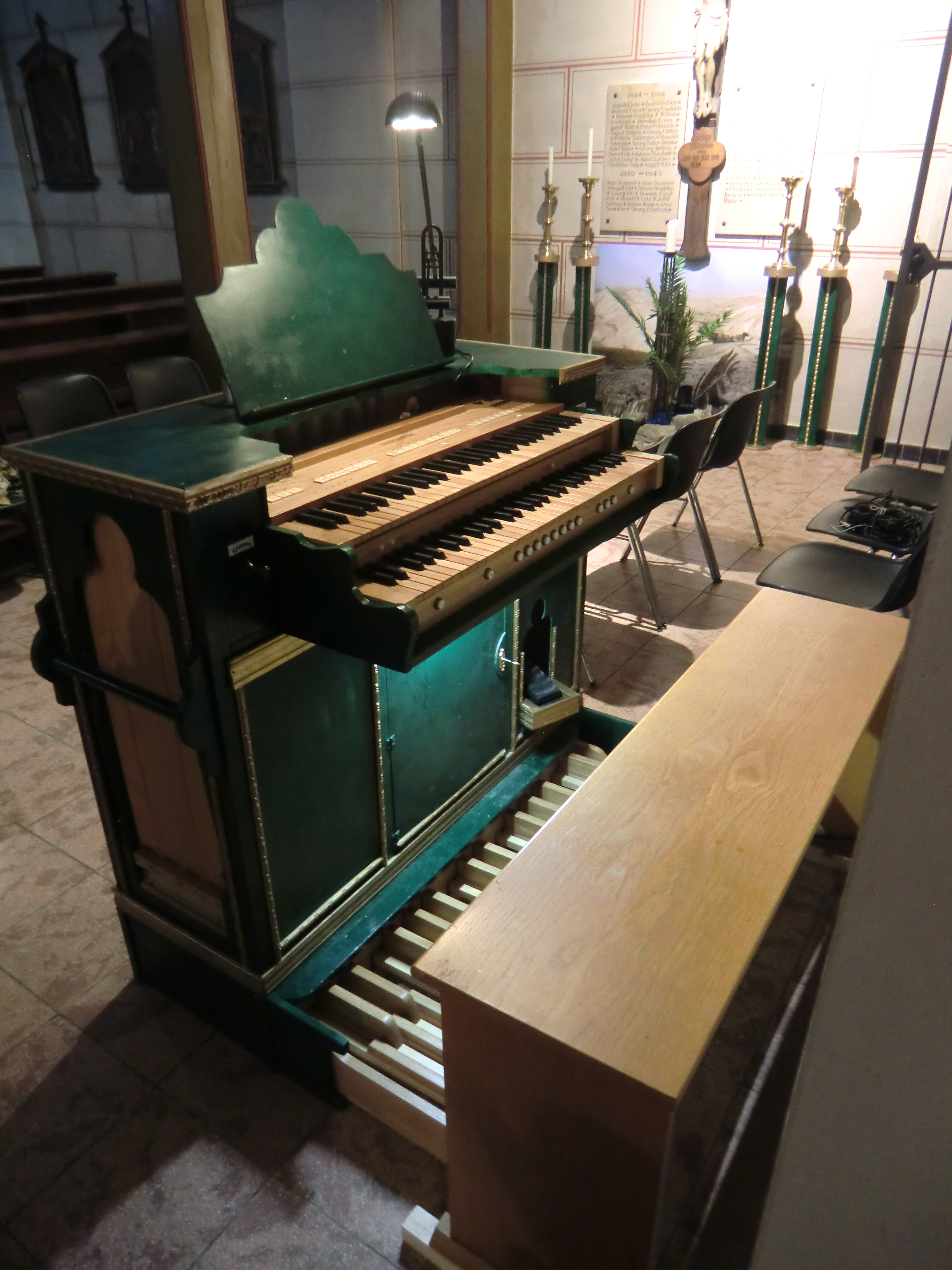
OASEnorgel im Jahr 2015 – Hinteransicht
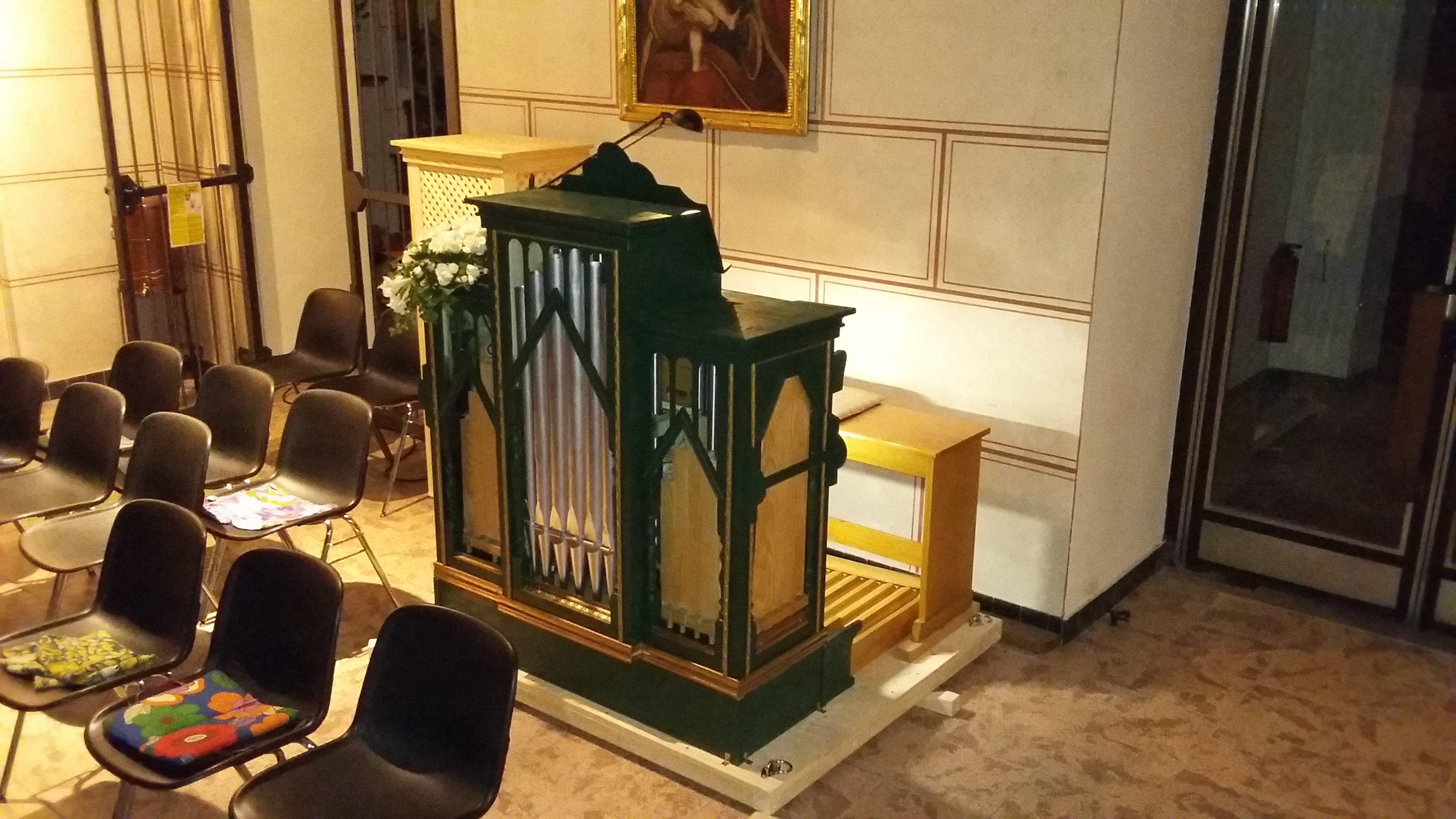
OASEnorgel nach dem Umbau 2017 – Vorderansicht
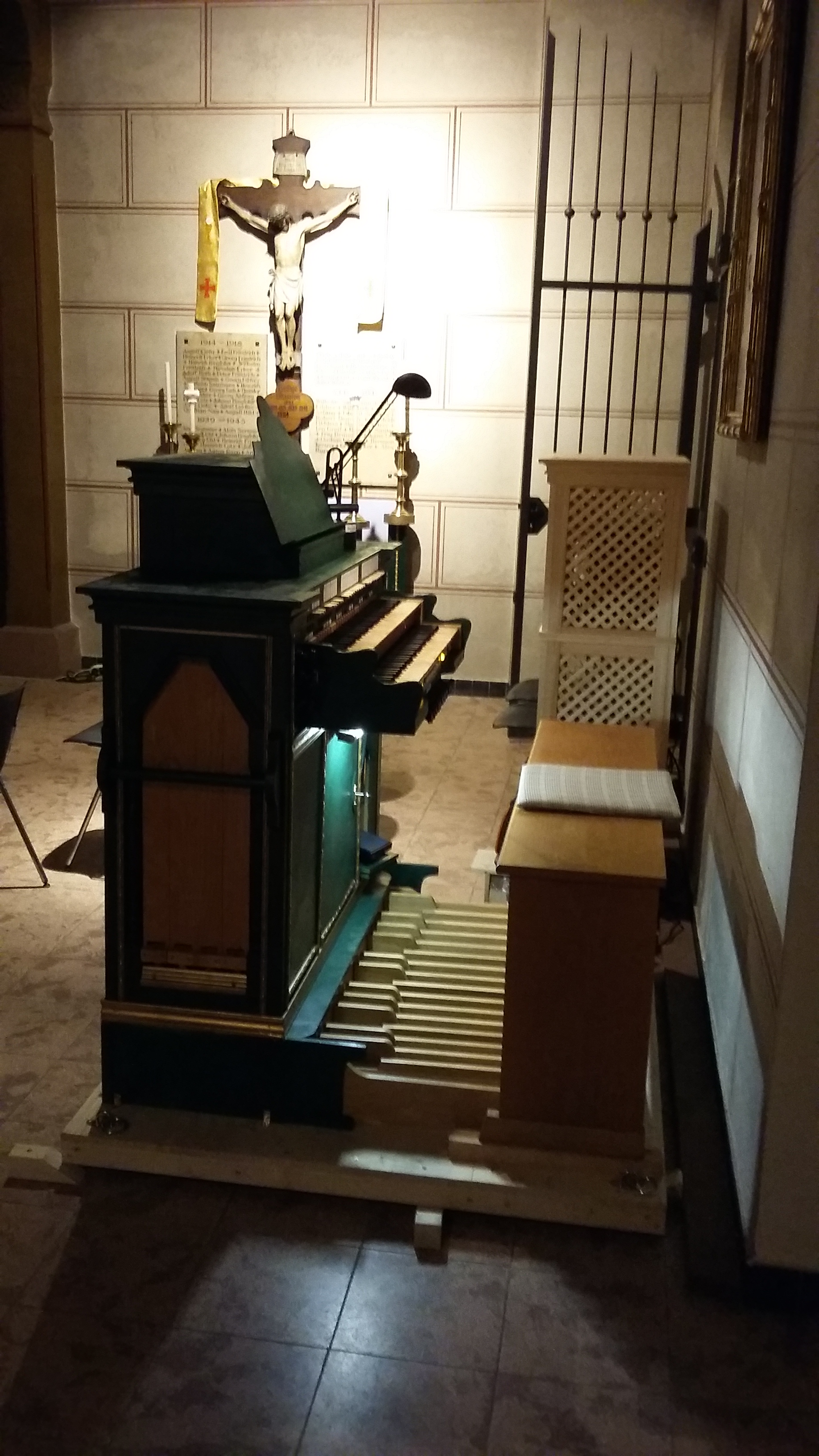
OASEnorgel nach dem Umbau 2017 – Seitenansicht
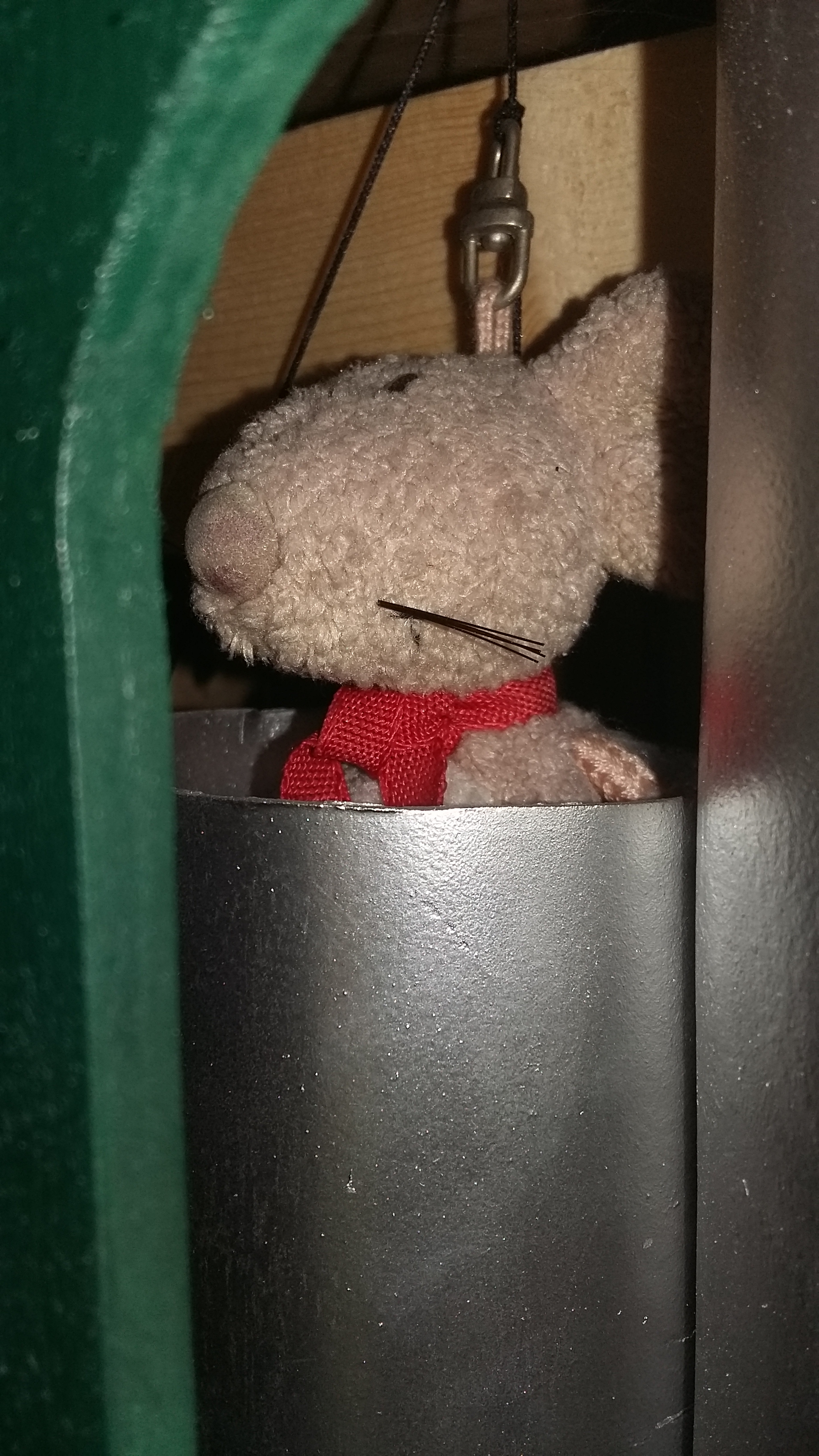
Orgelmaus in einer Prospektpfeife der OASEnorgel
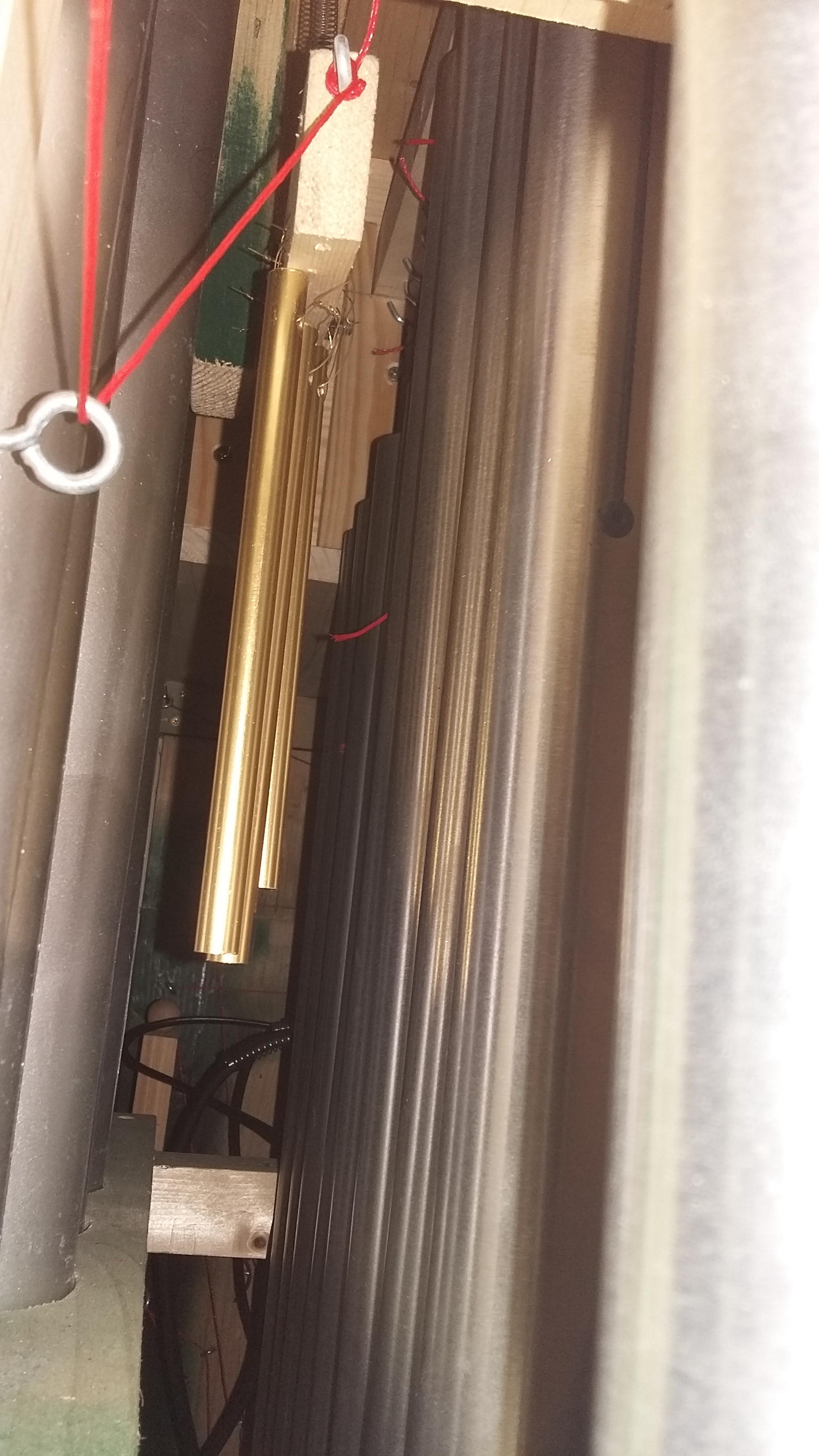
Chimes in der OASEnorgel
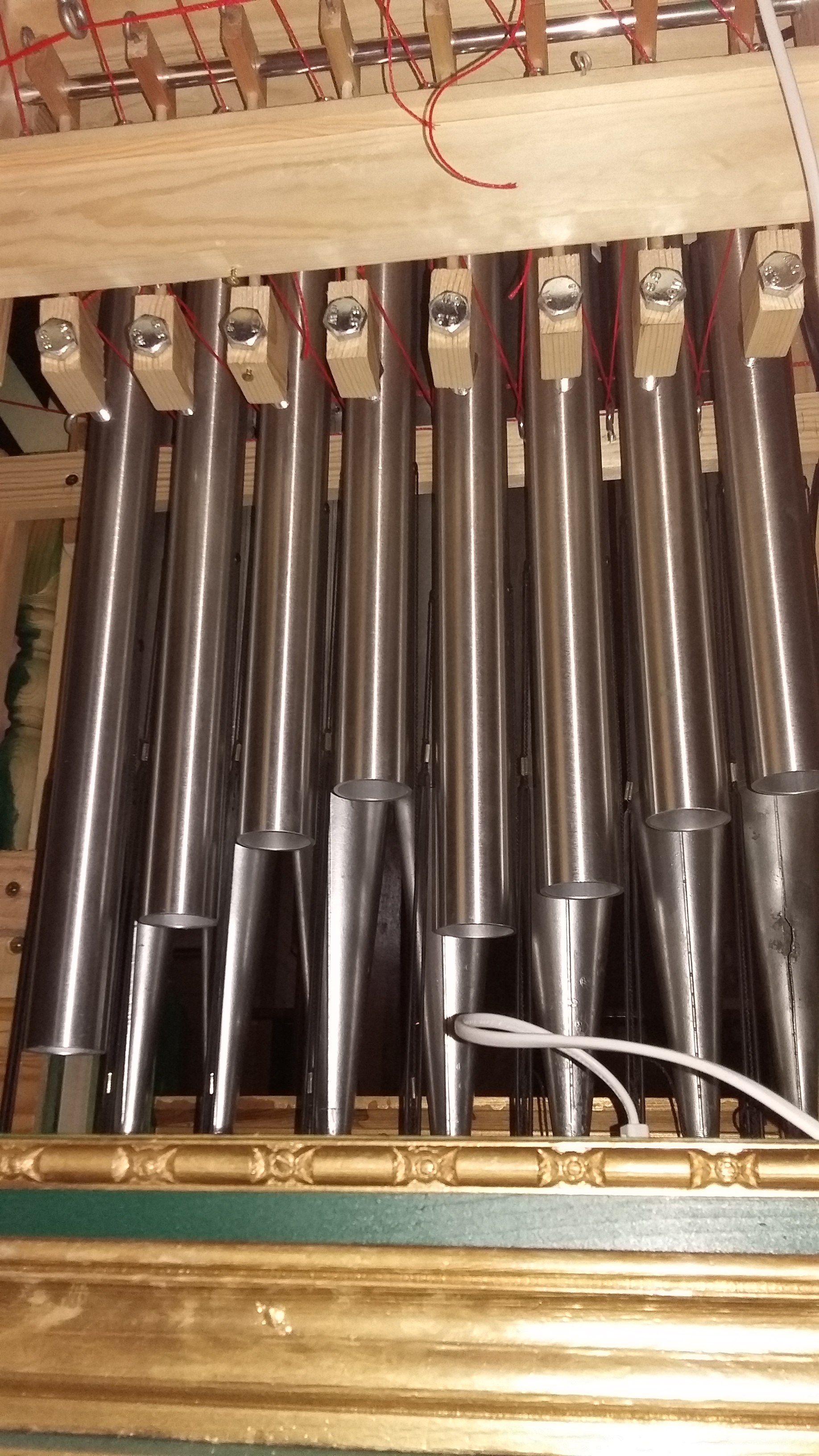
11faches Röhrenglockenspiel in der OASEnorgel
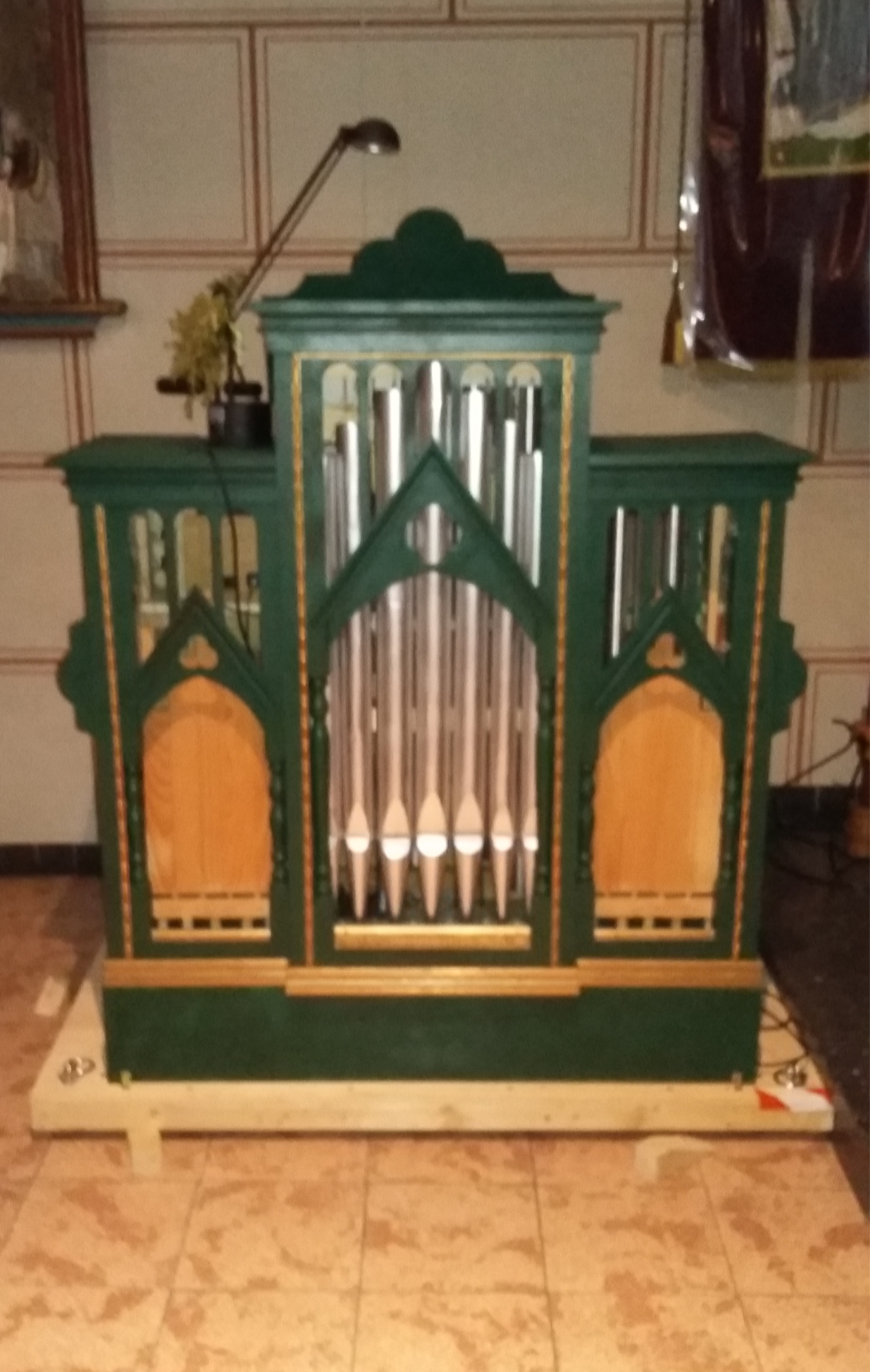
Prospektansicht OASEn-Orgel 2019ff.

| Pedal C–d1         |
| Principal-Bass 16′ |
| Sub-Bass 16′       |
| Octav-Bass 8′      |
| Superoctav-Bass 4′ |
| Posaunen-Bass 16′  |
| Trompeten-Bass 8′  |

| Hauptwerk C–c4    |
| Principal 8′      |
| Rohr-Flöt 8′      |
| Viola di Gamba 8′ |
| Octav 4′          |
| Quer-Flöt 4′      |
| Super-Octav 2′    |
| Mixtur IV         |
| Trompete 8′       |
| Tremulant         |

| Oberwerk C–c4   |
| Gedackt 8′      |
| Quintadehn 8′   |
| Salicional 8′   |
| Spitz-Flöt 4′   |
| Wald-Flöt 2′    |
| Larigot 1 ⁄3′   |
| Sesquialtera II |
| Dulcian 16′     |
| Krumb-Horn 8′   |
| Tremulant       |

- Koppeln:
  - Normalkoppeln: OW/HW, HW/P, OW/P
- Spielhilfen:
  - Manualbass (Mono, wählbarer Splitpunkt)
  - Transposer (± 7 Halbtöne)
  - Feinstimmer (414–465 Hz)
  - fünf historische Stimmungen
  - 24-facher Setzer (3×8)

| Pedale C–d1            |
| Principal 16′          |
| Soubasse 16′           |
| Principal 8′           |
| Octave 4′              |
| Trombone 16′           |
| Trompette allemande 8′ |

| Grand-Orgue C–c4    |
| Montré 8′           |
| Flûte harmonique 8′ |
| Bourdon 8′          |
| Préstant 4′         |
| Doublette 2′        |
| Cornett V           |
| Fourniture V        |
| Trompette 8′        |
| Tremblant           |

| Récit expressif C–c4 |
| Bourdon 8′           |
| Viola de gambe 8′    |
| Voix celéste II 8′   |
| Flûte traversière 4′ |
| Octavin 2′           |
| Basson 16′           |
| Hautbois 8′          |
| Voix humaine 8′      |
| Clairon 4′           |
| Tremblant            |

- Koppeln:
  - Normalkoppeln: R/GO, GO/P, R/P
- Spielhilfen:
  - Manualbass (Mono, wählbarer Splitpunkt)
  - Transposer (± 7 Halbtöne)
  - Feinstimmer (414–465 Hz)
  - fünf historische Stimmungen
  - 24-facher Setzer (3×8)

### Glocken

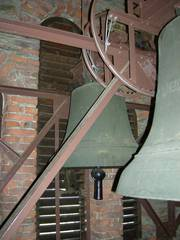
Georgsglocke (rechts) und Ave-Maria-Glocke/Uhrschlagglocke (Bildmitte) im Glockenstuhl

Im Jahr 1950 schaffte die Kirchengemeinde drei neue Glocken an, gegossen von der Fa. Rincker in Sinn. Die größte Glocke mit dem Schlagton g′+ 1 (Unterton g° − 2) wiegt 575 kg, hat einen Durchmesser von 990 mm, trägt den Namen des Kirchenpatrons (St. Georg) und hat einen ungewöhnlich langen Nachhall/sek (U/Pr/T = 94/19/15); diese Glocke dient auch als Totenglocke. Die mittlere Glocke wiegt 344 kg, hat den Schlagton b′ + 8 (Unterton: b° + 2), einen Durchmesser von 836 mm, trägt den Namen „Ave Maria“ („Sei gegrüßt, Maria“ – vgl. Lk 1,28) und dient vornehmlich als Angelus- und Uhrglocke; der Nachhall/sek beträgt U/Pr/T = 56/14/13. Die kleinste Glocke ist der heiligen Barbara, der Nebenpatronin der Kirche, geweiht, wiegt 237 kg, hat einen Durchmesser von 740 mm, den Schlagton c′′ + 6 (Unterton: c′ − 2) und einen Nachhall/sek von U/Pr/T = 55/19/16. Das dreistimmige Geläut bringt 1156 kg auf die Waage.
Seit 1960 werden die Glocken elektrisch durch Läutemaschinen der Fa. HEW angetrieben.

### Vor-, Haupt- und Nachkrippe
Bislang ist die Pfaffenwiesbacher Kirche im Usinger Land die einzige, in der zwischen dem Ersten Advent und dem Fest der Darstellung des Herrn (Mariä Lichtmess) am 2. Februar eine Krippe mit insgesamt sieben Bildern, die das biblische Geschehen rund um die Geburt und die Kindheit Jesu Christi thematisieren, gezeigt wird. Die ersten 6 Bilder sind vor dem linken Seitenaltar aufgestellt, das letzte direkt vor dem Tischaltar. Die Figuren der Krippe stammen von der Fa. Carl Ludwig (München) und wurden 1994 angeschafft; den Stall hat Hubert Möbs 1995 in Eigenleistung gebaut. Die „Vorkrippe“ stellt die Verheißung der Geburt Jesu (Lk 1,26–38; 1. Adventswoche), die Umkehrpredigt und das Zeugnis Johannes des Täufers (Lk 3,1–18 und Joh 1,29; 2. Adventswoche), den Traum Josefs (Mt 1,18–24; 3. Adventswoche) und die auf dem Weg zu Elisabeth durch einen Dornwald schreitende Maria (vgl. Lk 1,39–45; 4. Adventswoche) dar. Die „Hauptkrippe“ führt dann die Geburt Jesu, deren Verkündigung an die Hirten und deren Besuch an der Krippe (Lk 2,1–20) vor Augen; dieses Bild wird dann nach Neujahr durch den Besuch und die Anbetung der Sterndeuter zu einem neuen Bild erweitert (Mt 2,1–11). Die erst im Jahr 2019 initiierte „Nachkrippe“ zeigt dann in einem Bild noch zwei Kindheitsepisoden Jesu: das Zeugnis Simeons und Hannas über Jesus (Lk 2,21–40) und den zwölfjährigen Jesus als Tempellehrer (Lk 2,41–52); die tempelartige Kulisse, die bewusst die tempelartige Gestaltung des Altartisches aufgreift, fortführt und „vollendet“, will nicht nur an den Jerusalemer Tempel erinnern, in dem die beiden Kindheitsepisoden Jesu spielen, sondern symbolisiert vielmehr zusammen mit dem Altartisch Jesus Christus selbst, der den Tod und die Auferstehung seines Leibes mit dem Niederreißen und Wiederaufbau des Tempels vergleicht (Joh 2,19.21; darauf verweist auch das Jesussymbol IHS über den Tempeltoren); die zentrale Statue des lehrenden Jesusknaben aus Lindenholz stammt von der Fa. Holzfiguren 2004 (Tirschenreuth) und wurde 2019 gestiftet.
Es existieren auch noch zwei weitere Krippen: die alten Krippenfiguren aus Gips, die aus der Zeit um 1890 stammen, und moderne, im Jahr 1962 angeschaffte und von einem bayrischen Holzschnitzer gefertigte Krippenfiguren mit wertvollen Stoffen. In der Weihnachtszeit 2019/2020 wurden alle drei Krippen in der Kirche im Rahmen einer kleinen
Ausstellung präsentiert.

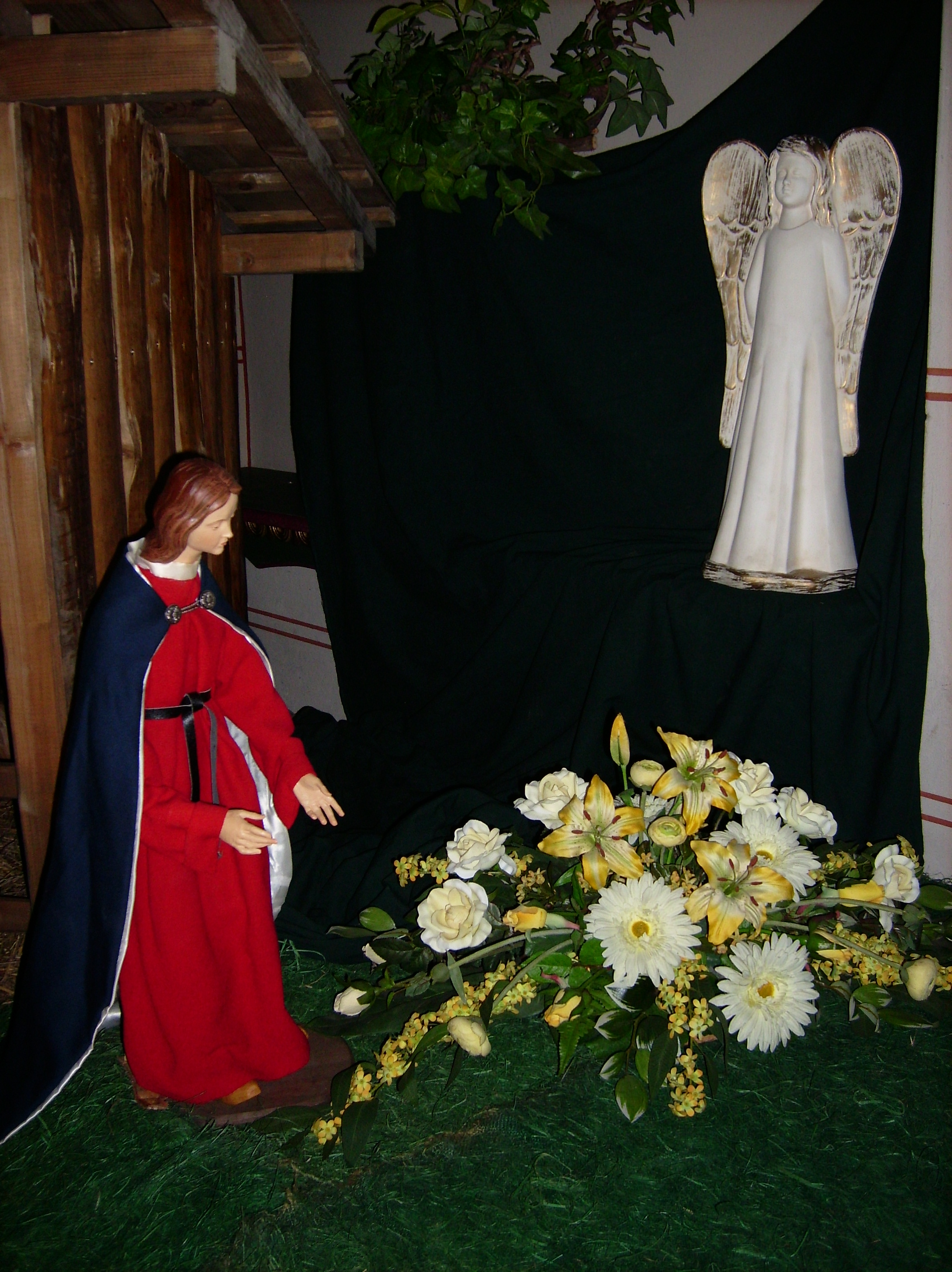
Vorkrippe – Bild 1: Mariä Verkündigung
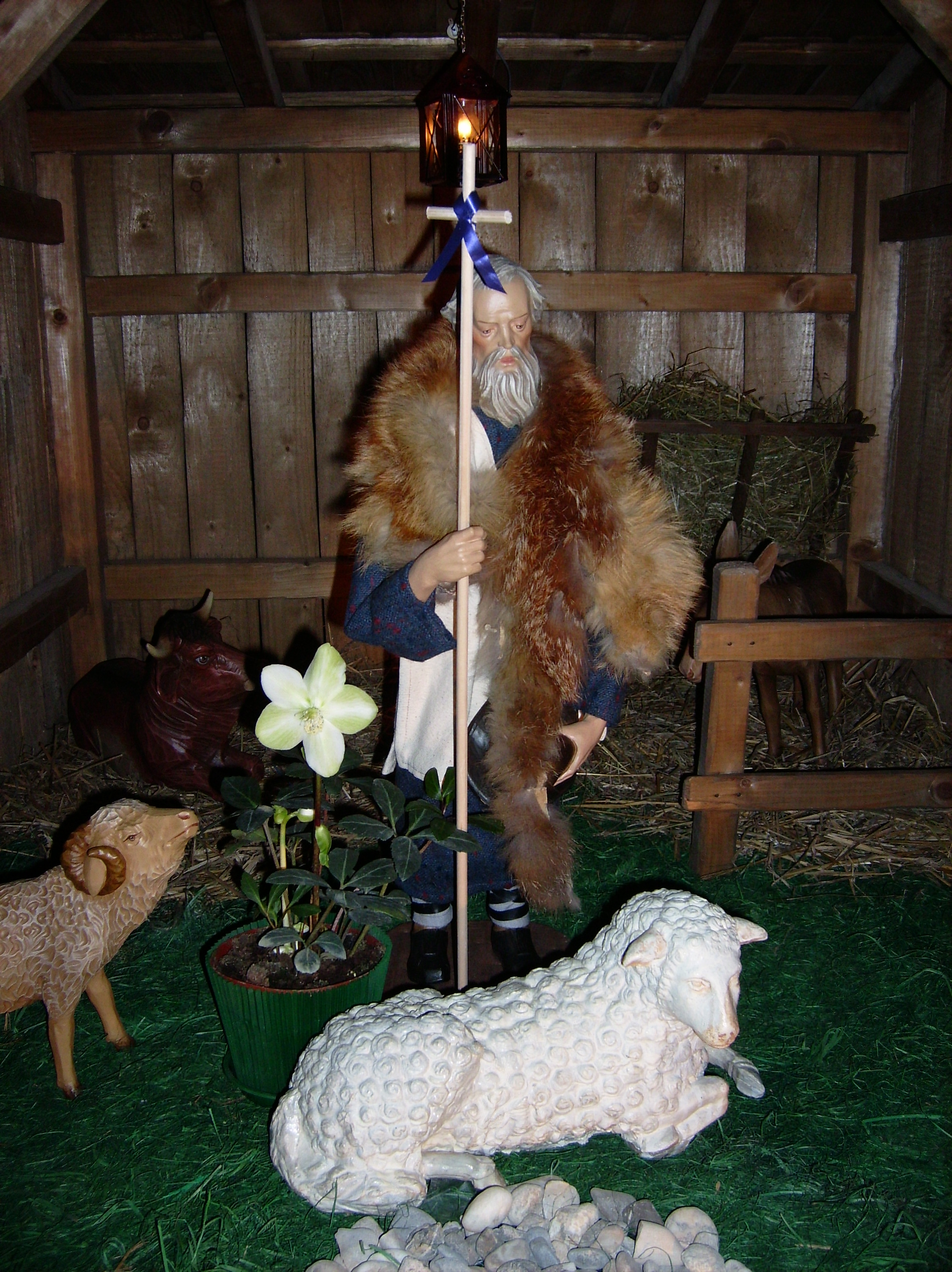
Vorkrippe – Bild 2: Johannes der Täufer
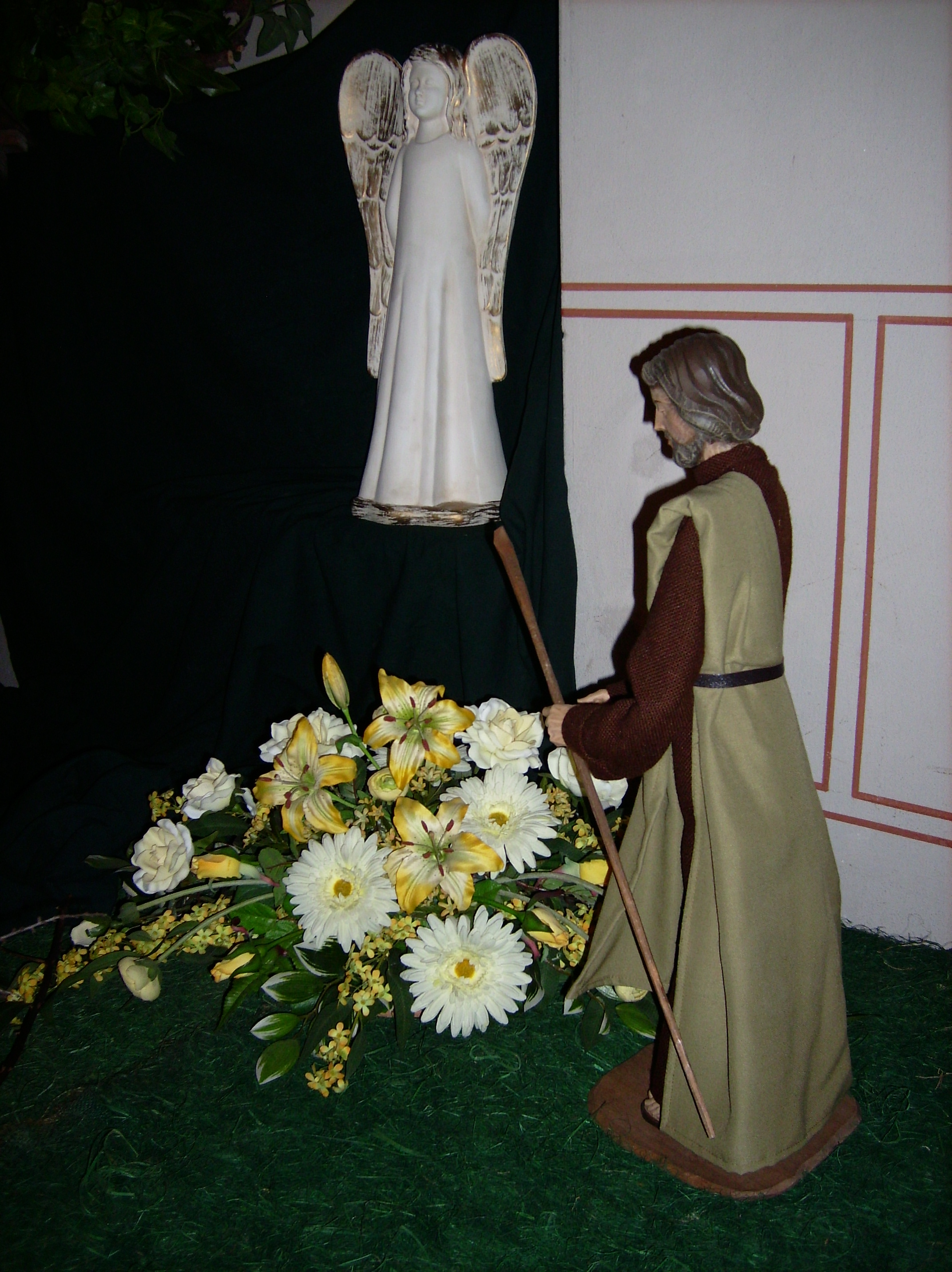
Vorkrippe – Bild 3: Josefs Traum
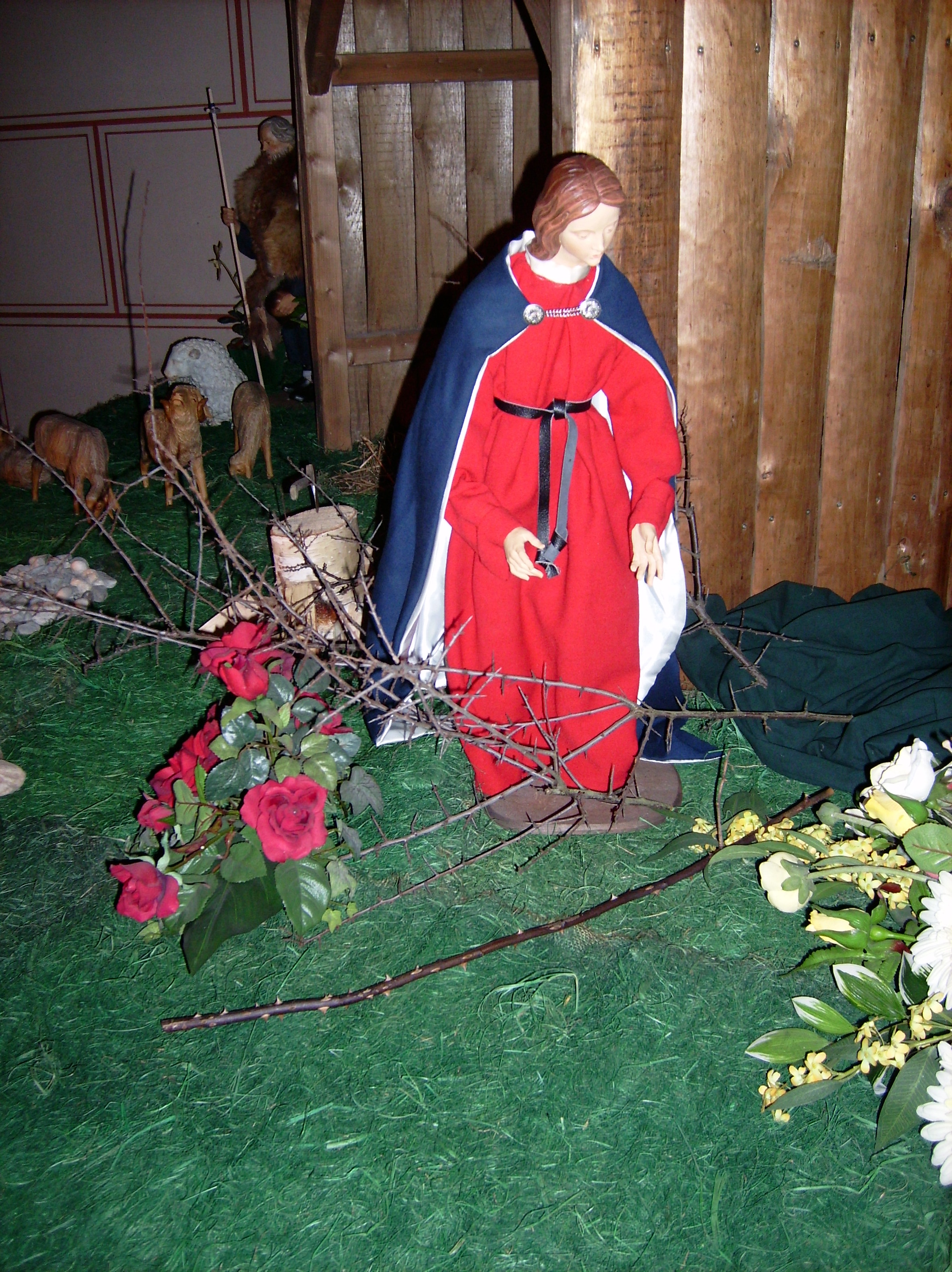
Vorkrippe – Bild 4: Maria durch ein´n Dornwald ging
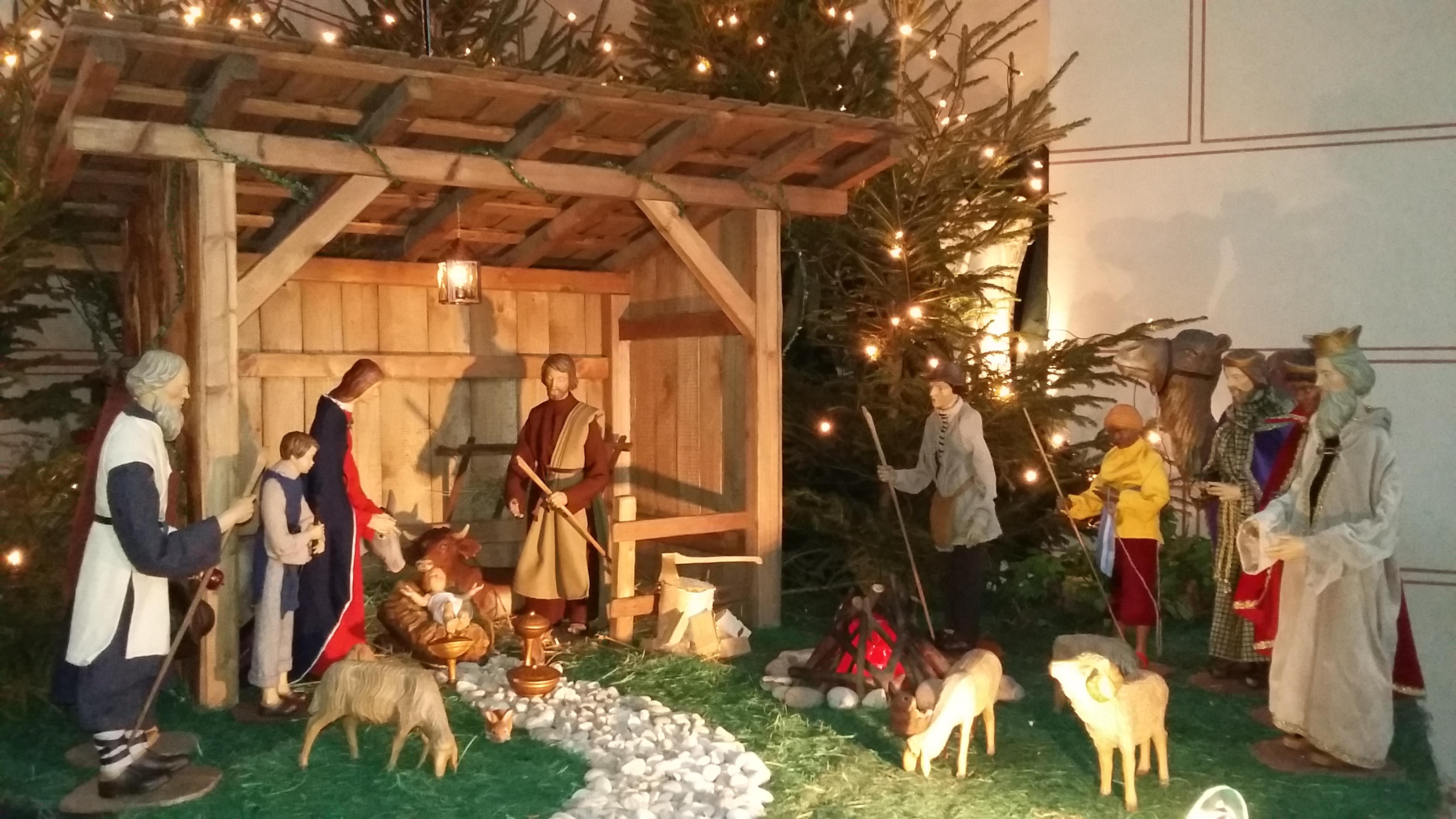
Hauptkrippe – Bild 5: Die Geburt Jesu
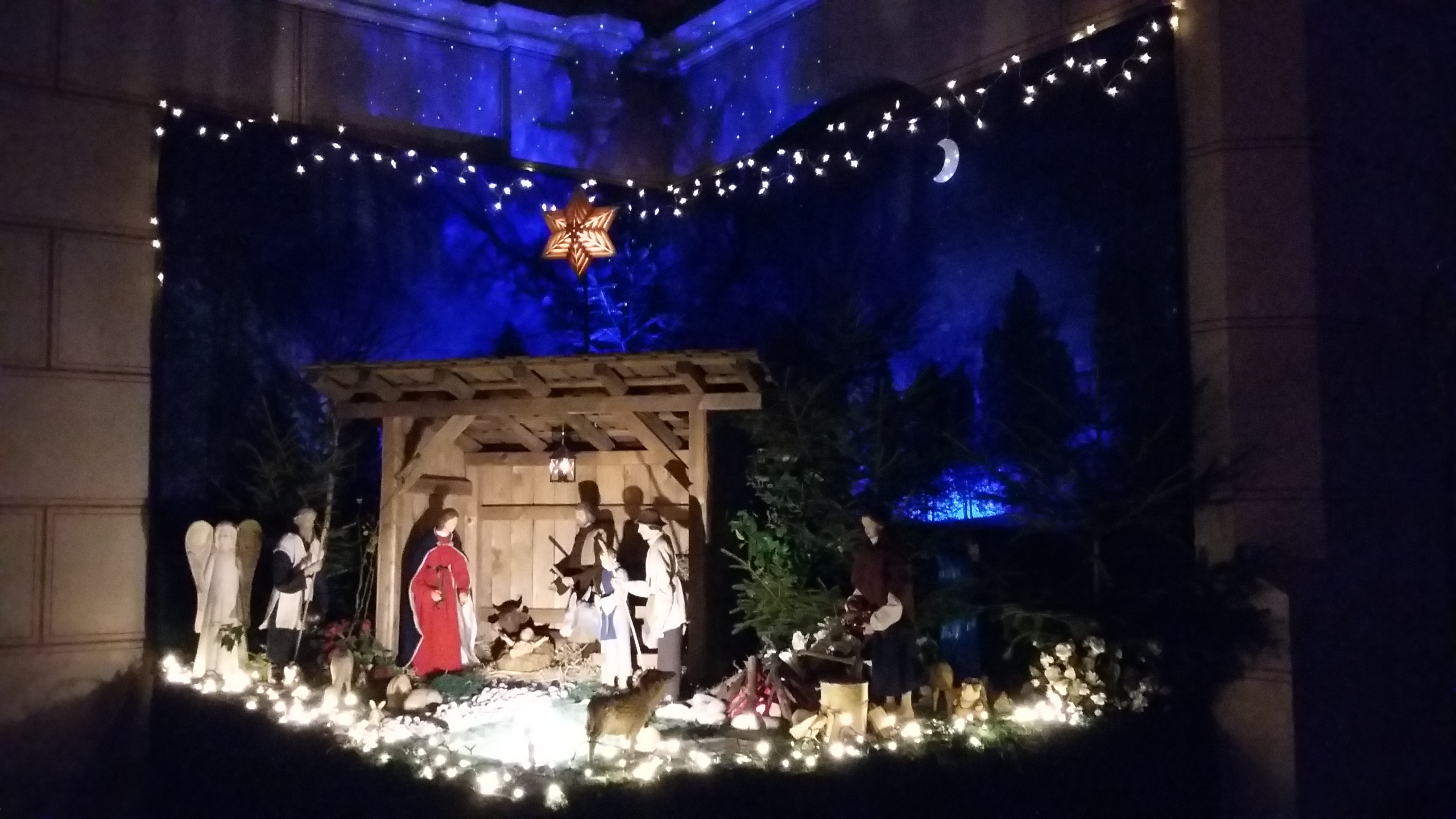
Hauptkrippe mit neuer Gestaltung 2022 - Bild 5: Die Geburt Jesu
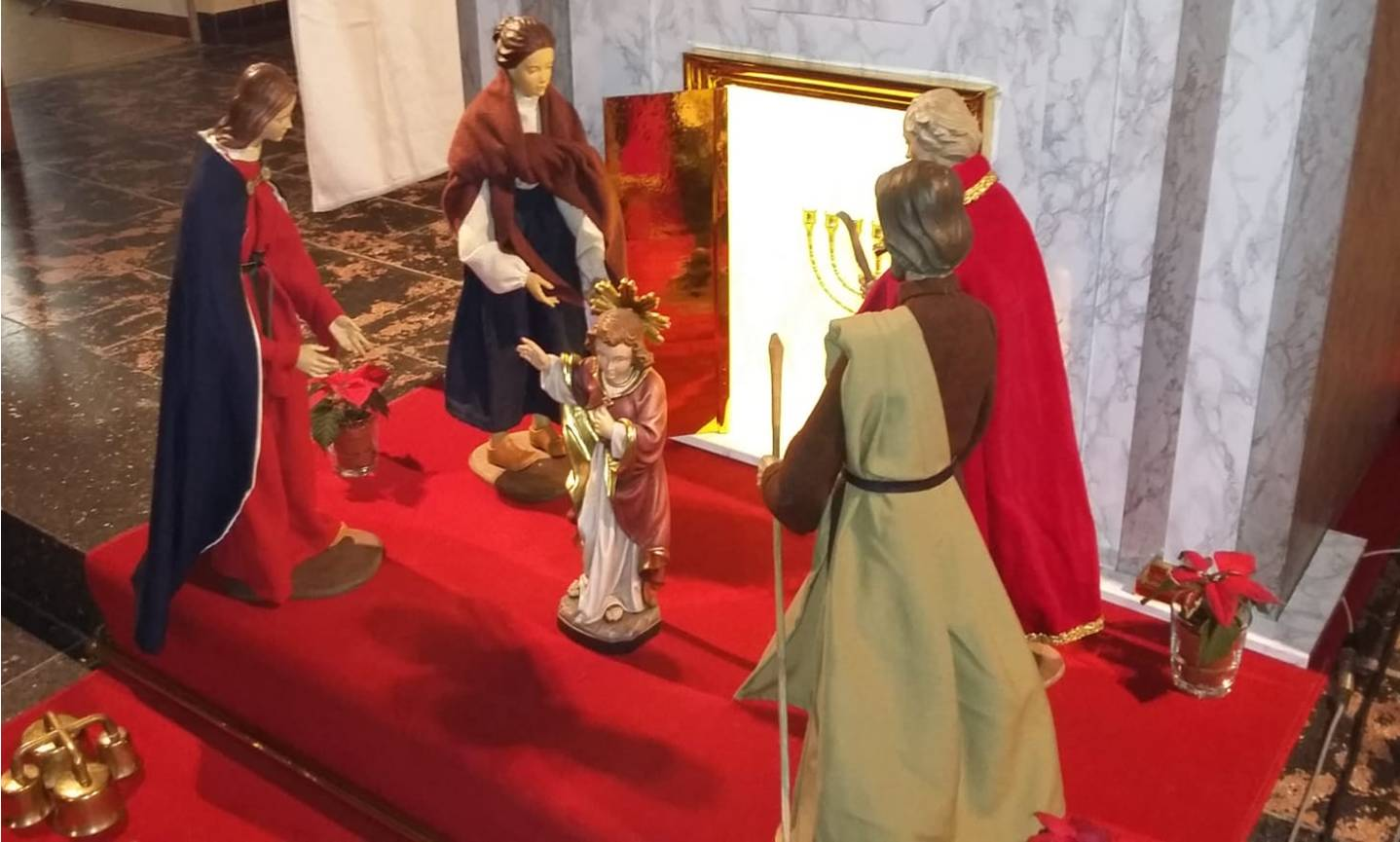
Nachkrippe – Bild 6+7: Die Darstellung Jesu und Jesus als Tempellehrer
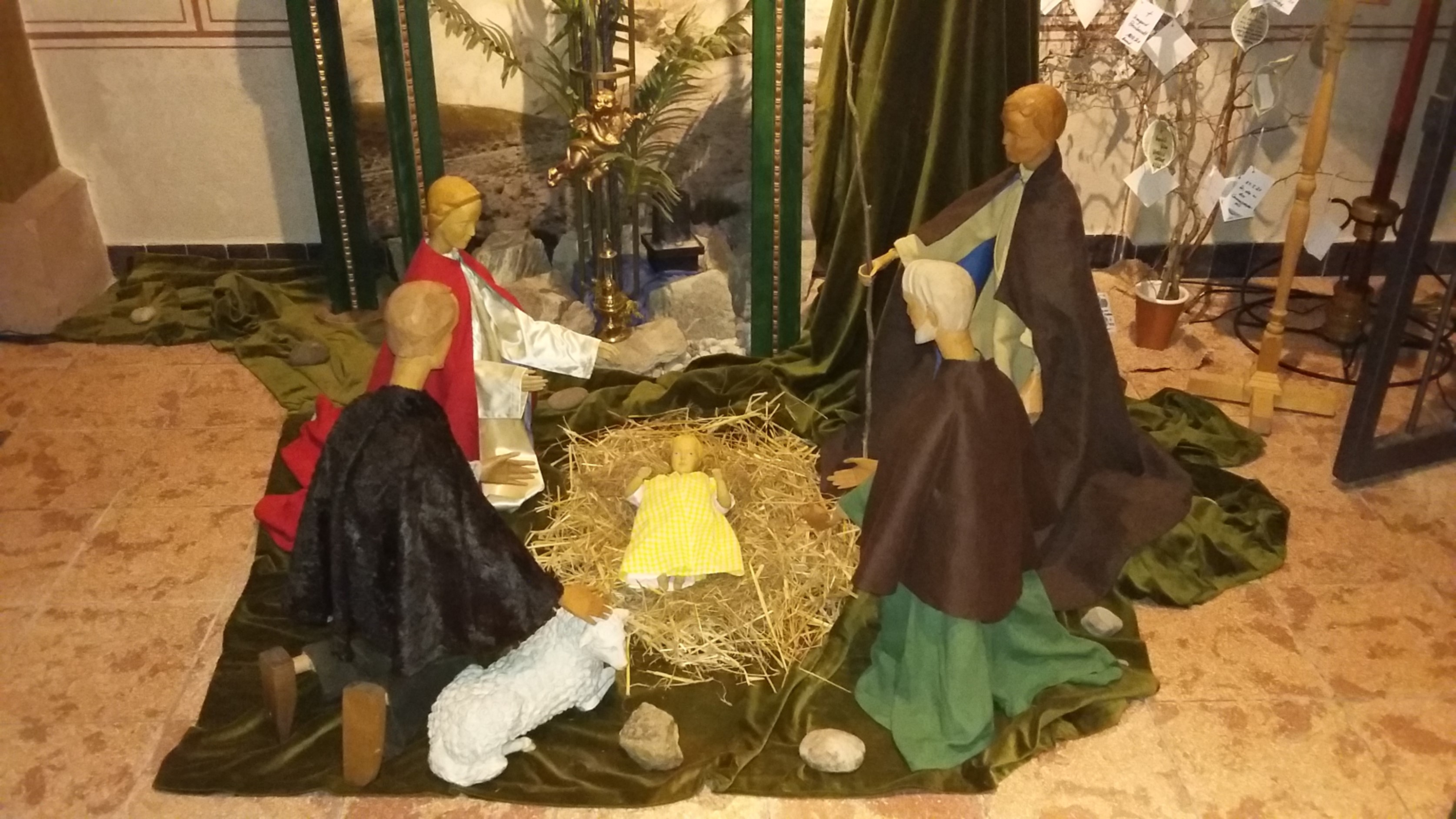
Moderne Weihnachtskrippe (2023)
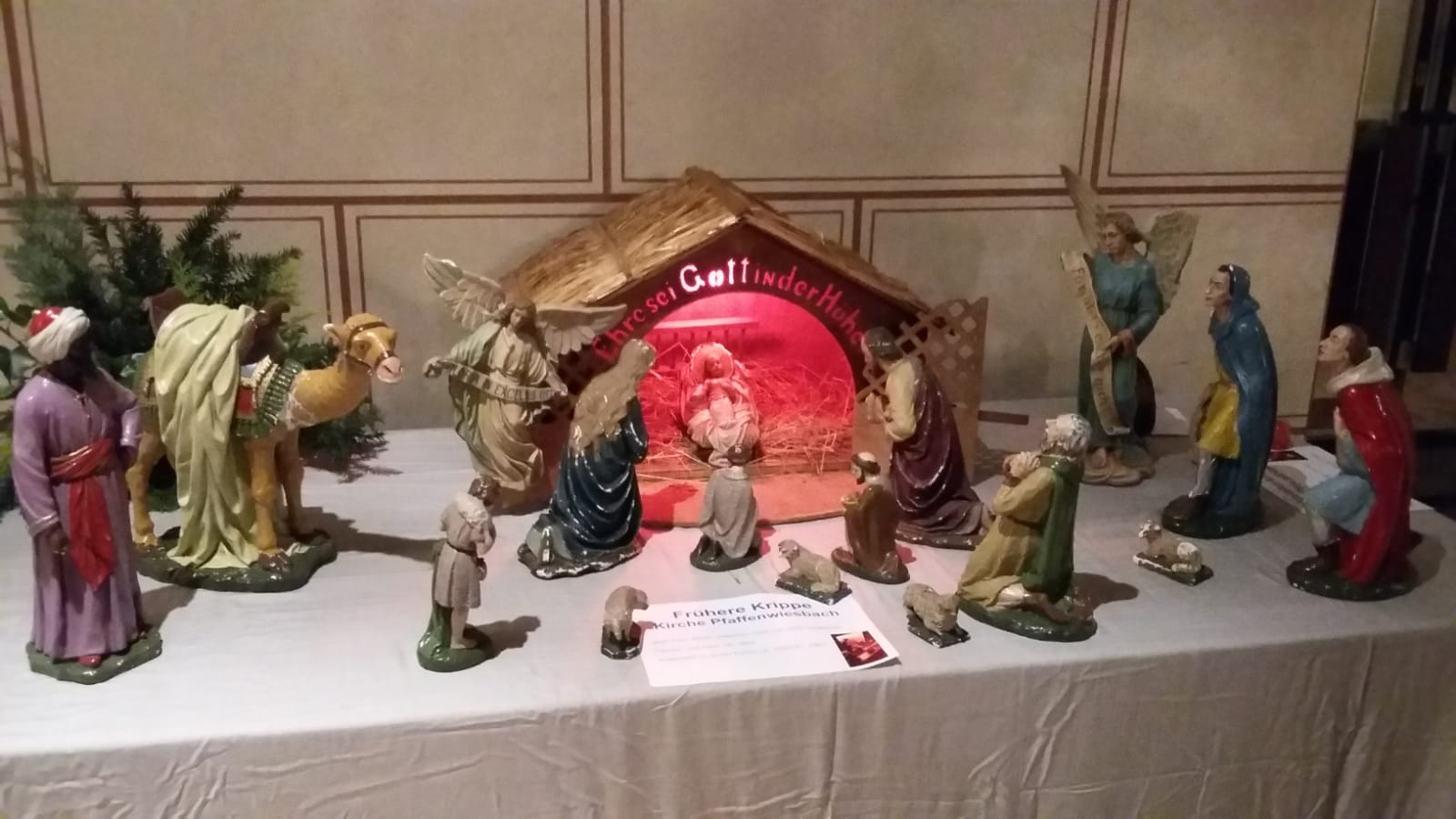
Alte Weihnachtskrippe

## Kirchengemeinde

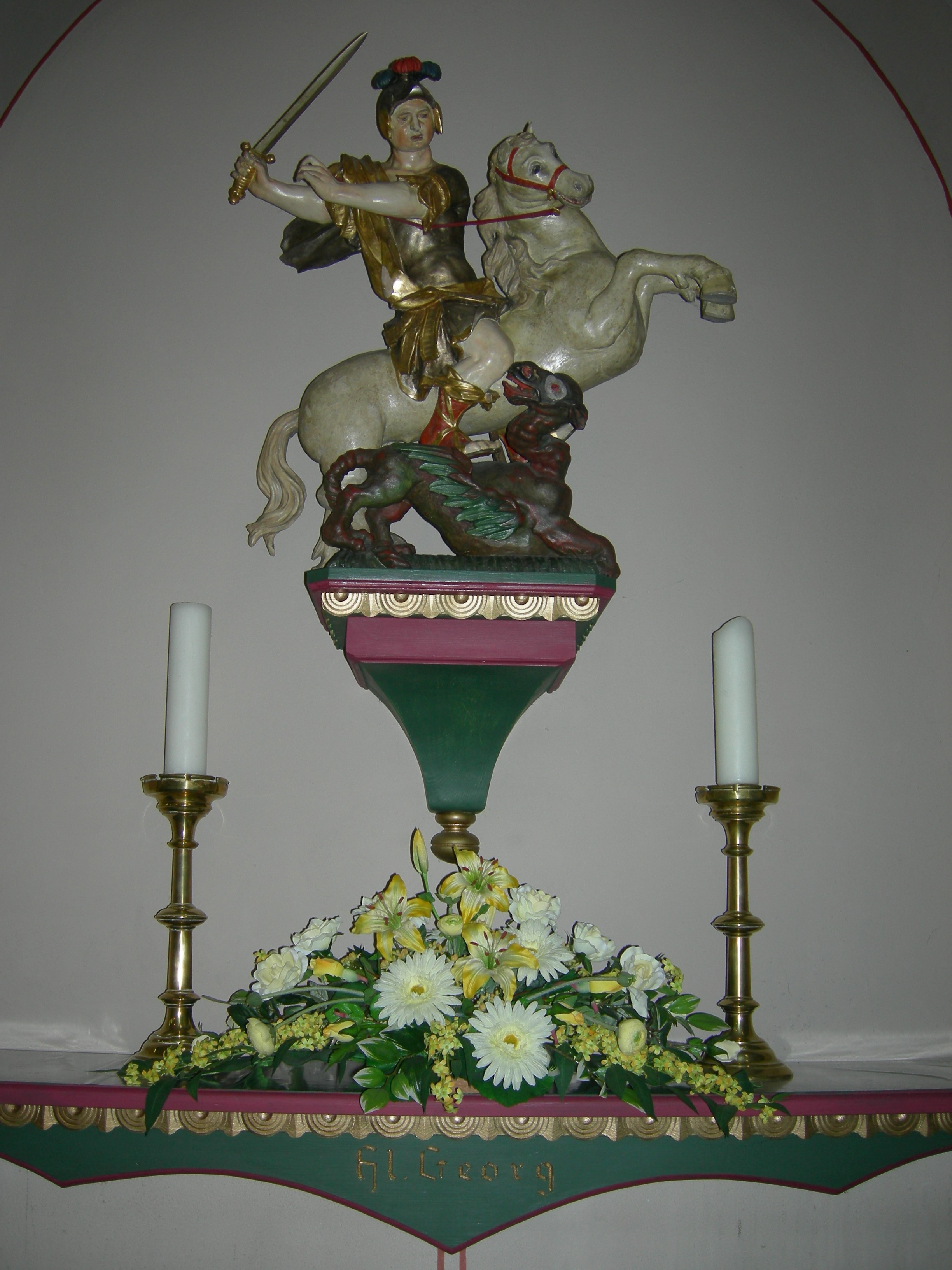
Barocke Reiterstatue des Hl. Georg am Patronatsaltar der Georgskirche (2014)

Ab dem 9. oder 10. Jahrhundert wurden Bewohner des Wiesbachtales wahrscheinlich von der Missionskirche auf dem Johannisberg beim heutigen Bad Nauheim aus missioniert. Im Hochmittelalter zum Erzbistum Mainz und zum Landkapitel „St. Maria ad Gradus“ in Friedberg gehörig, wurde Pfaffenwiesbach 1287 durch die Einsetzung eines plebanus (eines stellvertretenden Hilfsgeistlichen) zur Pfarrei erhoben. 1541 trat die Gemeinde wie ihr damaliger Landesherr zum Protestantismus lutherischer Prägung (1541) über, die wiederum erzwungene Rekatholisierung unter Kurmainzer Herrschaft gegen z. T. erhebliche Widerstände der Bevölkerung fand zwischen 1606 und 1614 statt. Der Dreißigjährige Krieg mit seinen Zerstörungen und Entvölkerungen hat auch für die Pfaffenwiesbacher Kirchengemeinde eine einschneidende Zäsur bedeutet. Nur aus der Folgezeit sind noch wichtige Dokumente und Unterlagen erhalten: Seit Ende des 17. und v. a. ab der Mitte des 18. Jhs. existieren Pfarrei-Rechnungsbücher (ab 1699), Liegenschaftsunterlagen (ab 1697), Kirchenstrafregister (ab 1710), Kirchenbücher (ab 1735), Listen der Küster und Glöckner (ab 1714) uvm. Ein Visitationsprotokoll von 1790 gibt detailliert Aufschluss über die Gestalt der Pfarrei Pfaffenwiesbach zur Zeit der Aufklärung. Nach Herrschaftsantritt der Bassenheimer Grafen kam es zu einem wirtschaftlichen, sozialen aber auch kirchlichen Aufschwung.
Im Zuge des Reichsdeputationshauptschlusses von 1803 wurde die Pfarrei Pfaffenwiesbach im Jahr 1828 in das neu errichtete nassauische Bistum Limburg eingegliedert. In der Frühzeit des 19. Jahrhunderts kam es zu einschneidenden sozialen Umwälzungen, die Leibeigenschaft wurde 1808 aufgehoben, durch Missernten verursachte Armut führte zu sozialem Elend, Epidemien brachen aus und ließen gerade bei Kindern die Todesraten in die Höhe schnellen. Das führte zu einer Auswanderungswelle nach Amerika.
Im ausgehenden 19. Jahrhundert kam es zur Gründung mehrerer kirchlicher Vereine und Bruderschaften. Seit dem Ende des Zweiten Weltkriegs veränderte sich die konfessionelle Zusammensetzung der Dorfbewohner. Aus einem – abgesehen von einigen jüdischen Familien – rein katholischen Dorf entstand eine Ortsgemeinschaft, in der ca. 50 % der Einwohner der katholischen, 25 % der evangelischen Kirche und 25 % anderen oder keiner Glaubensgemeinschafte(n) angehören.
Seit 1970 entstanden schrittweise diverse kirchlicher Gruppen, die z. T. bis heute fortbestehen und das kirchliche Leben vor Ort maßgeblich fördern, ein katholischer Kindergarten (heute: „Kindertagesstätte St. Georg“) sowie eine Alten- und Krankenpflegestation (die allerdings vor einigen Jahren mit der Diakoniestation in Wehrheim fusionierte).
Schwerpunkte der Gemeindearbeit sind neben der Arbeit in den kirchlichen Gruppen (dem „Frauentreff“ und dem 2019 neu organisierten „ökumenischen Seniorentreff“), der Liturgie und der Caritas v. a. auch die Kirchenmusik als Medium der Verkündigung; so ist die Pfaffenwiesbacher Kirchort-Gemeinde nicht nur sehr sangesfreudig, sondern hat auch beginnend mit dem Jahr 2014 kirchenmusikalische Projekte wie die meditative Orgelvesper „Die Klang-OASE“ (an jedem ersten Freitagabend im Monat) ins Leben gerufen, mit dem auch dem Gemeindeleben eher Fernstehende angesprochen werden sollen; 2024 folgte von Juni bis Oktober eine erste Konzertreihe, die sich „Pfaffenwiesbacher Sonntagskonzerte“ nennt, durch renommierte einheimische und auswärtige Künstler/Chöre gestaltet wird und dem Aufbau eines Kulturprogrammes in der St. Georgskirche dienen soll. Im November 2019 wurde die Initiative „Familiennetzwerk St. Georg“ initiiert, um engeren Kontakt zu den Familien vor Ort halten und um gerade die jungen Familien bei Projekten stärker in den Blick nehmen zu können. Einmal im Jahr bot der Kirchort bis zur Coronazeit auch eine Vortragsreihe zu interessanten Themen an (2019 z. B. zum Thema „Klimawandel“). Erstmals fand 2020 auch ein „Schöpfungstag“ mit einer Baumpflanzaktion statt, mit dem die Kirchengemeinde einen Beitrag zum Klimaschutz leisten möchte; 2024 gelang es, hier den 1000. Baum zu pflanzen...
Darüber hinaus bestehen natürlich auch Angebote für die jüngere Generation wie beispielsweise die Sternsingeraktion im Januar jedes Jahres, die „Ferienspiele“ für Grundschulkinder in der ersten Sommerferienwoche und das seit 2017 existierende „Drachen-(Bezwinger)-Fest“ im Herbst, wobei meist auch die KiTa unterstützend mitwirkt.
Seit dem Dorfjubiläumsjahr 2017 wird schließlich auch das Angebot an musikalischen Gottesdiensten, die zugleich ökumenisch ausgerichtet sind, beständig ausgeweitet: die musikalische Mitternachtsmette am Heiligen Abend und die ökumenische Nikolausfeier mit Klangkatechese werden neben den bereits bestehenden ökumenischen Initiativen (wie dem ökumenischen Seniorentreff und der ökumenischen Adventsandacht) mehr und mehr zu festen Bestandteilen des gemeindlichen Lebens. Stark zugesetzt hat der Gemeinde die Coronapandemie (2020f.) und ihre Folgen (z. B. stark zurückgehende Gottesdienstbesucherzahlen); dennoch sind auch hier neue Projekte entstanden wie die Gebetsinitiative „Beten Sie mit uns“ und das „Lebensbaum“-Projekt; das „Helfer(innen)-Netzwerks St. Georg“ wurde initiiert, um ehrenamtliche Arbeit besser planen bzw. koordinieren zu können. Im Jahr 2021 hat sich die Kirchort-Gemeinde drei Schwerpunkte für ihre weitere Arbeit gewählt: Familien, Kirchenmusik und Nachhaltigkeit. Der am 4. September 2022 gegründete Förderverein „St. Georgskirche Pfaffenwiesbach e.V.“ soll darüber hinaus den Erhalt der Georgskirche primär als Gottesdienst-, aber auch als kultureller Veranstaltungsort langfristig sichern - dies in der Überzeugung, dass jede Generation auch Verantwortung trägt für das, was die vorhergehenden Generationen ihr zu treuen Händen übergeben haben.

## Zugehörige Gebäude, Kapellen und Wegkreuze
Zur Kirchengemeinde gehören
- das zwischen den Jahren 1662 und 1671 in meisterhafter Fachwerkbauweise errichtete Alte Pfarrhaus, das in den Jahren 1990/91 saniert und zum Kath. Gemeindehaus St. Georg (Kapersburgstraße 13) erweitert wurde (Weihe 1991); es beherbergt u. a. den Gemeindesaal, einen Eine-Welt-Laden, das Archiv, ein Sitzungszimmer und einen Jugendraum. Das zugehörige Nebengebäude (die „Remise“ auf der gegenüberliegenden Seite des Pfarrhofs) entstand im Jahr 1953 und wurde ebenfalls 1991 renoviert (hier ist derzeit ein Werk- und ein Bastelraum untergebracht).
- die Mietwohnanlage St. Barbara (Kapersburgstraße 15A), die einst zwischen 1700 und 1750 als Scheune für die pfarrherrliche Landwirtschaft ebenfalls in Fachwerkbauweise errichtet wurde. Im Jahr 1932 wurde dann ein Pfarrsaal mit einer Theaterbühne eingebaut. Nach jahrzehntelangem Verfall und schließlich ruinösem Zustand konnte 1997-1998 der Umbau zu vier caritativen Wohnungen erfolgen (Weihe 1998).
- das im Jahr 1962 errichtete neue Pfarrhaus (Kapersburgstraße 15), das derzeit das Pfarrbüro, ein Besprechungszimmer und eine große Mietwohnung beherbergt. Pfarrhaus und die zugehörige Garage auf der anderen Hofseite wurden zuletzt 2002 renoviert.[3]

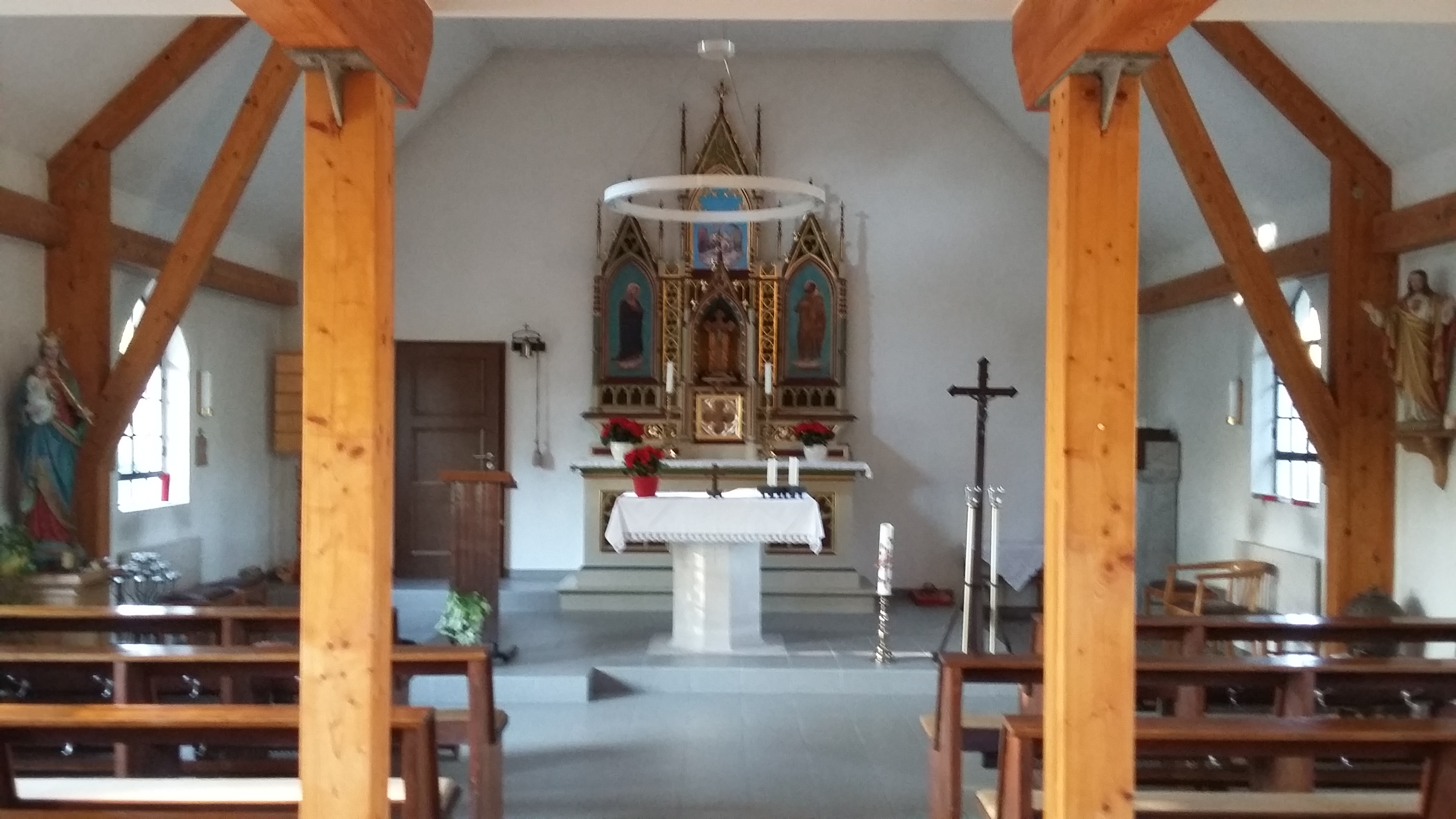
Innenansicht der Friedrichsthaler Kapelle (2019)

Seit Juli 1976 gehört die Kirchengemeinde Friedrichsthal mit seiner neugotischen, in den Jahren 2000–2001 sanierten Friedhofskapelle „Zur schmerzhaften Gottesmutter Maria“ zu der Pfaffenwiesbacher Kirchengemeinde. Wichtigstes Einrichtungsstück der Kapelle ist der neugotische Hochaltar unbekannter Herkunft (nach dem Hörensagen stammt er aus einem Kloster); er war schon (allerdings in drei Einzelteilen) in der alten Friedhofskapelle aufgebaut und konnte in den Jahren 2002–2007 hauptsächlich durch Spenden der Friedrichsthaler Gemeindemitglieder restauriert werden; E. Sommer aus Pfaffenwiesbach schnitzte im Jahr 2007 den kunstvollen Standfuß des Altarkreuzes; die Altarweihe fand im Dezember 2008 statt. Im Juli 2019 wurde noch das bis dahin fehlende obere Altarbild passend zum Patrozinium Mariä Schmerzen eingesetzt (das Bild ist eine Kopie der 13. Station des alten Kreuzwegs der Kapelle). Die Kapelle ist nur zu den Gottesdienstzeiten geöffnet.

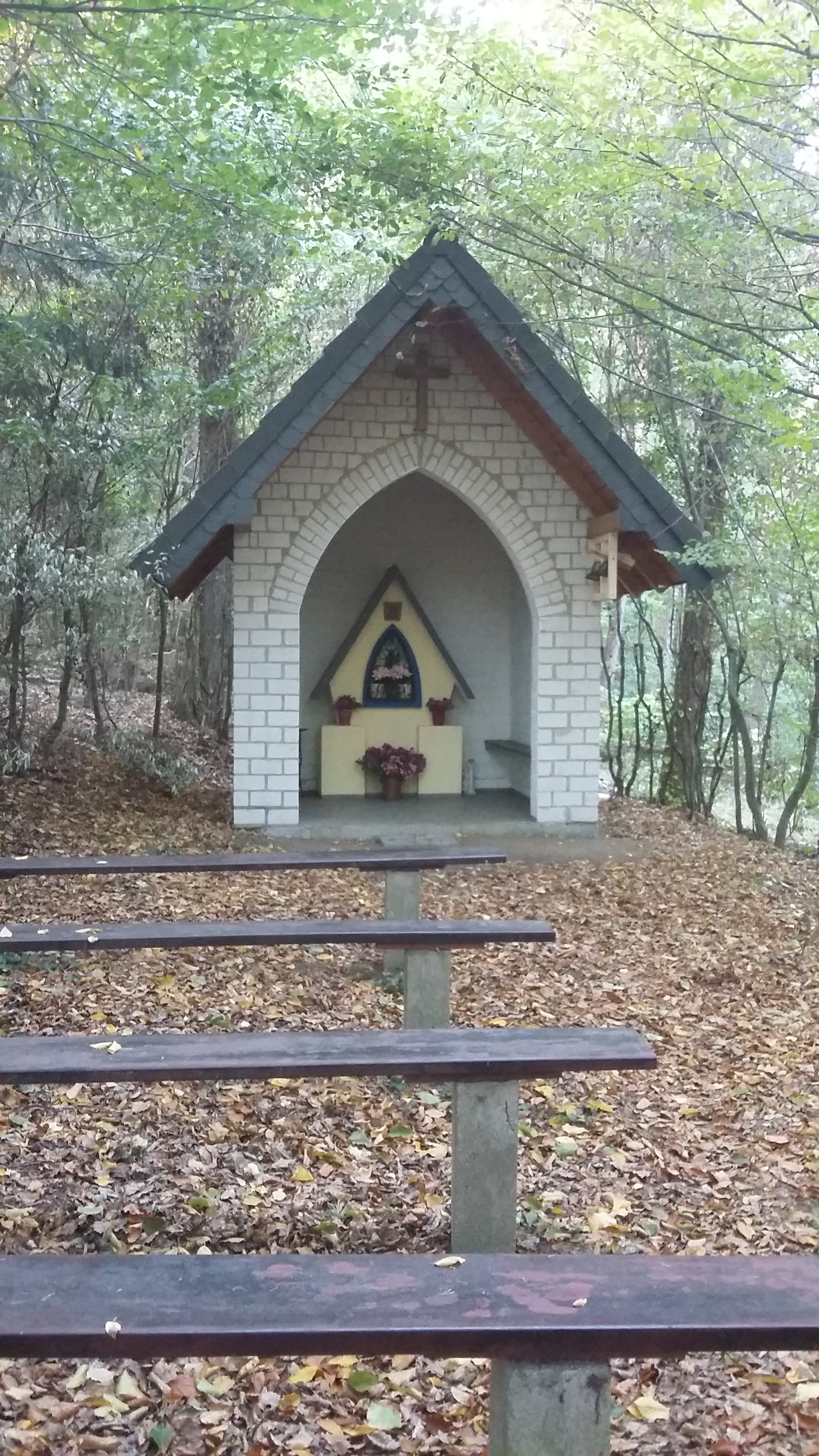
Bildstockkapelle am Usinger Weg (2018)

Seit 2007 schützt die in Privatinitiative errichtete Bildstockkapelle den 1948 errichteten Marien-Bildstock am „Jungholz“. Bereits am 17. September 1944 hatte die Kirchengemeinde ein Gelöbnis abgelegt, dass sie, wenn Pfaffenwiesbach von den schlimmsten Kriegsgräueln verschont würde, der Gottesmutter eine Kapelle bauen wolle. Allerdings wurde diese Kapelle, die im Inneren mit einer Schutzmantelmadonna geschmückt werden und auch als Kriegergedächtniskapelle dienen sollte, nach dem Krieg nicht gebaut, obwohl schon Steine vom ehem. Flugplatz Merzhausen in mühevoller Arbeit zur Baustelle am Usinger Weg (Distrikt Jungholz) geschafft worden waren. Die Steine blieben liegen, wurden zum Teil gestohlen und der Rest dann in den Pfarrhof geschafft. Als ein neuer Pfarrer kam, mussten die Steine entfernt werden. Immerhin errichtete man 1948 ehrenamtlich einen Bildstock. Als im Jahr 2000/2001 der Wunsch zu einer völligen Erfüllung des Gelöbnisses aufkam, richtete man die alte Taufkapelle der Kirche als Ergänzung zum Bildstock als „Andachtskapelle“ her, weil eine Errichtung einer Kapelle am Usinger Weg für unrealisierbar gehalten wurde. Auf Initiative des damaligen Ortsvorstehers und vieler ehrenamtlicher Helfer hin konnte das Kapellenprojekt aber dann doch noch zum Abschluss gebracht werden: Die neue Kapelle wurde am 16. September 2007 im Rahmen einer Marienandacht zum Thema Frieden gesegnet. In den Jahren 2015 und 2018 erhielt die Kapelle darüber hinaus zwei kleine Glocken. Ein Sturm am Weihnachtsfest 2023 verwüstete das kircheneigene Waldstück rund um die Baumkapelle, verschonte jedoch wie durch ein Wunder die Kapelle selbst; zur Beseitigung des Windbruchs wurde am 10. August 2024 mit Unterstützung des zuständigen Forstamts erstmalig auch ein „Holzmachtag“ (Holz machen und es kostenlos mitnehmen) durch die Kirchortgemeinde organisiert, auch um die geräumte Fläche zukünftig als Örtlichkeit für Baumpflanzaktionen nutzen zu können. Die Bildstockkapelle mit der sie umgebenden „Baumkapelle“ wird liebevoll durch Gemeindemitglieder gepflegt und lädt Einheimische wie auswärtige Besucher gleichermaßen zum Verweilen und zum Gebet ein; sie ist ganztägig zugänglich.
Im Dorf und auch der Gemarkung finden sich des Weiteren sieben Wegkreuze, von denen die drei Sandsteinkreuze wohl bereits um die Mitte des 19. Jhrds. entstanden sind, eines (das Wegkreuz „in der Aar“) aber erst im Jahr 2009 errichtet wurde.
Im Mühlgarten findet sich darüber hinaus noch ein Privatkreuz und in einem Privatanwesen im alten Ortskern ein Privatkreuz und eine Hauskapelle.

## Denkmalschutz
Die Georgskirche wie auch das kath. Gemeindehaus (altes Pfarrhaus) sind als Kulturdenkmal geschützt und stehen unter Denkmalschutz.